# ローソン
株式会社ローソン（英: Lawson, Inc.）は、国内外でコンビニエンスストアチェーンをフランチャイズ展開する日本の企業。東京都品川区大崎に本社を置く。三菱商事とKDDIが折半出資する子会社である。
本記事では、当該コンビニチェーンであるローソン（英: LAWSON）及び株式会社ローソンの両方を扱う。

## 概要
コンビニエンスストアチェーンとしてはセブンイレブン・ジャパン、ファミリーマートに次ぐ日本国内店舗数3位（2019年時点）であり、1997年7月には業界で初めて47都道府県全てに出店した。
一般的な「ローソン」のほか、品揃えが異なる「ナチュラルローソン」や「ローソンプラス」、「ローソンストア100」も展開している。各地の青果店などと連携して新鮮な野菜や果物、米の取り扱いを増やすなど全国画一ではない商品構成を模索している。
セブンイレブンと同様にもともとアメリカ発祥コンビニブランドであり、日本ではダイエーの子会社として始まった。2001年2月に三菱商事の子会社となり、現在ローソンは三菱グループの主要事業の1つとなっている（三菱広報委員会の会員企業にもなっている）。

## 歴史

### 米国

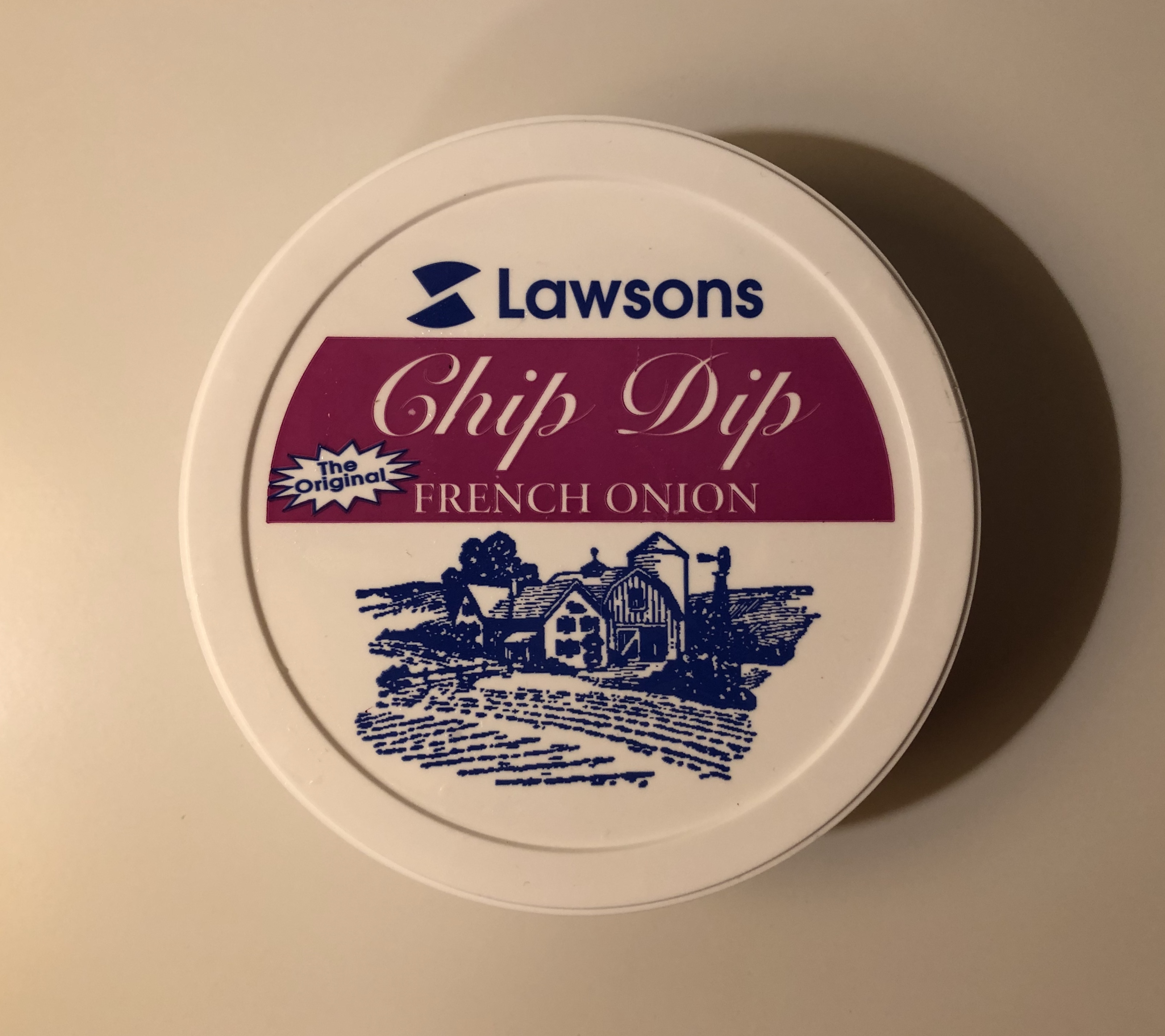
アメリカのサークルKにて販売されている「チップ・ディップ」

1939年、酪農家のJ・J・ローソンは、オハイオ州カイヤホガフォールズにあるブロードブールバードの乳製品工場で、ミルクを販売するための店を始めた。 ローソンズ・ミルク・カンパニーは、主にオハイオ州においてチェーン店を持つまでに成長した。ローソンは、1959年にコンソリデーテッド・フーズに買収された。
ローソンのコンビニエンスストアは1960年代から1980年代半ばまでオハイオ州でよく見られ、牛乳、パン、卵、オレンジジュースのほか、デリカカウンターの「チップス」スタイルのハムやサワークリームポテトチップスディップなどの特産品を販売していた。店舗はペンシルベニア州など近隣の州にも広がり、ローソンはピッツバーグを含む州西部で営業していた。
1985年、コンソリデーテッドはサラ・リーに社名を変更した。ほぼ同時期に、米国内のローソンの店舗は、コネチカット州エンフィールドの小規模なコンビニエンスストア・チェーン、デイリー・マートに売却された。デイリー・マートは本社をカヤホガフォールズに移し、ローソンの店舗名をデイリー・マートとしてその後17年間チェーン店を運営した。
2002年、カナダのコンビニエンスストア会社、ケベック州ラヴァルのアリマンタシォン・クシュタールがデイリー・マートの資産と社名を買収。アリマンタシォン・クシュタールは翌2003年にサークルKを買収、元々ローソンだった店舗や、ローソンがあった地域にある旧デイリー・マート店舗のほとんどはサークルKブランドへ転換された。消費者からの要望もあり、ローソンの「チップ・ディップ」は店名に関係なく販売し続けることが発表された。オハイオ州コロンバス地域の独立経営のデイリー・マート数店舗はサークルKから独立して存続し、アリメンテーション・クシュタールからのライセンスでデイリー・マートの名前とロゴを使い続けていたが、2021年9月にこれらの店舗はブランド名を外し、正式にデイリー・マートは消滅した。

### 日本
- 1974年（昭和49年）時期不詳 - ダイエーが米国のコンソリデーテッドフーズ社とコンサルティング契約締結。
- 1975年（昭和50年）
  - 4月15日 - ダイエーの100%子会社として、ダイエーローソン株式会社を設立。
  - 6月14日 - ローソン1号店「桜塚店」（大阪府豊中市）が開店[13]。
  - 9月30日 - 豊中市内にフランチャイズ1号店「桃山店」開店。
- 1976年（昭和51年）
  - 8月 - 埼玉県川口市に上青木店を開店し、関東地方へ出店開始。
  - 10月 - 株式会社TVBサンチェーン設立（資本金2000万円）。
  - 11月26日 - サンチェーンが東京都内に駒込店、町屋店、富士見台店[注釈 1] の3店同時に開店。
- 1977年（昭和52年）12月5日 - サンチェーンが大阪市に中本店を開店し、関西へ出店開始。
- 1978年（昭和53年）
  - 1月 - 第1次コンピュータシステム「SUNICS」導入。
  - 7月20日 - サンチェーンが愛知県名古屋市に山口町店を開店し、東海地方へ出店開始。
  - 8月16日 - 東京都品川区西五反田七丁目21番11号に支店を設置。
  - 9月30日 - サンチェーンが福岡市に美野島店を開店し、九州へ出店開始。
  - 10月25日 - サンチェーンが札幌市に東屯田通り店を開店し、北海道へ出店開始。
  - 10月28日 - サンチェーンが宮城県仙台市に大町2丁目店、原町店を開店し、東北地方へ出店開始。
- 1979年（昭和54年）
  - 9月 - 株式会社ローソンジャパンに商号変更。
  - 10月 - ローソン100店達成。
- 1980年（昭和55年）
  - 5月 - 九州に出店開始。
  - 6月28日 - 名古屋市名東区に「香流店」を開店し、中京地区での出店を開始。
  - 9月 - 業務効率化を目的に株式会社TVBサンチェーンと業務提携。
  - 9月 - サンチェーンが長野県、新潟県へ出店開始。
- 1981年（昭和56年）
  - 8月 - サンチェーンが小型実験店「プチサン」要町店を開店。
  - 9月 - サンチェーンがフードサービス設置の実験店「アドバンス・コンビニエンス」早稲田通り店を開店。
  - 11月 - 首都圏で第2次コンピュータシステム「ATLAS」導入。
  - 12月 - 岡山県に出店開始。
- 1982年（昭和57年）
  - ローソン、サンチェーン総店舗数1,000店達成。
  - 1月 - 西日本地域における直営店舗の運営体制強化のため、西日本ローソン株式会社を設立。
  - 7月 - 東日本地域における直営店舗の運営体制強化のため、東日本ローソン株式会社を設立。
- 1985年（昭和60年）
  - 静岡県に出店開始。
  - 8月 - 四国エリアへ出店開始。
- 1986年（昭和61年）
  - 3月 - 北海道に出店開始。
  - 4月15日 - 「からあげクン」発売。初代CMタレントは生稲晃子。
  - 9月 - 九州地区と北海道・東北地域における直営店舗の運営体制強化のため、九州ローソン株式会社、北日本ローソン株式会社を設立。
  - 9月 - 石川県金沢市に1号店をに出店し、北陸地方へ出店開始。
- 1987年（昭和62年）
  - 富山市に事務所を開設[14]。
- 1988年（昭和63年）
  - 3月 - ローソン、サンチェーン総店舗数5000店達成。
  - 4月 - 富山県八尾町に出店し、富山県に出店開始。
  - 6月 - 福井県に出店開始。
- 1989年（平成元年）
  - 3月 - 株式会社ローソンジャパンが株式会社サンチェーンを合併し、株式会社ダイエーコンビニエンスシステムズ（D-CVS）に商号変更。同時にロゴマークの文字列が「LAWSON FOOD STORE」から現在の「LAWSON STATION」へと改められる。
  - 5月19日 - 本社機能を東京都港区芝浦四丁目9番25号へ移転（サンチェーン本部機能との集約）。
- 1990年（平成2年）
  - 3月 - 子会社（西日本ローソン株式会社、東日本ローソン株式会社、九州ローソン株式会社、北日本ローソン株式会社）4社を統合。
  - 7月 - 「ローソンステーションメンバーズカード」発行開始。
- 1992年（平成4年）
  - 1月27日 - 特定フロン使用の冷蔵冷凍機械の撤廃、空缶リサイクルなどの環境対策と、身障者・高齢者にやさしい店づくりをめざした実験店「ローソンステーションパーク早稲田店」開店。
  - 2月 - 総店舗数4000店達成。
  - 7月23日 - 株式会社ローソンチケットを設立。
  - 10月6日 - 山口県の株式会社パコール（丸久系）と業務提携し、営業権譲受。
- 1993年（平成5年）
  - 2月10日 - 宇都宮池上店を開店し、栃木県へ出店開始。
  - 3月14日 - 福岡地区の293店舗でダイエーグループの「オレンジチケットシステム」を活用し、同社が取り扱う一部チケットの発券サービス開始。
  - 6月12日 - 福岡地区でチケット発券取扱いを行っている店舗において、オレンジチケットシステムが取り扱う全チケットに拡大。
- 1994年（平成6年）8月23日 - 岡崎店（愛知県岡崎市）が開店し、総店舗数5000店達成。
- 1995年（平成7年）
  - 1月26日 - 山形南館五丁目店を開店し、山形県へ出店開始。
  - 11月 - ローソン硬式野球部が活動開始。日本野球連盟（社会人野球）に加盟。
- 1996年（平成8年）
  - 2月25日 - 中華人民共和国上海市に華聯集団有限公司との合弁にて、上海華聯羅森有限公司（連結子会社）を設立。
  - 6月1日 - 株式会社ローソンに商号変更。
  - 7月19日 - 上海市に「田林東路店」「古北新区店」を出店し、海外出店開始。
  - 11月1日 - CVS運営会社の株式会社エーアンドビー（島根県）の全株式を取得し、エーアンドビー店舗（全45店舗）をローソンへ転換しオープン。事実上、島根・鳥取両県への進出となった。
  - 12月 - 総店舗数6000店達成。
- 1997年（平成9年）
  - この頃、「トイレ開放宣言」を行い、コンビニ業界としては初めて店舗内のトイレを一般向けにも開放した[15][16]。
  - 4月30日 - 青森中佃店、青森八ッ橋店、青森大矢沢店（以上は青森市）および弘前和徳店（青森県弘前市）等5店舗を出店し、青森県へ出店開始。
  - 5月29日 - 秋田東通二丁目店、秋田保戸野原の町店、秋田八橋大畑店（以上は秋田市）および男鹿船川海岸通店、男鹿船越店（秋田県男鹿市）を出店し、秋田県へ出店開始。
  - 7月10日 - 5店舗を出店し、高知県に出店開始。
  - 7月18日 - 20店舗を同時に出店し、沖縄県に出店開始。これに伴い、全都道府県進出を達成。
  - 9月30日 - マルチメディア端末「Loppi」導入開始。同時にニンテンドウパワーサービスを開始。
  - 12月 - チケット販売体制の充実のため、株式会社ローソンチケットを子会社化。
- 1998年（平成10年）
  - 1月23日 - 資本金を8億4000万円から258億4658万4000円に増資。
  - 2月 - 「Loppi」全店導入完了。
  - 5月28日 - 環境対策実験店（勝島一丁目店）開店。
  - 11月29日 - 全国のローソン店舗でOMCカードに加えてVISA・JCBカードが使用可能になる。
- 1999年（平成11年）
  - 2月28日 - 宮崎橘通東店（宮崎市）を出店し、総店舗数7000店達成。
  - 5月28日 - 株式の譲渡制限を廃止。
- 2000年（平成12年）
  - 2月 - 三菱商事株式会社を重要な戦略パートナーと位置づけ、広範囲な業務提携契約を締結。
  - 2月19日 - 民間企業として初めてインターチェンジに出店。「沼田インター店」（群馬県沼田市）開店。
  - 5月8日 - 電子商取引事業推進のため、株式会社ローソン・イープランニングを設立。
  - 7月26日 - 東京証券取引所第一部および大阪証券取引所第一部に株式上場[17]。資本金を585億664万4000円に増資。
  - 8月10日 - ホスピタルローソン1号店が、石川県七尾市の「恵寿総合病院」内にオープン[18]。 これは日本初の病院内24時間営業のコンビニでもある。
  - 10月5日 - 松下電器産業（現：パナソニック）・三菱商事・NTTドコモの4社と合弁で、株式会社アイ・コンビニエンスを設立。
- 2001年（平成13年）
  - 2月22日 - 筆頭株主がダイエーから三菱商事になる。
  - 5月15日 - 株式会社ローソン・エイティエム・ネットワークスを設立。
  - 7月22日 - ナチュラルローソン1号店となる「自由が丘2丁目店」開店。
  - 10月3日 - 「ローソンATM」サービス開始。
- 2002年（平成14年）
  - 2月2日 - ダイエーオーエムシーとの資本提携終了に伴い、三菱商事・クレディセゾンとの合弁会社株式会社ローソン・シーエス・カードを設立し、LAWSON PASS（ローソンパス）」発行開始。
  - 5月29日 - 三菱商事出身の新浪剛史が顧問から社長に就任。
  - 11月20日 - プロ野球ドラフト会議で吉川昌宏が東京ヤクルトスワローズから、新井智・伊代野貴照・萱島大介が阪神タイガースから指名を受け入団。同年シーズン限りで野球部は廃部が決定していたため、チームとしては最後のプロ野球選手となった。
- 2003年（平成15年）
  - 1月 - 上海市内の店舗数が100店舗達成。
  - 1月 - 郵政事業庁（現：日本郵便）と提携し、国内のコンビニでは初となる店内郵便ポスト（ローポスくん）を全国店舗に順次設置。
  - 8月5日 - 日本郵政公社（当時）との新業態店舗出店として代々木郵便局内にポスタルローソン1号店がオープン。
- 2004年（平成16年）
  - 本社機能を東京都港区芝浦から東京都品川区のゲートシティ大崎へ移転。
  - 4月11日 - ローソン・イープランニングが株式会社ナチュラルローソンに商号変更。ナチュラルローソンの事業を株式会社ローソンから移管。
  - 6月14日 - 日興コーディアル証券（現：SMBC日興証券）株式会社と証券仲介業に係る業務委託契約を締結し、近畿財務局に証券仲介業登録の申請。
  - 8月31日 - 日興コーディアル証券と共同でマルチメディア端末・Loppiを用いた証券仲介サービス「ピーカブー」を開始、証券仲介業への参入と一部店舗の日興との共同出店開始。
  - 10月22日 - 東北スパー株式会社と「営業譲渡に関する契約書」を締結。
  - 10月26日 - ローソン京都大学店を開店し、国立大学内出店開始。
  - 11月18日 - 取り扱い宅配便をヤマト運輸の「宅急便」から、日本郵政公社の「ゆうパック」へ切り替え。大手コンビニでは初めてゆうパックを取り扱うこととなった。
  - 12月 - 総店舗数8000店達成。
- 2005年（平成17年）
  - 1月15日 - 東京消防庁と大規模災害発生時及び広域消防応援時の物資調達に関する協定に合意。
  - 2月14日 - 愛媛県と災害時の応急対策等に関する協定を締結。
  - 2月17日 - 関西広域連携協議会と「帰宅困難者支援に関する協定」を締結。
  - 4月13日 - 株式会社バリューローソンを設立。
  - 5月27日 - ローソンストア100の1号店である「STORE100練馬貫井二丁目店」を開店。
  - 10月19日 - 日本郵政公社と災害対策に関する相互協力協定を締結。
  - 11月22日 - 東京急行電鉄と駅型コンビニエンスストア店舗を共同で業態開発し、東急線駅構内および駅周辺において出店を推進していくことで合意
  - 11月 - 電子マネーSuicaの試験導入を開始[19]。
- 2006年（平成18年）
  - 1月20日 - 関西地区の一部店舗で、電子マネーPiTaPaの取扱い開始。
  - 3月28日 - ドコモによるローソンへの資本参加及びお客さまのさらなる利便性向上を目的と、業務提携。
  - 4月14日 - 自己株式を処分し、NTTドコモに譲渡。
  - 5月1日 - 鳥取県産品の販売や災害対策などで協力する業務提携を締結。
  - 8月4日 - ローソンとローソンストア100（生鮮コンビニ）が融合したハイブリッド型の店舗「ローソン上本町三丁目店」「ローソン池田城南一丁目店」「ローソン服部緑地北店」を三店舗同時に開店。
  - 8月31日 - 東急電鉄と共同で「LAWSON + toks（ローソン プラス トークス）」を長津田駅構内に開店。
  - 10月11日 - イオン株式会社との業務提携が読売新聞によって報道される。
  - 11月17日 - 高速道路のSA内1号店となる「ローソンハイウェイピット基山上り店」と「同下り店」（佐賀県基山町）を同時開店。
  - 12月13日 - 店内での焼きたてパン提供店舗、「ナチュラルローソンベーカリー銀座本店」開店。
  - 12月15日 - 子育て応援のコンセプト店舗「ハッピーローソン日本橋店」開店。
- 2007年（平成19年）
  - 1月19日 - ローソンとローソンストア100（生鮮コンビニ）が融合したハイブリッド型店舗を「ローソンプラス」へブランド変更し、1号店である「ローソンプラス長居二丁目店」開店。
  - 1月23日 - 現金ポイント専用カード「MY LAWSON POINT（マイローソンポイント）」の全国展開を開始。
  - 2月20日 - 株式会社ナチュラルビートと、新たな食文化の創造とお客様への付加価値の提供を目的とし、業務提携を締結。
  - 2月21日 - ナチュラルローソン丸の内ビルディングが開店し、総店舗数100店達成。
  - 2月28日 - 「ローソンストア100」と同じ業態のSHOP99を運営する株式会社九九プラスとの資本業務提携を発表し、それに基づき同社の第三者割当増資に応じて出資。
  - 3月7日 - 福井県と包括提携に関する協定を締結。
  - 3月9日 - NTTドコモグループ各社が展開する非接触ICクレジットサービス「iD」での決済を全店で開始。
  - 6月1日 - 登記上の本店所在地を大阪府吹田市豊津町9番1号から東京都品川区大崎一丁目11番2号に移転。
  - 7月12日 - ハッピーローソン「横浜山下公園店」開店。
  - 7月13日 - 全店で電子マネーQUICPayの取扱い開始。
  - 8月23日 - 全店で電子マネーEdy（現：楽天Edy）の取扱い開始（当初は利用のみ、11月から現金チャージ取り扱い開始）。
  - 9月3日 - 特定郵便局を併設した、「ローソン小倉清水2丁目」開店。
  - 10月10日 - 子会社のナチュラルローソン事業をローソンへ吸収した上で、会社を清算することを発表。
- 2008年（平成20年）
  - 1月24日 - 新鮮組本部とメガFC契約を締結すると発表。新鮮組およびジャストスポットの45店舗をローソンに切り替え。
  - 4月30日 - ローソンCSカードの株式をクレディセゾンに売却。
  - 7月15日 - SHOP99を運営する株式会社九九プラスの連結子会社化を目指して同社株式のTOBを発表。当時の株式会社九九プラス筆頭株主の株式会社キョウデンも賛同。
  - 8月6日 - 日本郵政との提携により、郵便局会社が運営するJPローソン1号店を日本橋郵便局内に開店。その後、関東地域内で順次開設。
  - 9月5日 - 友好的TOB成立により、九九プラスの株式76.77%分を取得し連結子会社化。将来的に「STORE100」（株式会社バリューローソン）との間で会社および店名を統合する方針も発表。
  - 9月12日 - ローソン坂城村上店（長野県埴科郡坂城町）」の店内に、上田郵便局上五明（かみごみょう）分室を開局。
  - 10月10日 - 環境対策集約店のローソン呉広公園店（広島県呉市）開店。
  - 12月 - 上海市内の店舗数が300店舗達成。
- 2009年（平成21年）
  - 1月21日 - 株式会社サンエーと、沖縄県内での業務提携を行うことに合意。
  - 2月25日 - 株式会社レックス・ホールディングスとの間で、同社が保有する、同社子会社である株式会社エーエム・ピーエム・ジャパン全株式及びam/pmに対する全貸付債権の取得に関し、基本合意書を締結。
  - 3月2日 - 神戸物産と折半出資で株式会社神戸ほっとデリを設立すると発表[20][21]。
  - 3月6日 - 5月に、株式会社九九プラスに株式会社バリューローソンを吸収合併させると発表。
  - 3月14日 - レックス・ホールディングスより、同社が保有する株式会社エーエム・ピーエム・ジャパンの全株式及びam/pmに対する全貸付債権を取得する旨で最終合意し、株式および債権譲渡契約を締結。併せてam/pmとの間で包括的業務提携契約を締結。
  - 4月8日 - JR東日本エリア全店で電子マネーSuicaを導入[22]。
  - 4月23日 - 全店で三菱UFJニコスの非接触ICクレジットサービス「Smartplus・Visa Touch」を導入[23]。
  - 5月19日 - 既存店舗の処遇をめぐってレックス・ホールディングスと対立したため、am/pmの買収を断念し、業務提携を解消。
  - 5月21日 - 横浜市と「連携と協力に関する包括協定」を締結。
  - 5月27日 - シダックス株式会社と病院・大学・事業所などのよりよい生活環境や職場環境を実現するため、ローソン店舗の共同開発及び新業態モデル開発等のコラボレーション事業を行う業務提携に合意。
  - 8月24日 - JR西日本エリア全店で電子マネーICOCAを順次導入開始[24]。
  - 8月24日 - マツモトキヨシホールディングスと業務提携を発表。同時にドラッグストアとコンビニエンスストアとの融合した新業態店舗を設置することも表明。
  - 7月20日 - ローソンチケットがローソンエンターメディアに社名変更。
  - 10月9日 - 完全子会社の株式会社ローソン沖縄を設立。
  - 10月27日 - 福岡県下のローソン全店舗で電子マネーnimocaを導入。チャージも可能に[25]。
  - 12月1日 - 株式会社ローソンが会社分割（吸収分割）を行い、沖縄県内のコンビニエンスストア事業を株式会社ローソン沖縄に承継させる。その後、株式会社ローソンが株式会社ローソン沖縄の株式のうち51%を、株式会社サンエーに譲渡し、合弁会社化[26]。
- 2010年（平成22年）
  - 2月9日 - ローソンエンターメディア役員2名が総額150億円の資金を不正に流用していた問題が1月24日に発覚したことを公表。同社に対し85億円融資を決定し、3月1日に行われる予定だった九九プラス完全子会社化が一旦中止に（その後、7月1日に完全子会社化）。
  - 3月1日 - ポイントサービスが、三菱商事が中心となり発足した「Ponta」に全面移行。なお既存のカードの切替等は不要。
  - 3月18日 - 札幌市と「さっぽろまちづくりパートナー協定」を締結。
  - 3月19日 - ローソンストア100「築地7丁目店」が開店し、1000店舗達成。
  - 4月20日 - JR東海エリア全店舗で電子マネーTOICAを、JR九州エリア（福岡・大分両県を除く）全店舗で電子マネーSUGOCAを、JR北海道エリアで電子マネーKitacaをそれぞれ順次導入開始[27]。また、同日より大分県内の全店舗でも電子マネーnimocaを順次導入開始[28]。この時点でSuicaが四国以外の全国各店で利用可能に。
  - 4月29日 - 重慶羅森便利店有限公司を設立。
  - 5月6日 - ローソン名駅南広小路店（名古屋市）の店内に「沖縄県アンテナショップ」開店。
  - 5月12日 - 横浜住吉町四丁目店（横浜市）の店内に「千葉県アンテナショップ」開店。
  - 6月16日 - 国立病院機構本部中国四国ブロックと「緊急時における代替給食に関する覚書」を締結。
  - 6月28日 - セルフレジの導入をゲートシティ大崎店（東京都品川区）より順次開始。2010年度中に全国51店舗への導入を予定[29]。
  - 7月13日 - 中国・重慶市に第1号店（LAWSON海王星店）を開店。
  - 8月2日 - ローソン店舗外では初の出店となるローソン神戸ホッとデリ店舗を平塚駅構内の「平塚ラスカ」に出店。
  - 9月21日 - ローソン富山設立。
  - 10月27日 - 安土町店（大阪市）の店内に「熊本県アンテナショップ」開店。
  - 12月1日 - 音楽ソフト販売大手のHMVジャパンを子会社化。
- 2011年（平成23年）
  - 1月28日 - 株式会社ベンチャーリパブリックと資本・業務提携契約を締結。
  - 5月13日 - 国内総店舗数が10,000店達成（ローソン・ナチュラルローソン・ローソンストア100・SHOP99総計）。
  - 5月19日 - 店舗の内外装を藤子・F・不二雄の漫画作品で飾り、川崎市 藤子・F・不二雄ミュージアムとのコラボレーション店舗である「ローソン宿河原駅前店」開店。
  - 6月7日 - 福岡キャナルシティ博多前店、福岡市役所店で銀聯カード決済の取扱い開始。
  - 6月20日 - インドネシア共和国の大手小売グループ、「Alfa Group」（アルファグループ）の傘下企業「PT MIDI UTAMA INDONESIA Tbk」ライセンス契約を締結。
  - 7月2日 - サンクス店舗を運営するサンクスアンドアソシエイツ富山からローソン富山へ事業譲渡。
  - 7月29日 - インドネシアジャカルタ市に同国1号店を出店。
  - 9月1日 - 子会社のローソンエンターメディアとHMVジャパンが合併し、ローソンHMVエンタテイメント（LHE）発足。
  - 9月15日 - 中国・大連市に地元企業との合弁会社「大連羅森便利店有限公司を設立。
  - 10月11日 - らでぃっしゅぼーや株式会社との合弁会社である「らでぃっしゅローソンスーパーマーケット株式会社」がサービス開始。
  - 11月16日 - 「オークションゆうパック」サービスの取扱い開始。
  - 11月23日 - 中国・大連市にLAWSONソフトウェアパーク店開店。
- 2012年（平成24年）
  - 1月13日 - ローソンUSAハワイ設立。
  - 1月20日 - 株式会社シー・ヴイ・エス・ベイエリアとエリアフランチャイズ契約を締結することで合意。
  - 2月7日 - JR四国エリアの約420店に、ICOCA電子マネーを導入。これによりSuicaが全店で利用可能になった。
  - 2月21日 - 株式会社クルックとのコラボレーション店舗「ナチュラルローソン＆food　kurkku」開業。
  - 2月29日 - KDDIとWi-Fiスポットの構築を中心とする業務提携を締結。
  - 5月11日 - ローソンファーム鳥取設立。
  - 6月 - 株式会社スマートキッチン（現：連結子会社）を設立。
  - 6月8日 - イオンとエンタテイメント分野での協業を発表。今後共同事業や共同キャンペーンの展開およびミニストップ全店に「Loppi」を設置する予定[30]。
  - 7月 - 株式会社SCI（現：連結子会社）を設立。
  - 7月7日 - アメリカハワイ州ホノルル市内に、2店舗を同時開店。アメリカ国内で長らく途絶えた店舗が復活[31]。
  - 8月23日 - 株式会社三菱商事が保有する株式会社クオール株の一部を取得し、資本提携を締結。
  - 9月19日 - Foursquare Labs, Inc.と提携し、サービス内で獲得できるパートナーバッジの提供を開始[32][33]。
  - 12月1日 - 連結子会社のローソン富山を吸収合併。
  - 12月7日 - 省エネルギー実験店舗を神奈川県海老名市にオープン。
- 2013年（平成25年）
  - 1月9日 - ローソンファーム宮崎設立。
  - 1月17日 - ヤフー株式会社との合弁事業会社である株式会社スマートキッチンが定期宅配サービス開始。
  - 3月26日 - 店内調理に使用しているフライオイルを、コレステロール0（ゼロ）、ビタミンE配合のヘルシーオイルに切り替え。
  - 3月29日 - バンコク市内に「LAWSON 108」を3店舗同時にオープン。
  - 3月29日 - ローソンファーム愛媛設立。
  - 5月17日 - ローソン熊本、ローソン南九州設立[34]。
  - 6月22日 - ハワイ州ワイキキ地区に3店舗目（ハイアット　プレイス店）がオープン。
  - 7月19日 - エーザイ生科研株式会社の発行済株式の70%を取得し子会社化。
  - 8月8日 - 中国・北京市に第1号店（LAWSON月壇北街店）をオープン。
  - 8月16日 - ハワイ州アラモアナ地区に4店舗目（パシフィックガーディアンタワー店）をオープン。
  - 8月21日 - ローソン熊本、ローソン南九州が南九州サンクスからコンビニエンスストア事業を譲渡される。同日、鹿児島県内の旧サンクス14店舗がローソンとして開店[35]。
  - 11月 - 株式会社ローソンマート（現：連結子会社株式会社ローソンストア100）を設立。
  - 11月1日 - 寒冷地特化型の環境配慮店舗を秋田県由利本荘市にオープン。
- 2014年（平成26年）
  - 2月 - 九九プラスを吸収合併。
  - 2月6日 - 次世代コンビニエンスストアの実験店舗「ローソンパナソニック前店」開業。
  - 2月20日 - 新フォーマットの「ローソンマート」の一号店を横浜市内に出店[36][37]。
  - 2月25日 - ローソンファーム茨城設立。
  - 3月1日 - ローソン熊本を吸収合併[38]。南九州サンクスの親会社であった南国殖産がローソン南九州に51%出資し、合弁会社化[39]。
  - 4月10日 - 連結子会社のスマートキッチンの食材配達事業を会社分割にて継承。
  - 5月10日 - フィリピン大手小売業のPPC社（マニラ市）と合弁でPG　Lawson　Company Inc社設立。
  - 8月6日 - ユナイテッド・シネマ株式会社の持株会社であるユナイテッド・エンターテインメント・ホールディングス株式会社の株式をローソンHMVエンタテイメントが取得すると発表。
  - 9月30日 - 食品スーパーを運営する成城石井の株式を丸の内キャピタル株式会社が管理・運営する丸の内キャピタル第一号投資事業有限責任組合より買収すると発表。
  - 10月1日 - ポプラと資本業務提携に関する基本合意書締結[40]。ローソン側は発行済み株式の5%を取得する計画にしている[40]。
  - 11月7日 - 兵庫県南部に路線を持つ山陽電気鉄道の子会社「山陽フレンズ」と山陽電鉄沿線においてコンビニエンスストアを展開することで合意し、包括業務提携を締結する[41]。
- 2015年（平成27年）
  - 2月1日 - 高知県のサニーマートより、同社が運営してきた旧スリーエフ店舗のうち、愛媛県・徳島県に関わるコンビニエンスストア事業を吸収分割により譲受（該当2県の旧スリーエフ店舗におけるローソンへの鞍替え後はローソン本体による運営となる）[42]。
  - 2月5日 - ツルハホールディングスとの業務提携により、同社孫会社のツルハコーポレーション東北のフランチャイズによる「ローソンツルハドラッグ」ブランド1号店である、ローソンツルハドラッグ仙台五橋店が、仙台市若林区五橋三丁目に開店。同店は、3月1日より調剤薬局部門も開設した。
  - 4月1日 - サニーマート（高知県）とローソンとの合弁による「株式会社ローソン高知」を設立。高知県内におけるローソン店舗（ローソン高知支店運営店舗ならびにサニーマート運営店舗（=元スリーエフ店舗））全てを会社分割により株式会社ローソン高知に承継させる[43][44]。
  - 4月27日 - 東京メトロのグループ企業であるメトロコマースと業務提携を締結。地下鉄駅構内の売店「メトロス」約50店をローソンに転換することで合意[45][46]。
  - 5月11日 - セーブオンの権利義務の一部を承継。長野県内の27店を7月から順次、ローソンに転換すると発表[47][48]。
  - 5月13日 - NTTドコモとの業務提携合意を発表。
  - 6月1日 - NTTドコモとの業務提携により、同社のクレジットサービスDCMX（DCMXminiを含む）での決済利用で請求時に割引するサービスを開始。
  - 6月12日 - SGホールディングスとの業務提携により、コンビニエンスストアの店舗を拠点とした配送・御用聞きサービスなどを行う共同事業会社として「SGローソン株式会社」を設立[49][50][51]。
  - 7月23日 - SGホールディングスとの業務提携により、同社傘下の佐川急便との連携により、オンラインショップで注文した商品を受け取ることができる「コンビニ受取りサービス」を開始（当初はジェイアイエヌが運営する「JINSオンラインショップ」から開始し、翌月からはディノス・セシールが運営する「ディノスオンラインショップ」にも拡大）[52]。
  - 9月1日 - 楽天との連携により、既存の「コンビニ受取りサービス」を「楽天市場」の対象商品にも拡大（なお、「楽天市場」で注文した商品の受取り店舗への配送は日本郵便が担当する）[53]。
  - 9月24日 - 銀聯カードの取り扱いを開始[54]。
  - 11月3日 - クレディセゾン・ジェーシービー・ロイヤリティ マーケティングとの協業により、JCBプリペイド機能付Pontaカード「おさいふPonta」の発行を開始（なお、ローソン発行のPontaでは初のプリペイドカードとなる）[55]。
  - 11月20日 - ダブルブランド店「ローソン・ポプラ」の先行店舗となる「ローソン・ポプラ米子西河崎店」「ローソン・ポプラ鳥取緑ヶ丘店」開店[56]。
  - 12月1日 - NTTドコモとの業務提携により、同社の新ポイントプログラム「dポイント」の取り扱いを開始（併せて、ポイントカード「dポイントカード」の無料配布も開始）。
- 2016年（平成28年）
  - 2月26日 - セーブオンがローソンとFC契約を締結した上で、山形、福島、茨城県内のセーブオン75店を3月末で閉店。そのうち約50店をローソンに転換し営業を再開する方針を発表[57][58]。
  - 4月13日 - 南関東を地盤とするコンビニ中堅のスリーエフと、資本業務提携の契約を結んだことを発表[59][60]。
  - 5月27日 - ローソンがスリーエフが展開する12店舗を譲り受けると発表。なお、この12店舗は7月より屋号は順次ローソンに切り替わる[61]。両社は、今回の12店の引き継ぎは90店のブランド変換とは別に行うとしている。
  - 8月4日
    - スリーエフが運営する千葉県と埼玉県の87店舗について、9月から順次「ローソン・スリーエフ」のダブルブランドに転換すると発表。これとは別に13店舗については、9月から屋号を順次、スリーエフからローソンに切り替える[62][63][64]。
    - 中国地方を中心に展開するポプラとの共同運営本格化のための契約を締結。9月をめどに新会社・ローソン山陰を設立し、ポプラが運営するコンビニのうち、ダブルブランド店「ローソン・ポプラ」への移行を希望する店舗とエリアフランチャイズ事業を始める[65][66]。

  - 9月1日
    - スリーエフの全店舗およそ540店舗のうち約90店舗の運営について、新設分割にてスリーエフとの合弁会社であるエル・ティーエフ（完全子会社として設立と同時に株式30%をローソンに譲渡、スリーエフ70％出資となる）として分離し、屋号を「ローソン・スリーエフ」に転換するとともに、スリーエフから当該店舗の資産・権利・義務の一部を吸収分割で譲り受ける[59]。
    - ローソン山陰設立。

  - 11月1日 - ローソンのうち、ローソン鳥取支店・島根支店が運営する鳥取県・島根県内の235店舗（ダブルブランド店「ローソン・ポプラ」への移行を希望する鳥取県内の1店舗を含む）の運営、ポプラが運営するコンビニのうち、ダブルブランド店「ローソン・ポプラ」への移行を希望する鳥取県・島根県・山口県内[注釈 2] の51店舗の運営、ポプラ・プロジェクトが運営する「ローソン・ポプラ」先行2店舗の運営について、会社分割によりローソン山陰に承継させる。同時に、ローソン山陰の株式29.06%をポプラに、0.71%をポプラ・プロジェクトに譲渡、合弁会社化[67][68][69][70][71]。
- 2017年（平成29年）
  - 2月1日 - セーブオンとメガフランチャイズ契約を締結。今年の夏頃より長野県を除く5県501店舗のセーブオンを順次ローソンに転換し、2018年中にほぼ全店を転換する[72]。
  - 2月9日 - 三菱商事が株式の50.1%を取得。子会社化（ローソンは日本会計基準のため2月15日付で三菱商事が親会社となった）[73][74]。
  - 7月1日 - 内閣府より、災害対策基本法第2条第5号に基づく指定公共機関に指定[75]。
- 2020年 (令和2年)
  - 3月1日 - ローソン山陰を吸収合併[76]。
  - 6月17日 - 一部店舗で無印良品の商品の取り扱いを開始[77]。
  - 9月10日 - ポプラが「ポプラ」「生活彩家」「スリーエイト」ブランドで営業している460店舗のうち、140店舗を2021年3月から2021年6月にかけて順次「ローソン・ポプラ」もしくは「ローソン」ブランド店舗に転換すると発表[78][79]。そのうち126店舗はポプラ子会社として設立するポプラリテールに分割し、ローソンのメガフランチャイジーとして運営する。14店舗はローソンのフランチャイズ店舗もしくは直営店とする。
- 2021年（令和3年）
  - 6月3日 - 日本出版販売と提携して、「LAWSONマチの本屋さん」の1号店となる「ローソン狭山南入曽店」をオープン[80]。
- 2023年 (令和5年)
  - 9月 - ローソン南九州を完全子会社化[81]。
- 2024年（令和6年）
  - 4月11日 - ファミリーマートと共同で宮城県と岩手県、秋田県における一部商品の共同配送を開始[82]。
  - 7月24日 - KDDIによる株式非公開化を目的とした株式公開買付け（TOB）（3月28日 - 4月25日）成立を受け（TOB） 株式上場を廃止[83][2][84]。
  - 8月19日 - 三菱商事とKDDIによる共同経営（共通の持ち分法適用会社）に移行した[85][86]。
- 2025年 (令和7年)
  - 5月26日 - 創業50周年を記念し、毎年6月3日を「ローソンの日」と制定。日付は「ロー（６）ソン（３）」の語呂合わせから[87]。

## 企業系列
ローソンは長らくダイエーが親会社であり、福岡ダイエーホークス（現・福岡ソフトバンクホークス）の多くの選手がCMに出演していた。しかしダイエー本体は業績悪化に伴い保有するローソン株の多数を総合商社の三菱商事に売却した。2001年（平成13年）からは三菱商事が30.68%の議決権を有する筆頭株主である。また、2007年（平成19年）5月31日までは登記上の本店が大阪府吹田市豊津町9番1号の旧ダイエーグループ本社ビル（江坂東洋ビル、現：ビーロット江坂ビル）にあったが、2007年6月1日より東京都品川区に移転した。
2016年時点はローソンHMVエンタテイメントやダイエーグループ商品券、OMCカードの取り扱いを行っていたが、ダイエーグループ商品券はダイエーがイオンの完全子会社になったため2015（平成27年）6月末を以って取り扱いを終了した。2015年（平成27年）11月10日には、同年12月よりイオンが展開する電子マネーWAONが利用可能になる事が発表された。
既述のように2001年（平成13年）以降ローソンは三菱商事の傘下に入ったが、2016年（平成28年）に三菱広報委員会へ入会し名実とともに三菱グループの一員となった。これと前後して、ローソンの経営としてもこれまで以上に三菱商事との連携を強化する方針とし、玉塚元一が会長CEOとなり、社長COOに三菱商事出身の竹増貞信が就任（副社長から昇格）し、三菱商事とのパイプ役も担うこととなった（なお、玉塚の前の社長・会長だった新浪剛史も三菱商事出身）。2017年（平成29年）2月に三菱商事の子会社となっている。
三菱商事グループには同じ小売業のライフコーポレーションが存在するが小規模な協業に留まり、ローソンとライフコーポレーションとの間で業務提携は行われていない。
2024年（令和6年）には通信大手の一社であるKDDIによる株式公開買付け（TOB）が発表。TOB成立後の株式併合（スクイーズアウト）を経て、三菱商事との出資比率は折半となった。KDDIは三菱商事系列のポイントプログラム「Ponta」とも出資・提携しており、2020年（令和2年）5月にau WALLETポイントをPontaと統合させている。

## 関連会社

### 連結子会社
- 株式会社ローソンストア100 - ローソンストア100のオペレーション機能（店舗運営・商品開発など）を受け持つ。フランチャイズ契約や店舗資産はローソン本体が保有。ローソンストア100の他に2014年2月より2015年まで“ローソンマート”というブランド名のコンビニチェーンを運営していた（2016年2月29日までは、こちらを商号にしていた）。
- 株式会社ローソン南九州 - 本社・鹿児島市。2014年から2023年までは南国殖産との合弁であった。2013年5月17日にローソンの完全子会社として設立[34]。同年8月21日に南九州サンクスから鹿児島県内におけるコンビニエンスストア事業を譲渡され、鹿児島県内の旧サンクス85店舗のうち、82店舗を引き継ぐ[35]。2014年3月1日に南九州サンクスの親会社であった南国殖産が51%を出資し、同時にローソン鹿児島支店が統括している店舗をローソン南九州へ引き継いだ[39] が、2023年9月に再びローソンの完全子会社となる[81]。
- 株式会社SCI
- 羅森(中国)投資有限公司
- 上海華聯羅森有限公司
- 重慶羅森便利店有限公司
- 大連羅森便利店有限公司
- Lawson Asia Pacific Holdings Pte. Ltd.
- Saha Lawson, Co., Ltd.
- 株式会社ローソンエンタテインメント
  - 株式会社ローソンHMVエンタテイメント・ユナイテッドシネマ・ホールディングス - ローソンHMVエンタテイメントの子会社。
    - 株式会社ローソン・ユナイテッドシネマ - 2014年8月28日より、ローソングループ入り。

  - 株式会社ローソントラベル - 旅行代理店。旧 株式会社サクセスツアーズ。2015年より、ローソングループ入り。2019年3月、ローソンエンタテインメント傘下に異動[91]
- 株式会社ベストプラクティス
- 株式会社成城石井
- 株式会社ローソンウィル
- 株式会社ローソンデジタルイノベーション
- 株式会社ローソン銀行 - 銀行業。三菱UFJ銀行が5%出資している[92]。

### 銀行業参入へ
2016年11月25日、銀行業参入に向け三菱東京UFJ銀行（BTMU）ともに、ローソンが95%、BTMUが5%出資して資本金10億円でローソンバンク設立準備株式会社を設立した。新会社の会長には財務省出身の岩下正、社長には新生銀行出身の山下雅史を迎えた。また開業については2018年度中を目指していると報じられている。
金融庁は2018年8月10日、認可申請中だった「ローソン銀行」について銀行業の免許を交付、同年10月15日から業務が開始された。

### 持分法適用関連会社
- 株式会社ローソン沖縄 - 本社・沖縄県浦添市。サンエーと合弁。
- 株式会社ローソン高知 - サニーマートと合弁。サニーマートは、以前スリーエフと合弁を組んでいた（株式会社スリーエフ中四国）が、2015年に合弁相手をローソンに転換したことに伴い設立、既存の高知エリアのローソンも統合。
- PT MIDI UTAMA INDONESIA Tbk

### かつて存在した子会社
- 株式会社ローソン富山 - 2010年（平成22年）9月設立。翌年7月2日、旧サンクスアンドアソシエイツ富山より、富山県内におけるコンビニエンスストアの店舗利権およびエリアフランチャイズ権を譲り受ける。譲受直後は直営11店舗、加盟店62店舗、計73店舗を展開していた。2012年（平成24年）12月1日、ローソン本体に吸収合併。
- 株式会社九九プラス - 2014年2月1日、ローソンストア100のオペレーション機能を前年11月に新設した株式会社ローソンマート（現株式会社ローソンストア100）に承継、同日ローソン本体に吸収合併。
- 株式会社ローソン熊本 - 本社・熊本市。2013年5月17日設立、ローソンの完全子会社[34]。同年8月21日に南九州サンクスから熊本県内におけるコンビニエンスストア事業を譲渡され、熊本県内の旧サンクス27店舗のうち、24店舗を引き継ぐ[35]。資本金1000万円、2014年3月1日、ローソン本体に吸収合併[38]。
- 株式会社ローソン・エイティエム・ネットワークス - 店内設置のローソンATMを管理していた企業で、ローソンのほかに三菱商事と3大メガバンクが出資していた。2018年6月1日付で開業に先駆けてローソン銀行（当時はローソンバンク設立準備株式会社）へATMを移管、2018年10月15日のローソン銀行開業後、2018年10月20日付で法人も解散した[98]。
- 株式会社ローソン山陰 - 本社・鳥取県米子市。ポプラと合弁。2016年9月1日にローソンの完全子会社として設立[67][68]。同年11月1日にポプラが29.06%、ポプラ・プロジェクトが0.71%を出資し、ローソン鳥取支店・島根支店が統括している鳥取県・島根県内のローソン235店舗（ダブルブランド店「ローソン・ポプラ」への移行を希望する鳥取県内の1店舗を含む）、ポプラが運営するコンビニのうち、ダブルブランド店「ローソン・ポプラ」への移行を希望する鳥取県・島根県・山口県内[注釈 2] の51店舗、ポプラ・プロジェクトが運営する「ローソン・ポプラ」先行2店舗をローソン山陰へ引き継ぐ[69][70][71]、ポプラが出資を引き上げて、ローソンの完全子会社となったのを機に2020年3月1日でローソン本体に吸収合併。

## 店舗関連

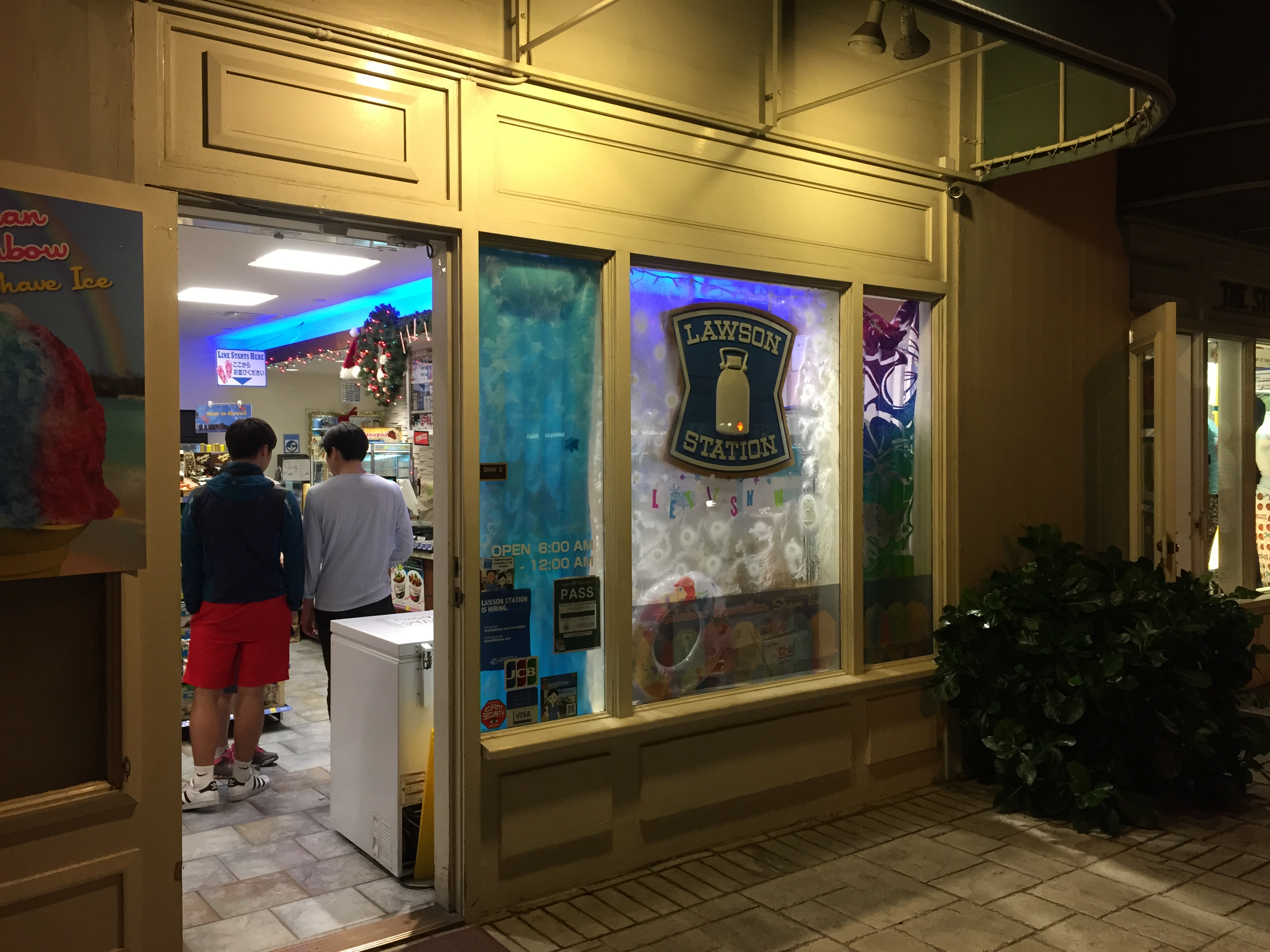
ハワイのLawson Station モアナ・サーフライダー・ウェスティン・リゾート&スパ店

- 日本国内店舗数：14,631店舗（ナチュラルローソン、ローソンストア100含む・2023年2月現在）[99]
- 日本国外店舗数：6,160店舗（2023年2月現在）[99]
- 立地を含む閉鎖店舗数：415店舗（うち 置換店：131店舗・2012年2月1日現在）
- （東日本大震災により）休止していた店舗の数：約560店舗（[注釈 3]）
- 2023年（令和5年）11月現在の日本最北端店舗 - 稚内副港通店（北海道稚内市）
- 2023年（令和5年）11月現在の日本最東端店舗 - 中標津東30条南店（北海道標津郡中標津町）
- 2023年（令和5年）11月現在の日本最西端店舗 - 那覇空港ターミナル店（沖縄県那覇市）
- 2023年（令和5年）11月現在の日本最南端店舗 - 八重瀬玻名城店（沖縄県島尻郡八重瀬町）

### 店舗の種類
| 外観                                                           | 特徴 |
| -------------------------------------------------------------- | --- |
| ローソン 原町北原店                                            | 『ローソン』 一般の通常型店舗。看板は青く、全国に展開している。近年は環境条例を実施している出店地域に合わせた店舗外観、看板を採用するなど地域住民に配慮した店舗、都市型の環境に合わせて店舗外装がファッショナブルにデザインされた店舗など、多様な展開をしている。 （画像の店舗は非LEDの従来型店舗） |
| ローソン S網走厚生病院店                                       | 『ローソンサテライト』 サテライト店舗は店舗面積や営業時間に柔軟性を持たせた小型店舗で、従来のコンビニエンスストアの出店基準より店舗商圏内の購買力が低く、これまで出店できなかった立地への出店を可能とさせる方式。サテライト店舗の運営・管理は、近隣の母店が行ない、母店オーナーの収益となる。 2006年（平成18年）2月に開店した北海道の病院内店舗を皮切りに、企業・大学・病院・社員寮・工場の中や敷地内などに、33店舗（2007年〈平成19年〉8月3日現在）。 |
| ローソンストア100                                              | 『ローソンストア100』 主に主婦・中高齢者をターゲットにした、生鮮食品や日用品、文房具などを均一価格で提供する生鮮コンビニ型のローソン。系列会社の株式会社ローソンストア100が経営（2014年〈平成26年〉1月31日までは株式会社九九プラスが経営していた。同年2月1日付でローソンマートに店舗運営・商品開発機能を承継、九九プラスはローソン本体に吸収合併され解散）。上記のローソンと比べて独立色が高いが、合併によってFC契約や店舗資産がローソン本体に移管された。 G-7グループの「miniピアゴ」などと同じく生鮮コンビニに分類される。2009年（平成21年）2月28日時点でローソンストア100およびSHOP99は925店舗。なお（旧）九九プラスの同業態であった「SHOP99」は、2011年（平成23年）7月20日に全店ローソンストア100となった。 2015年（平成27年）に採算の取れなかった全体の約2割に相当する260店舗が閉店している。 |
| ローソンマート西横浜店                                         | 『ローソンマート』 系列会社の株式会社ローソンマート（現株式会社ローソンストア100）が経営していた。生鮮コンビニ「ローソンストア100」の進化型コンビニで、均一商品やプライベートブランド商品に加えスーパーマーケットのような品揃えを目指している。また、生鮮食品は野菜の他に精肉や水産加工品なども扱う。この他、ATMの設置や電子マネーへの対応、さらに2014年（平成26年）10月以降より公共料金の支払いサービスにも対応し、ロッピーの設置も順次行う。 しかし採算が取れず、2015年（平成27年）に全店舗が閉店・業態転換し現存しない。 |
| ナチュラルローソン 北千束駅前店                                | 『ナチュラルローソン』 主に20 - 30代の働く女性・ヘルシー志向をターゲットにした、健康系ローソン。関東のオフィス街・住宅地を中心に展開している。「毎日食べてどんどん健康を実現する」がコンセプト。看板の色は通常のローソンと異なり、濃いえんじ色またはクリーム色。デイリーヤマザキの一部店舗のように店内で焼いたパンを販売したり、健康志向の商品などを多く取り揃えているのが特徴。 2009年（平成21年）2月28日現在、関東に93店舗を展開している。関西に展開していた店舗については主にローソンプラスへの転換がなされて同地区に現在、店舗はない。今後、各都市圏を中心に拡大予定。 |
|                                                                | 『ナチュラルローソンセレクション』 ナチュラルローソンは現在関東を中心に店舗展開をしているが、例外的な出店として他地域に出店している店舗。 |
| ローソンプラス                                                 | 『ローソンプラス』 主力客層や商圏の特性に合わせて、割安なプライベートブランド商品や生鮮食品・惣菜を増やすなど、通常のローソンよりも地域ごとのニーズに対応したローソン。高齢者や身体障害者（車いす利用者）に対応した低い陳列棚や通路を広めにとっている店舗もある。看板は濃い緑色だったが、2007年（平成19年）から全国で本格展開する店舗はオレンジ色に変更。また、内装も落ち着いた色調としている。 2009年（平成21年）2月28日現在、747店舗を展開している。なお、このうち一部店舗は通常形態からの転換であり、また新規開店から1年程度で形態転換した店舗もある（徳島県の阿南新野店等）。 レシートの店名の前に「LP_」と入る。 |
|                                                                | 『ローソンプラスナチュラルセレクト』 ナチュラルローソンとローソンプラスの融合型店舗。 |
| ハイブリッドローソン                                           | 『ローソンハイブリッド』 通常形態のローソンではあるが、ローソンプラスと同じ様に、青果や惣菜など、通常のローソンにはない品揃えが出来る。またアイランド型デザートケースや常温惣菜専用ケースなどが設置してある店舗もある。看板および店舗外観デザインは通常のローソンと同じで青色。レシートの店名の先頭に『L_』が入る。 |
| ポスタルローソン                                               | 『ポスタルローソン』 日本郵政グループと連携した郵便系ローソン。郵便局等の施設内にあり、ゆうパックの受取や郵便・手紙関連商品販売を行うほかカフェスタンドやイートイン、CD試聴コーナー、無線LAN（FREESPOT）などを備える。 （2008年〈平成20年〉8月に郵便局株式会社が運営する『JPローソン』の開店に伴い、既存の『ポスタルローソン』は同月以降、順次『JPローソン』に切り替えられ運営を日本郵便株式会社に移管する） |
| ハイウェイピット・バイ・ローソン（九州自動車道・基山PA上り線） | 『Highway pit by LAWSON』 西日本高速道路サービス・ホールディングスが管理しているPA、SA上にあるローソン。薬局やATMなどを併設していることが多い。 |
| ハッピーローソン山下公園店                                     | 『HAPPY LAWSON』（ハッピーローソン） ローソン30周年記念で公募した「未来のコンビニを考えよう」コンテストで最優秀賞となった主婦の案を元にした店舗で、基本コンセプトは「ハッピー子育てプロジェクト」。 店舗内にはディック・ブルーナのイラストをあしらい、おもちゃや紙おむつ等の乳幼児用品や親のためのヒーリンググッズも取り扱う。イートインスペースを広めにとり子供が遊べるキッズスペースを併設している 他、日本橋店では保育士による子供の一時預かりサービスも実施。 東京・日本橋に2006年（平成18年）12月、半年間の期間限定オープン。横浜・山下公園の西端にあるレストハウス内に2007年（平成19年）7月オープン、2020年（令和2年）9月末閉店。 |
| ローソン白旗4丁目店                                            | 『ローソンセルフスタンド』 従来のガソリンスタンドに店舗を併設するのではなく、店舗自身がガソリンスタンドを併設運用しているケース。 店舗自身は一般と同じ形態だが、スタンドはローソンカードをスキャンすることにより、会員価格で給油できる。なお、カードにポイントはつかない。ガソリンは昭和シェル石油や三菱商事石油から供給される。 |
| 中央林間店                                                     | 『LAWSON+toks』（ローソン＋トークス） 2005年（平成17年）11月、大手私鉄の東急電鉄との業務提携によって生まれた店舗。 toksの持つ接客スピードとローソンの持つ在庫管理機能を組み合わせた店舗となっていて、主に東急線の駅に展開している。 |
| ポートストア品川店                                             | 『PORT STORE』（ポートストア） ローソンブルーを用いた店舗デザインはローソンと同一であるが、店舗表示は「ポートストア」とし、ローソンロゴは用いられていない。東京都港区の東京港湾福利厚生協会が同協会に関係する敷地内でフランチャイジーとして運営を行っている。一般客も利用でき、内容はローソンの通常型店舗と変わらない。東京都港区港南、東京都江東区有明など、数店舗のみ。ファミリーマート（旧サンクス形態からの移行店舗ならびにデイリーヤマザキ形態からの転換店舗）形態のPORT STOREも存在する。 |
| 羽田空港第一ターミナルサウス店                                 | 『Air LAWSON』（エアローソン） 東京都大田区羽田空港にあるローソン。全店舗、扉がなく開放的であるなどの特徴を持つ。羽田空港第一ターミナルノース店、羽田空港第一ターミナルサウス店、羽田空港国際線ターミナル店、羽田空港第二ターミナル店、羽田空港整備場前店はこの業態。 |
|                                                                | 『Smile LAWSON』（スマイルローソン） 看板にブルーを用いた店舗デザインはローソンと同一で、取り扱う商品もローソンの通常型店舗と変わらないが、店舗面積は小さい。西鉄ステーションサービスがフランチャイジーとして運営を行っていた。福岡県福岡市中央区天神に1店舗のみであったが、閉店。（現在は通常のローソンブランドで営業中）公式サイト上の店舗案内では通常のローソンブランドとして扱われる。また、当該店舗以外の西鉄天神大牟田線の駅ナカ店舗は通常の「ローソン」業態あるいは小型の売店形式で出店している。 |
| ローソン＋フレンズ垂水東店                                     | 『LAWSON+friends』（ローソン＋フレンズ） 2014年（平成26年）11月、山陽電鉄の子会社である山陽フレンズとの包括業務提携によって生まれた店舗。 山陽電鉄沿線の駅売店「フレンズ」の持つ接客スピードとローソンの持つ豊富な品揃えと多様なサービスの融合により利用するお客さまに支持される店舗を目指す。 |
| ローソン＋ツルハドラッグ 仙台五橋店                            | 『ローソンツルハドラッグ』（ローソン＋ツルハドラッグ） 2014年（平成26年）11月、ツルハホールディングスとの包括業務提携によって生まれた店舗。2015年（平成27年）2月5日、1号店を仙台市若林区五橋三丁目のNTT東日本五橋第一ビル内にオープン。同年3月1日からは調剤薬局部門も開始した。今後、東北や北海道を中心に3年間で100店の出店を目指したいとしている。 |
| ローソンニシイチドラッグ伊丹鈴原店                             | 『ローソンニシイチドラッグ』（ローソン＋ニシイチドラッグ） 2015年（平成27年）2月、兵庫県のニシイチドラッグとの包括業務提携によって生まれた店舗。同年2月28日に1号店となるローソンニシイチドラッグ崇徳院店が尼崎市にオープンし、新規出店と既存のニシイチ店舗からの転換により阪神間で30店舗前後の開店を目標としていたが、2020年（令和2年）時点でのこの形態の店舗数は2店に留まっている。 |
| ローソン＋ポプラ米子安倍店                                     | 『ローソン・ポプラ』（ローソン＋ポプラ） ローソン・ポプラは、2014年（平成26年）12月、ポプラとの業務提携によって生まれた店舗。既存のポプラ店舗をローソンFCパッケージにより改装し、ローソンの主要サービスを取り入れながらポプラの特徴である「ポプ弁」を引き続き販売するなど、両者の強みを生かした店舗作りを行うというものである。このシステム上、当初よりサービスのほとんどはローソンの既存店舗と同一であり、ポイントカード（ポプラの楽天ポイントカードではなくローソンのPonta及びdポイントを採用）、宅配便（ヤマト運輸の宅急便ではなく日本郵便のゆうパックを取り扱い）など、ポプラ独自のサービスは基本的に受けられない。店舗検索も当初よりローソンの店舗として扱われており、ポプラの店舗検索には掲載されていない。 2015年（平成27年）11月20日に既存のポプラ店舗からの転換により先行して2店舗がオープンし、2016年（平成28年）11月4日以降、既存のローソン店舗とポプラ店舗からの転換により50店舗前後の開店を予定している。通常のローソン店舗の品揃えに加え、ポプラの人気商品「HOT弁当（愛称：ポプ弁）」などを販売している。主に山陰で展開。 2016年（平成28年）11月4日以降12月までに、鳥取県23店舗、島根県28店舗、山口県1店舗の「ポプラ」計52店舗が「ローソン・ポプラ」へ移行し、先行2店舗と合わせて54店舗でスタートしている。2017年（平成29年）2月末までに「ローソン・ポプラ」56店舗を含む287店舗を展開する。 ローソン山陰は2020年（令和2年）にローソンへ吸収合併されるが、店舗ブランドは継続される。また、2021年（令和3年）3月にポプラの運営する「ポプラ」「生活彩家」「スリーエイト」ブランドのうち140店舗が「ローソン・ポプラ」（または通常の「ローソン」）に転換される予定。 |
| ローソン・スリーエフ鎌倉由比ヶ浜                               | 『ローソン・スリーエフ』（ローソン＋スリーエフ） 2016年（平成28年）9月、スリーエフとの業務提携によって生まれた店舗。同年9月9日に既存のスリーエフ店舗からの転換により先行して5店舗がオープンし、同年11月まで既存のスリーエフ店舗からの転換により約90店舗を開店している。通常のローソン店舗の品揃えに加え、スリーエフの人気商品「チルド弁当」「チルド寿司」「やきとり」「もちぽにょ」などを販売している。千葉県と埼玉県で展開を開始し、後に東京都と神奈川県でも展開（スリーエフのコンビニ事業は数店を残し、ローソン・スリーエフ店舗へ集約）。レシートの店名の先頭に『LTF』が入る。 |
|                                                                | 『ローソンメトロス』 2015年（平成27年）4月24日に、東京地下鉄の子会社、メトロコマースとの業務提携契約によって生まれた店舗。多くは東京メトロ駅構内の売店、「メトロス」の転換店舗で、同年8月4日に秋葉原駅構内に1号店である「ローソンメトロス秋葉原店」が開店した。普通のローソンとは違い、営業時間は（一部店舗を除く）7:00から22:00、定休日は（一部店舗を除く）日曜・祝日となっている。2021年（令和3年）2月28日現在、24店舗がある。 |
|                                                                | 『ローソンS OSL』 Osaka Metro子会社大阪メトロサービスが運営していた駅構内売店を転換した店舗。「S（Satellite）：小型店」「O（Osaka）」「S（Subway）」「L（Lawson）」 |
| ローソンホーム薬局西蒲田店                                     | 『ローソンホーム薬局』 ローソンヘルスケア戦略の一環として開業した店舗。OTC薬品を重点的に扱っている。看板をブルーから茶色に変え、薬局であることをアピールしている。OTC薬品や医者から指定された処方箋をPontaカードで買えるのが特徴。 |
| 移動販売車                                                     | 『ローソン移動販売サービス』 2012年（平成24年）3月、買い物難民対策の一環として始めた移動販売サービス。運営は母店が行っている。週に1回のペースで、過疎地や郊外の住宅地・大規模集合団地、高齢者施設などで出張販売を行う。食料品・介護用品などの生活用品の販売を行うため、収納代行やチケット・金券類の販売は行っていない。高齢者世帯に声掛けをする、安否確認サービスも行っている。2019年（平成31年）1月時点で、39都道府県118台で実施。 |

### エリアフランチャイザー
ローソン高知
高知県のエリアフランチャイザー。サニーマートとの合弁会社。
ローソン南九州
鹿児島県のエリアフランチャイザー。南国殖産との合弁会社。
ローソン沖縄
沖縄県のエリアフランチャイザー。サンエーとの合弁会社。
ローソンアーバンワークス
厳密にはエリアフランチャイザーではないが、ローソングループとして、ローソンを運営する関連会社なので、ここに記す。
千葉県・東京都・神奈川県内の湾岸エリアを中心に約100店舗を運営する（湾岸エリアにはローソン直轄や後述の新鮮組の店舗も混在）。
2018年3月1日付で、メガフランチャイジーだったCVSベイエリアの事業縮小化（数店舗のみ存続）に伴い、大部分の店舗を引き継いだ。

### 主なメガフランチャイジー
Fusion'z
新潟県・埼玉県・東京都・神奈川県内において、ローソン45店舗を経営。
新鮮組本部
東京都・千葉県・神奈川県内において、自社ブランド（新鮮組）を転換する形で ローソン63店舗を経営。
アイアンドエル
京都府・奈良県・滋賀県・大阪府において、サークルKサンクスとのエリアライセンス契約を終了し転換する形で、ローソン店舗を多数運営（店舗数不明）。
セーブオン
群馬県・新潟県・埼玉県・千葉県・栃木県・山形県・茨城県・福島県内において、自社ブランドを転換する形で ローソンを371店舗を経営（2019年2月現在）。
ポプラリテール
ポプラが「ポプラ」「生活彩家」「スリーエイト」ブランドで営業している店舗のうち126店舗を2021年3月から2021年6月にかけて「ローソン・ポプラ」もしくは「ローソン」ブランド店舗に転換し経営。
アズナス
エイチ・ツー・オー リテイリングの子会社で、同社との包括業務提携契約に基づき、阪神電鉄・阪急電鉄などの駅ナカコンビニ98店舗を2021年7月26日より順次ローソンブランドに転換し経営。

### 日本国外展開
ローソンは中国に1996年に進出（日本のコンビニとしては初の中国進出だった）。2012年現在は現地法人の上海華聯羅森有限公司を通じて主に上海市・重慶市・大連市で展開を行っているが、中国国内の外資規制などの影響を受け、店舗数は350店舗程度に留まっている。
中国以外への展開は従来全く行われていなかったが、2011年にインドネシアに進出したのを皮切りに、2012年6月にハワイに店舗をオープン、同年11月にはタイのサハグループとの合弁会社設立を発表するなど、本格的な日本国外展開を開始した。しかし日本国外の店舗数は2012年現在合計で400店舗弱にとどまっており、セブンイレブンやファミリーマートなど同業他社に比べるとやや出遅れていた。
その後、2019年2月時点でローソン海外店舗数は2209店舗となり、そのうち中国が2007店舗と大半を占めるに至った。また同年、2020年までに北京で300店舗出店計画や、生鮮ミニスーパー出店計画、さらにはローソン中国法人が2025年までに1万店規模への拡大計画 が報じられた。

## 特徴のある店舗
下記の他、各地の景観条例に配慮し、店舗のカラーリングを通常と変更している店舗が多数存在する。病院内店舗や高速道路内の店舗はカットする。また、店舗名の前にLが付く店舗はローソンプラスかローソンハイブリッドである。
下記の他、何らかの理由で社会的な注目を集めた店舗については、「事件・トラブル」の節を参照。

### 教育機関
産学連携店舗や、運営方法に特徴のある店舗のみ記す。
- 東京大学安田講堂店（東京都文京区） - 本郷地区キャンパス敷地内安田講堂北側。IC学生証ポストペイ機能が使える。
- 流科大実習店（兵庫県神戸市西区） - 流通科学大学敷地内にある産学連携店舗。実習店となっているが、一般客でも利用可。学生証によるクレジット決済に対応。

### 道路交通関連
出店形態に特色のあるものについてのみ記す。
- 久留米常持店（福岡県久留米市） - 「コンビニエンスストア併設型バス停」[134] として、敷地内に路線バス（西鉄バス）の停留所「ローソン常持店前」バス停を設置するとともに、店舗内の飲食スペースにバスの接近情報を表示する端末を設置した。
- 西鉄バス浮羽発着所店（福岡県うきは市浮羽町） - 久留米常持店と同様、西鉄バス久留米の浮羽発着所に併設、看板にはローソンと西鉄のロゴが並んで表示されている。
- MK神戸空港前SS店（兵庫県神戸市中央区） - 神戸エムケイが運営するガソリンスタンド（MK神戸空港前SS）内にあり、同スタンドに燃料を供給している三菱商事石油のサービスマンが店員を兼業している。ナチュラルローソンではないもののパンを店内で焼く。さらに、店内で弁当も調理している。看板も店内も青色ではなく黒基調。
- 大崎野方インター店（鹿児島県大崎町） - 道の駅野方あらさのの核施設。ローソン南九州が指定管理者として道の駅も運営しており、店内では地元の特産品も販売されている[135]。

### JPローソン
日本郵政グループとの包括提携により展開する店舗。源流は郵政事業民営化前の日本郵政公社との提携店舗「ポスタルローソン」。
2003年（平成15年）8月5日の代々木局店を皮切りに郵便局・郵政庁舎（現在の日本郵政グループビル）のロビーや空き区画からスペースを捻出し、ミニ店舗で開始。2008年2月現在、代々木局店など5店舗を展開し、店のロゴも切手をモチーフにした独自のものを使用していた。
2008年2月12日に両社社長が、共同店舗を3年間で800店展開するなどの業務提携や、将来の日本郵政上場後の相互出資の構想を表明。この包括提携に基づき、2008年8月に郵便局株式会社が運営する新形態「JPローソン」を新規に6店舗開店。この「JPローソン」の展開に伴い、既存の「ポスタルローソン」（日本郵政旧本社ビル内にあった「ポスタルショップ」（2013年閉店）を含む）は順次「JPローソン」に切り替わった。
ポスタルローソンは旧日本郵政公社、民営化後の郵政グループの不動産を所有する郵便局会社などへ賃料を支払った上でローソン側が運営しており、経営上は同グループから独立していた。JPローソンは郵便局会社・合併後の日本郵便を経て、2012年度以降は子会社の郵便局物販サービスがフランチャイジーとして運営している。

### 官公庁内
- 自衛隊旭川駐屯地南厚生センター店 - 陸上自衛隊旭川駐屯地南厚生センター内に設置、防衛省共済組合旭川支部が運営。
- 自衛隊東千歳駐屯地北厚生センター店 - 陸上自衛隊東千歳駐屯地北厚生センター内に設置、防衛省共済組合千歳支部が運営。
- 秋田市役所店 - 2016年の秋田市役所建替時に新設。秋田市役所本庁舎1階。営業時間は7時から22時まで。
- 宮城県庁店 - 宮城県庁行政庁舎2階総合売店内。営業時間は8時から20時まで。
- 仙台市役所店（宮城県仙台市青葉区） - 仙台市役所本庁舎地下1階。庁内食堂事業者との兼ね合いから、11時から15時まで弁当の販売が休止される（おにぎりやサンドイッチ等の軽食は除く）。営業時間は8時から18時まで。
- 法務省店（東京都千代田区） - 中央合同庁舎第6号館A棟地下1階にある。受付を通ることのできる関係者しか利用できない。
- 中野区役所店 - 区役所本庁舎1階にある。旧庁舎時代に「S中野区役所店」として庁舎内の一角に設けられ、営業時間は平日の7時30分から18時30分までだったが、2024年5月の新庁舎移転後は公道と面した店舗専用の出入口も設けられ、24時間営業を行っている。
- 甲府市役所店 - 2013年5月1日の甲府市役所建替時に新設。1階エントランスにある。営業時間は8時45分から22時まで。
- 名古屋入国管理局内店（愛知県名古屋市港区） - 名古屋入国管理局が名古屋競馬場前駅（現在の港北駅）前に移転したと同時に売店機能を併せ持つ。営業時間は8時から19時まで。
- 福岡市役所店（福岡県福岡市中央区） - 福岡市役所の駐輪場下に店舗がある。市有地としては初の出店。看板の両脇には福岡ソフトバンクホークスとアビスパ福岡のロゴマークが掲げられており、両チームのグッズも販売している。市役所敷地内にあるが庁舎内ではなく、出入口は一般的な店舗と同様、公道に面しており、関係者や来庁者以外でも利用可能で、24時間営業。
- 岡山市役所店 （岡山県岡山市北区）- 岡山市役所本庁舎地下1階、職員食堂の隣にある。中四国初の官公庁内出店。住所地図のコピー、観光案内の展示・販売、ATMサービスなど機能があり、内装は岡山城・後楽園のイメージ。営業時間は朝7時15分から19時まで。

### 企業内店舗
下記の店舗は特記されている店舗を除き、各企業関係者以外の立ち入りができない区域に設けられており、関係者しか利用できない。
- 東電福島大型休憩所店（福島県双葉郡大熊町） - 福島第一原子力発電所敷地内の大型休憩所内に2016年3月1日10時に開店した[140][141]。原発事故の廃炉作業に携わる作業員のための店舗で、酒類と揚げ物など店内で調理されるものは扱わないが、それ以外の品揃えは市中の店舗に準じる。作業関係者等以外の立ち入りが禁止されている施設内にあるため、一般の利用は見学などの許可がなければ出来ない。営業時間は、日曜日を除く、6時から19時。福島第一原発内のコンビニ出店はローソンが初となる。店舗検索では表示されない。
- 舞浜bfs店（千葉県浦安市） - 東京ディズニーランドの管理施設エリア（ワードローブビル別館）に存在する店舗。ベイフードサービスが経営する。
- フジテレビ店（東京都港区） - FCGビル1Fシアターモールにある店舗。24時間営業ではあるが正面入口が閉鎖される深夜・早朝（22:00 - 翌10:00）はフジテレビ関係者しか利用できない（直営店）。
- 朝日新聞東京本社店（東京都中央区） - 朝日新聞東京本社8Fの社員食堂の隣にある。
- toks南町田グランベリーパーク2号店（東京都町田市） - 南町田グランベリーパーク内で営業する一般店舗とは別に存在する施設関係者専用店舗。サテライト店で、東急ステーションリテールサービスを経て、現在は東急ストアが経営。
- 三菱ふそうトラック・バス店（神奈川県川崎市幸区） - 三菱ふそうトラック・バス川崎製作所第一敷地および第二敷地内にある。
- 高浜発電所第二ビル店（福井県高浜町） - 関西電力高浜原子力発電所の敷地内にある[142]。
- 竜王ダイハツ湖南新寮店（滋賀県蒲生郡竜王町） - ダイハツ工業滋賀（竜王）工場 社員寮（湖南新寮）の1Fにある。竜王町山之上店を母店とするサテライト店舗。
- JR京都伊勢丹店（京都府京都市下京区） - 店内の従業員休憩室スペースにある。サテライト型の店舗。
- USJ CSC店（大阪府大阪市此花区） - ユニバーサル・スタジオ・ジャパンのオフセット（後方施設）、クルーサービス棟（CSC）にある。
- 関空貨物ビル店（大阪府泉南市） - 関西国際空港第二国際貨物ビルの2Fにある。
- クラレ岡山工場店（岡山県岡山市） - 工場内にある。
- クラレ倉敷店（岡山県倉敷市） - 倉敷事業所内にある。
- ジャストシステム店（徳島県徳島市） - 本社社屋1Fの社員食堂の中にある。徳島中吉野町店を母店とするサテライト店舗。
- セーレン本社ビル店 (福井県福井市)  - セーレン福井本社ビルの1Fにあり一般客の利用も可能。24時間営業。
- TNC放送会館店（福岡県福岡市早良区） - TNC放送会館（テレビ西日本社屋）1Fにある。一般客も利用可。
- 東急東横店（東京都渋谷区） - 百貨店の従業員休憩スペースにある。サテライト型の店舗。百貨店は2020年3月をもって閉店したため現存しない。

### コラボレーション店舗

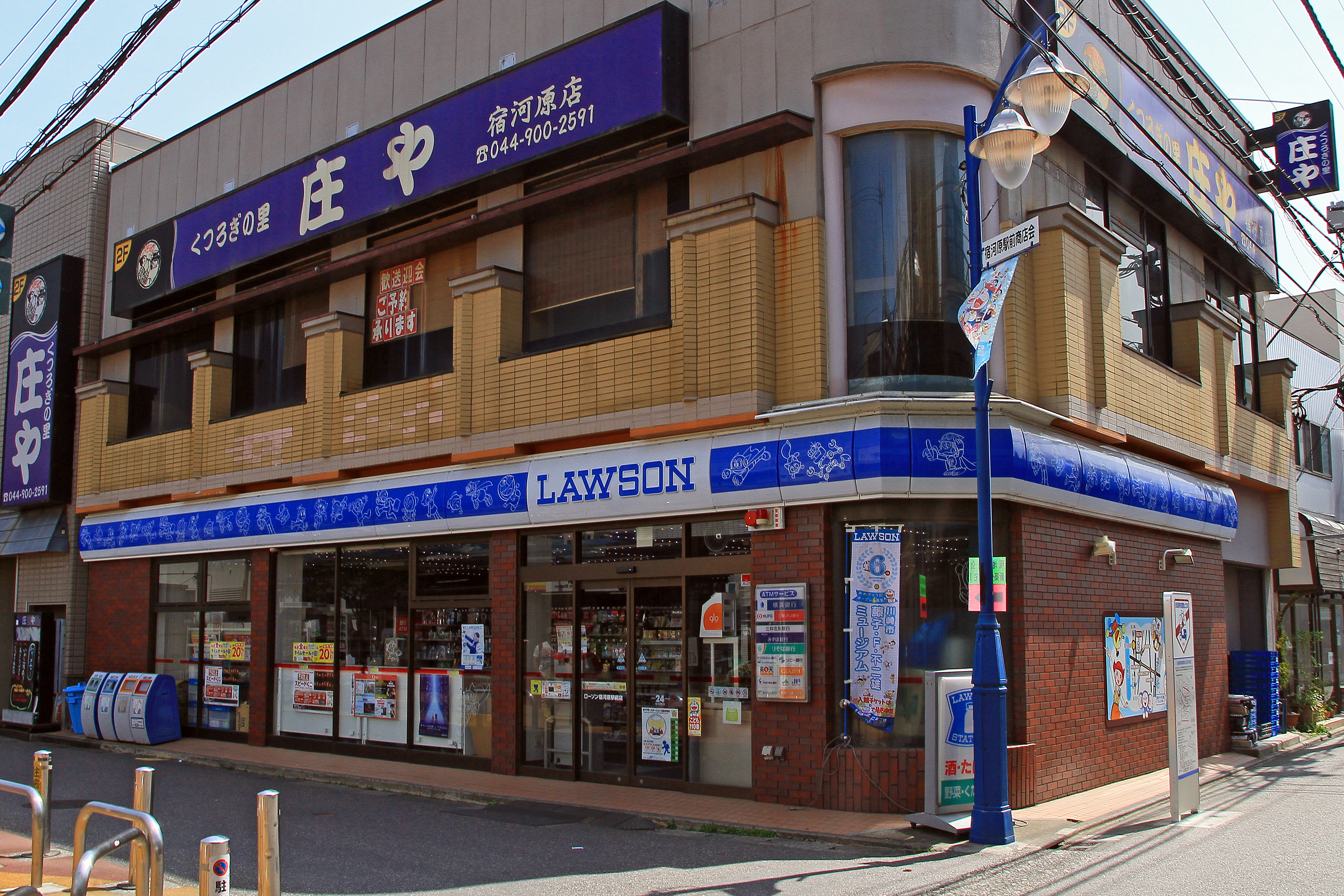
宿河原駅前店

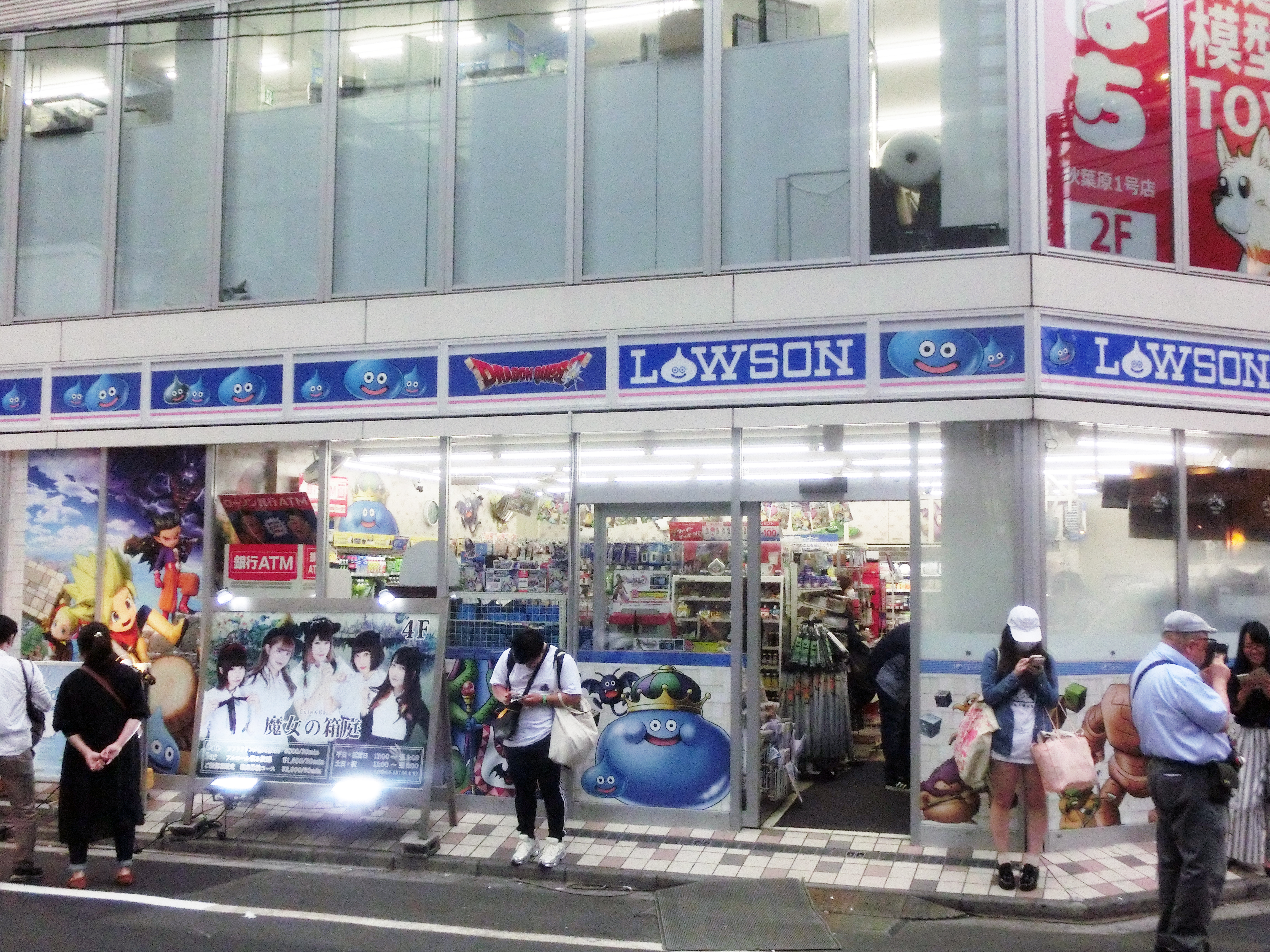
外神田三丁目店

各地域を本拠とするプロスポーツとのコラボレーション店舗が複数存在する。多くの店舗で、店舗の装飾が各チームのイメージカラーに合わせてあるほか、各チームのグッズを多くそろえる。
- 札幌ステーションタワー店（北海道札幌市北区） - 店内に北海道日本ハムファイターズを応援するディスプレイが施されている（ローソンは同球団のオフィシャルスポンサー）。
- 北広島美沢五丁目店（北海道北広島市） - 2023年のリニューアルオープンに合わせて外装に日本ハムとエスコンフィールドHOKKAIDOのロゴが貼られ、球団の北海道移転後の歴史等を知ることができる通称「ファイターズローソン」。エスコンフィールドから約1kmの地点にある。
- 柏名戸ケ谷一丁目店（千葉県柏市） - 柏レイソルとのコラボレーション店舗。 ローソンが同チームのオフィシャルスポンサーとなったことにより、外装に同チームのクラブロゴやマスコットのレイくんがあしらわれている。公式サイト でもビジターサポーター向けに利用を薦めている。
- 外神田三丁目店(東京都千代田区外神田)、日本橋なんさん通り店(大阪府大阪市中央区) - ドラゴンクエストシリーズとのコラボ店舗。スライム模様が施してある。
- 宿河原駅前店（神奈川県川崎市多摩区[143]） - 藤子・F・不二雄ミュージアムとのコラボレーション店舗。2011年（平成23年）5月19日オープン[144]。店舗ライン看板、店舗ガラス面、店内の天井や壁面に藤子・F・不二雄の漫画作品の登場キャラクターがデザインされている。また、藤子・F・不二雄キャラクターグッズの専用販売スペースも設置している[145][146]。
- 高津駅前店（神奈川県川崎市高津区） - 川崎フロンターレとのコラボレーション店舗。2011年8月2日オープン[147]。外装、店内内装共にフロンターレブルーにし、また各種川崎フロンターレグッズも販売した。2014年9月30日限りで閉店[148]。
- 新潟駅オレンジガーデン店（新潟県新潟市中央区） - 通称「オレンジローソン」。アルビレックス新潟のチームカラーである「オレンジ・青・白」を基調にした配色（ローソンは同チームのオフィシャルスポンサー）。サッカーの他に新潟アルビレックスBB、・新潟アルビレックスBCなどのグッズも扱う。他にサッカーグッズのみ扱う「オレンジローソン」を新潟市と北蒲原郡聖籠町で5店舗展開している（2009年9月現在）。
- 富山駅北口店（富山県富山市） - カターレ富山とのコラボレーション店舗「カターレ・ローソン」。ほかにマリエとやま店とホームスタジアムの富山県総合運動公園陸上競技場のすぐ近くにある富山新保店がある。
- 大阪ドームシティ店、ローソンS OSLドーム前千代崎駅店（大阪府大阪市西区） - オリックス・バファローズを応援するキャラクター「バファローズポンタ」とのコラボ店舗[149]。看板や店内にバファローズポンタのツイッターで人気があったイラストが描かれている。なお、ローソンS OSLドーム前千代崎駅店は同駅構内にあるため午前6時から午後11時までの営業。
- 西宮甲子園九番町店（兵庫県西宮市）- 阪神タイガースとのコラボ店舗。2014年にローソンが同チームのオフィシャルスポンサーとなったことにより、同年の公式戦開幕に合わせてリニューアル[150]。ジェット風船などの応援グッズも取り揃える。
- 広島東荒神町店・広島南蟹屋二丁目店（広島県広島市南区） - 両店舗とも広島東洋カープの本拠地・マツダスタジアムそばにある。正面看板が青帯ではなく赤帯になっているほか、店内にもカープを応援する内装が施されている[151]。
- L地行三丁目店（福岡県福岡市中央区） - 福岡ソフトバンクホークスとのコラボレーション店舗。店舗内装にはホークスの球団カラーである黄色をシンボルカラーとして使用。店内壁面に、ホークス選手15名のパネルを掲出。
- あるあるCity店（福岡県北九州市小倉北区） - Pontaとのコラボレーション店舗。2013年（平成25年）12月13日オープン。Pontaのオレンジをアクセントカラーとした内装で、入口看板のロゴは「Ponta×LAWSON」となっている。Pontaグッズの他、あるあるCityを運営するApaman Network（Ponta参加企業）のキャラクター「べあ〜君」のグッズ、ギラヴァンツ北九州の応援グッズも取り扱う。

### 過疎地への出店戦略
都市部のコンビニ店舗数が飽和状態となっていることから、ローソンでは2020年代から山間部や離島などの過疎地への出店を強化している。これらの店舗では買い物難民を救済する目的で冷凍食品や生鮮食品などといった一般のコンビニでは取り扱わない商品を陳列したり、災害やフェリーの欠航で物流が寸断される事態を想定して、店舗内の倉庫を拡充させるなどの対応を取っている。
- 道志店（山梨県南都留郡道志村） - 商店が3店舗あるのみで、日常的な買い物は車で村外へ行く必要があった（なお、冬場はごく一部の地域を除き路線バスもない）ことから、村はコンビニを誘致するためクラウドファンディングを実施。目標金額に達したことから誘致し、2025年6月6日にオープンした[156][157]。運営は道志村が100%出資する株式会社どうしが行なっている。
- 龍神村西店（和歌山県田辺市龍神村） - 過疎地の人口減少・高齢者対策として撤退したスーパーの跡地に開業[158]。地域交流スペースとして、小上がりのある広いイートインスペースを設け、地域情報なども掲出するほか、冷凍ケースを増設し、冷凍食品の取り扱い品目を拡大している[158]。

### Real×Tech LAWSON
KDDIとローソンが共同で進める未来型コンビニ。KDDIのICT技術と、ローソンが持つデータを連携させることで、ユーザー体験の向上と持続可能な店舗運営の両立を目指す。
- 高輪ゲートウェイシティ店（東京都港区） - 通常なら従業員が行う揚げ・油切り・盛り付けなどの工程を自動化した、からあげクン専用ロボ「F-Robo」（TechMagic製）を導入[159][160]。場所はTAKANAWA GATEWAY CITYリンクピラー1 NORTHの6階[159]。
- 北大塚一丁目店（東京都豊島区） - 炒飯や野菜炒めなど14品を店内で調理し提供することを可能とした業務用調理ロボット「I-Robo 2」（TechMagic製）を導入[161]。

### その他

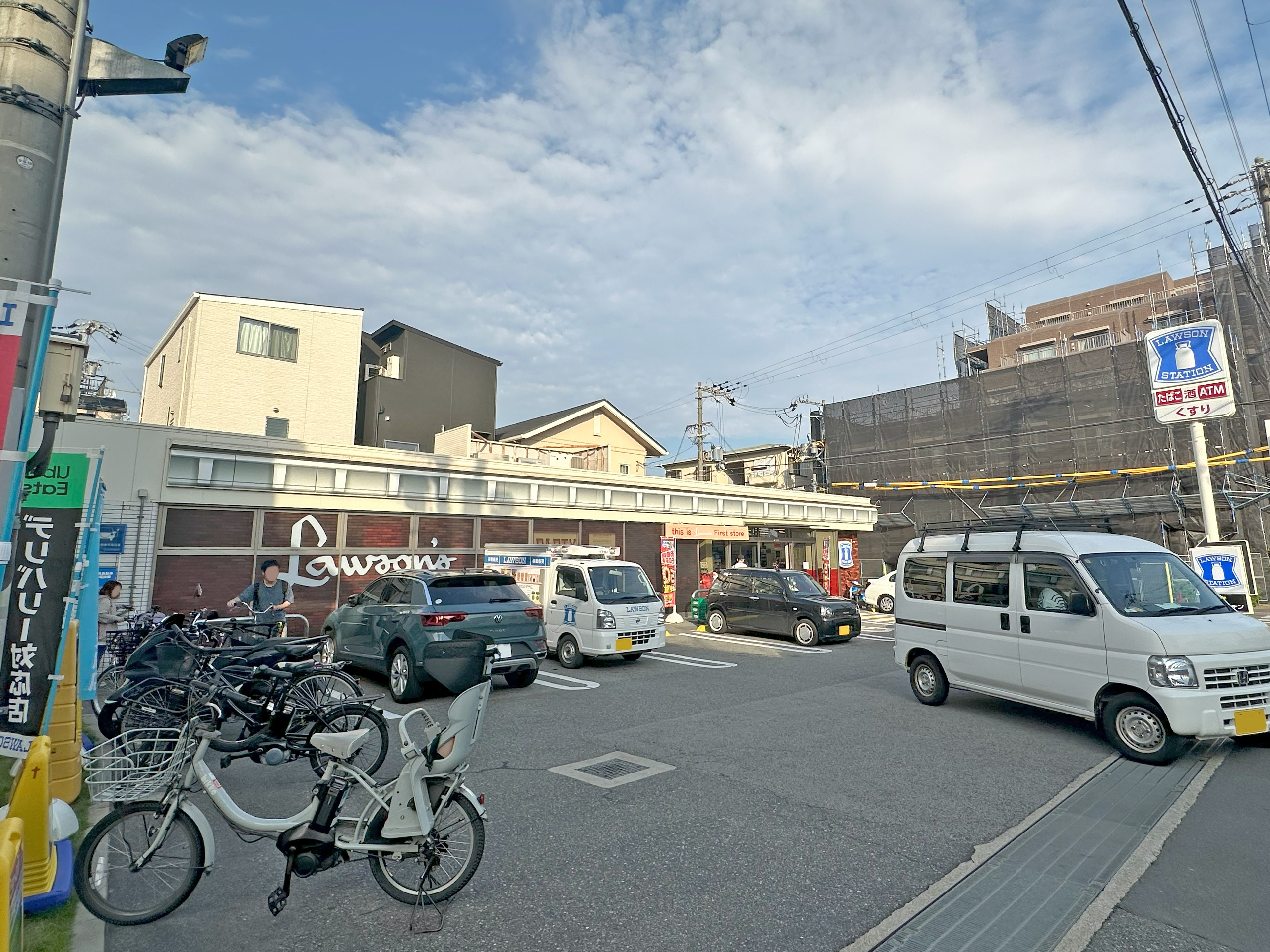
桜塚店。外観は2025年6月12～18日限定で開店当初のものを復刻している

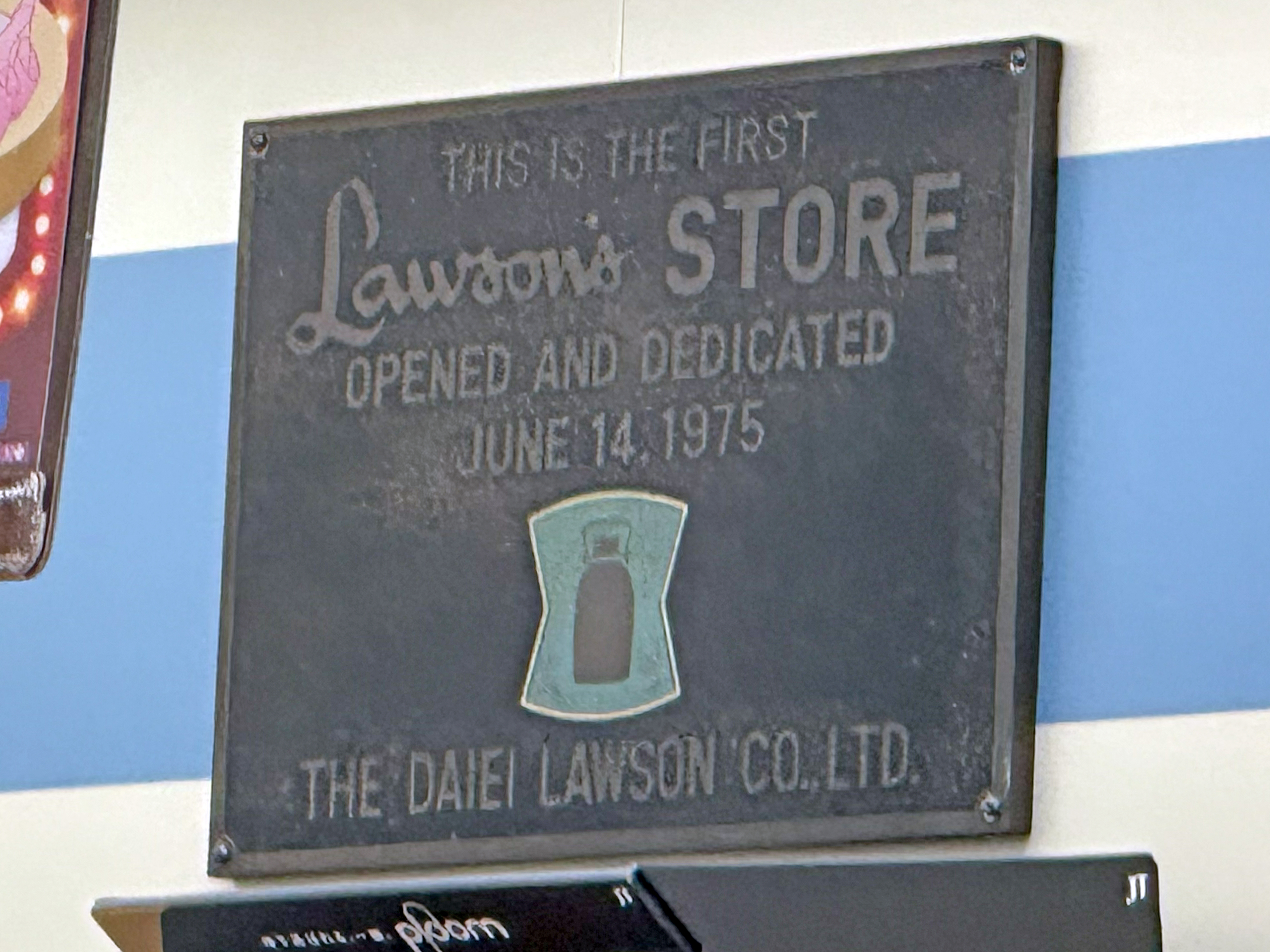
桜塚店の店内にある、ローソン1号店であることを示すプレート。

- 桜塚店（大阪府豊中市） - 1号店[13]。現在も営業していて、薬の販売もおこなっている。
  - 上述の桜塚店以外でも、薬を販売している店舗がある
- 弘前堅田二丁目店（青森県弘前市） - 店舗前が全国初の屋根つき駐車場になっており、融雪設備を一部設置している。
- 浪江町役場前店（福島県双葉郡浪江町） - 福島第一原子力発電所事故による避難指示解除準備区域内の店舗[162]。
- 日本橋室町三丁目地区第一種市街地再開発事業A地区新築工事内売店 (東京都中央区日本橋室町) - 日本橋室町三井タワーの建設現場内に海上コンテナを用いて設けられた建設作業員向けの仮設店舗[163]。
- パナソニック前店（大阪府守口市） - 次世代型コンビニエンスストアの実験店舗として位置づけられており、2016年12月からはパナソニックがRFIDの技術を用いて開発した完全自動セルフレジ機「レジロボ」の実証実験が行われている[164]。
- ローソン Model T 東京ポートシティ竹芝店 - Telexistence社が開発した遠隔走査型ロボット「Model-T」が商品陳列を行う実験店舗。Telexistence社がオーナーとなり、店舗内装や制服もオリジナルである[165]。
- 札幌新発寒1条店（北海道札幌市手稲区） - 店舗外装や内装仕上げ材に道産木材を使用したHOKKAIDO WOOD BUILDING登録コンビニ[166]。
- 北海道、東北のごく一部の店舗ではうどん屋「できたて厨房」が併設されている。ちなみに「できたて厨房」併設店には、「うどん・そば」と書かれているオレンジ色の看板が掲げられているのが特徴。なお、ローソン公式ウェブサイトにて検索しても「できたて厨房」の項目は出てこない。
- 一部の店舗では、店内の厨房で調理したできたての弁当や惣菜を販売する「まちかど厨房」が併設されている。なお、店舗改装時に、新たに「まちかど厨房」を設置する店舗がある。また、設置店舗での調理済み商品を近隣の未設置店舗へ輸送して販売している場合も一部存在する。
- 高知県の一部店舗では「まちかど厨房」に相当するものとして「える厨房」を設置している店舗があり、メニューも異なる。
- 令和に入って以降、新規開店した店舗では弁当類の温めを購入者自ら行う様にするほか、改装（リニューアル）する店舗では、弁当類の温めを購入者自ら行う様に変更する店舗もある。

## 店舗ギャラリー
店舗名の前にアルファベットが付く店舗が存在するが、意味は次の通りである。詳細は店舗の種類を参照。
- 【L】 - ローソンプラス、ナチュラルローソン、ローソンハイブリッド
- 【100】 - ローソンストア100

### 北海道・東北

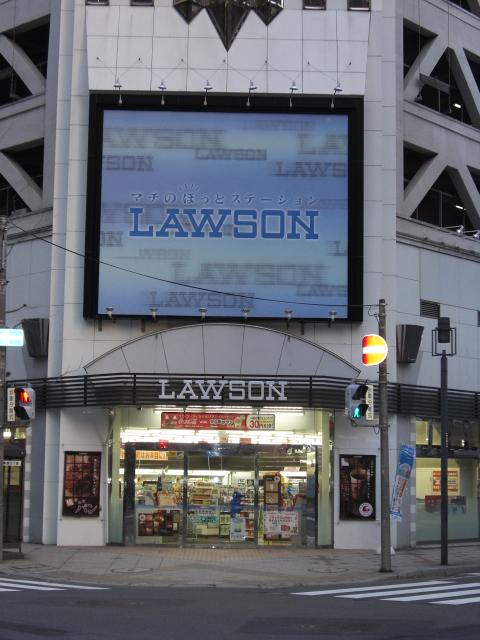
札幌南3条西五丁目店（札幌市中央区）。他の店舗とは異なった看板となっている。上の看板はディスプレイではなく、固定表示。
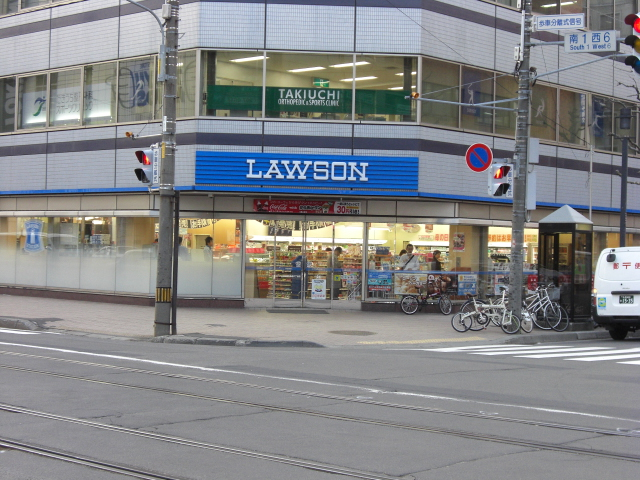
札幌南1条西六丁目店（札幌市中央区）。他の店舗とは異なった看板となっている。
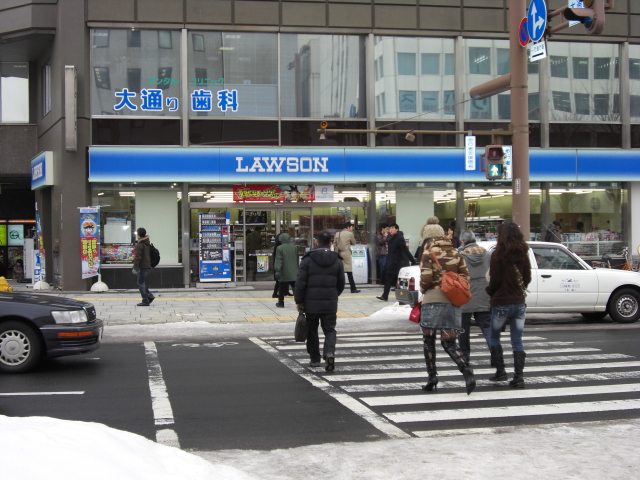
札幌大通西十丁目店（札幌市中央区）。大通公園の景観に配慮した看板。
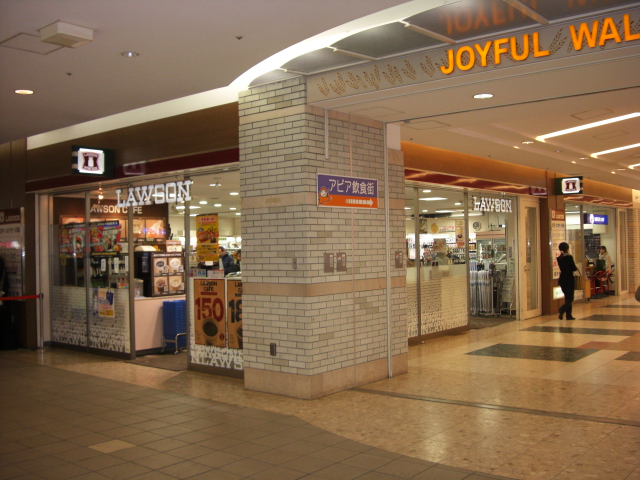
札幌アピア店（札幌市中央区）。看板の色が茶色になっている。
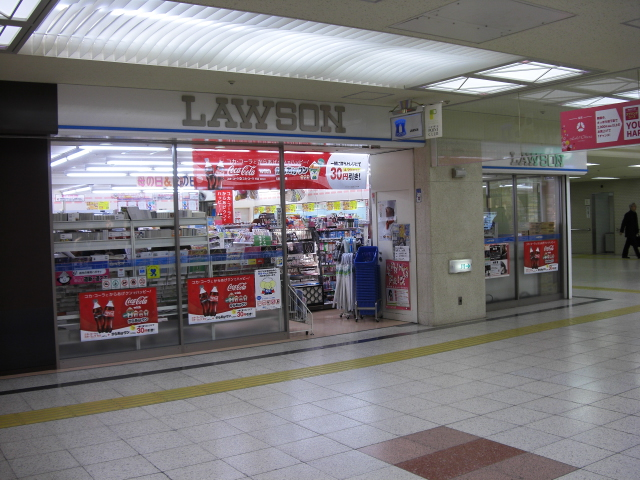
札幌オーロラタウン店（札幌市中央区）。オーロラタウン内にある店舗。他の店舗とは異なった看板となっている。
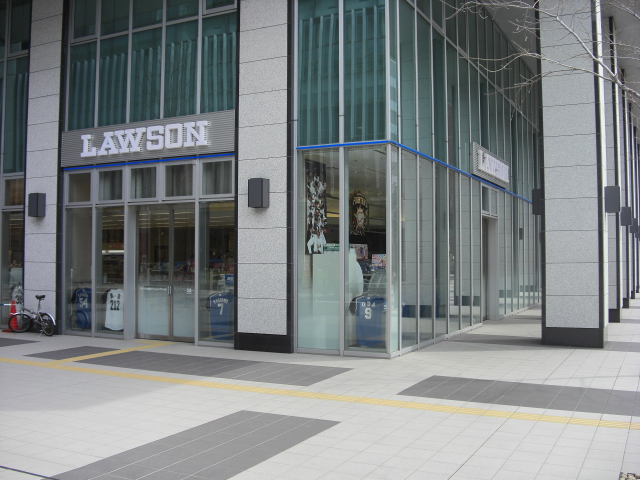
札幌ステーションタワー店（札幌市北区）。ビルの外観を損ねないよう、他の店舗とは異なった看板となっている。
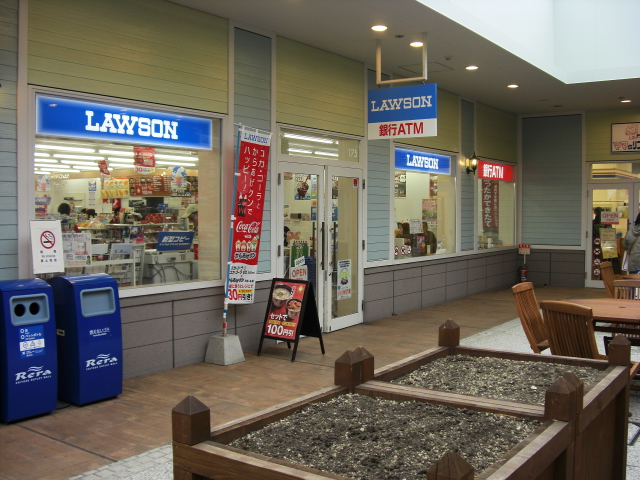
千歳アウトレットモール店（千歳市）。他の店舗とは異なった看板となっている。
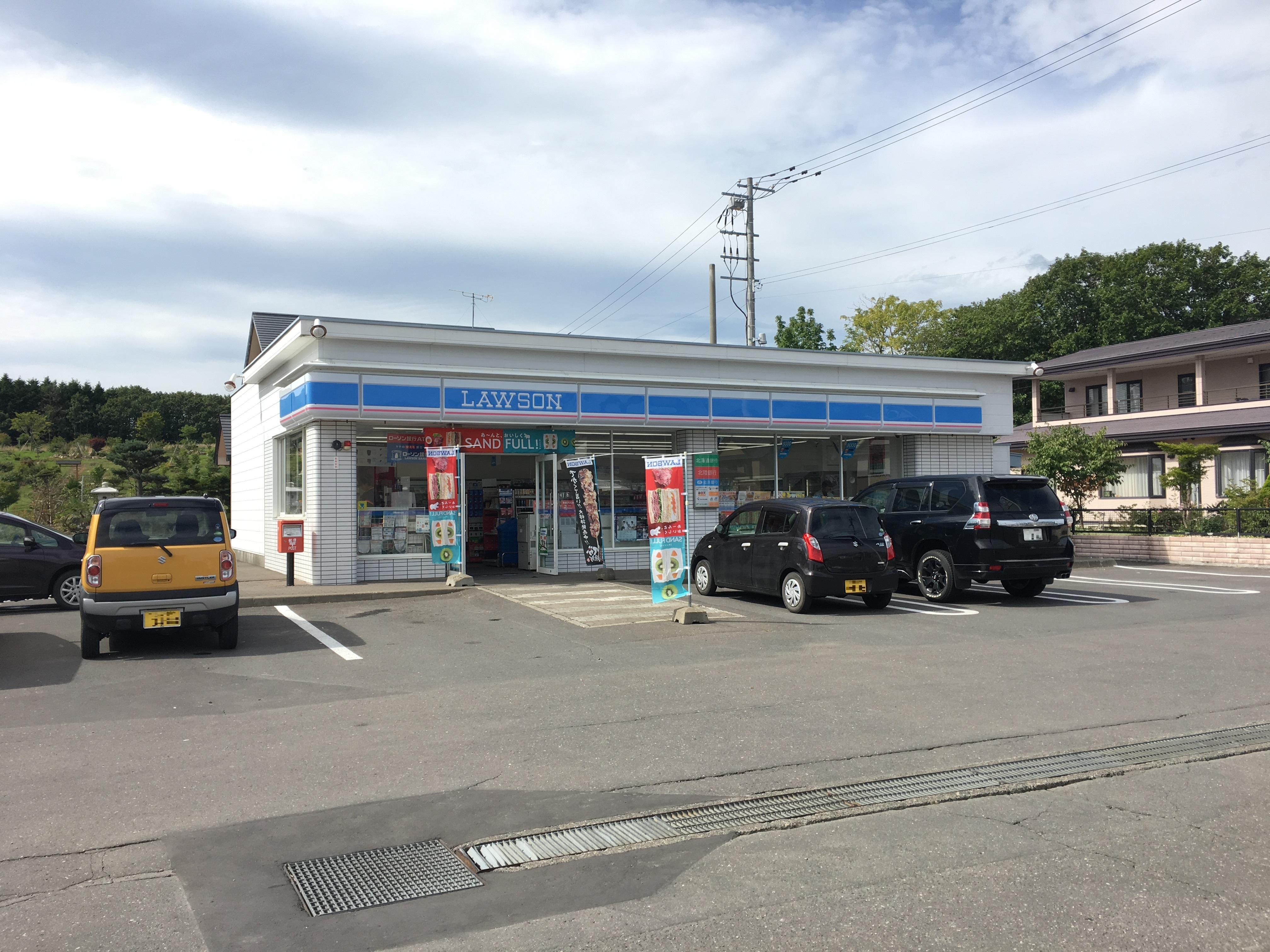
紋別雄武町店（紋別郡雄武町）。2023年7月31日まで日本最北店舗であった。
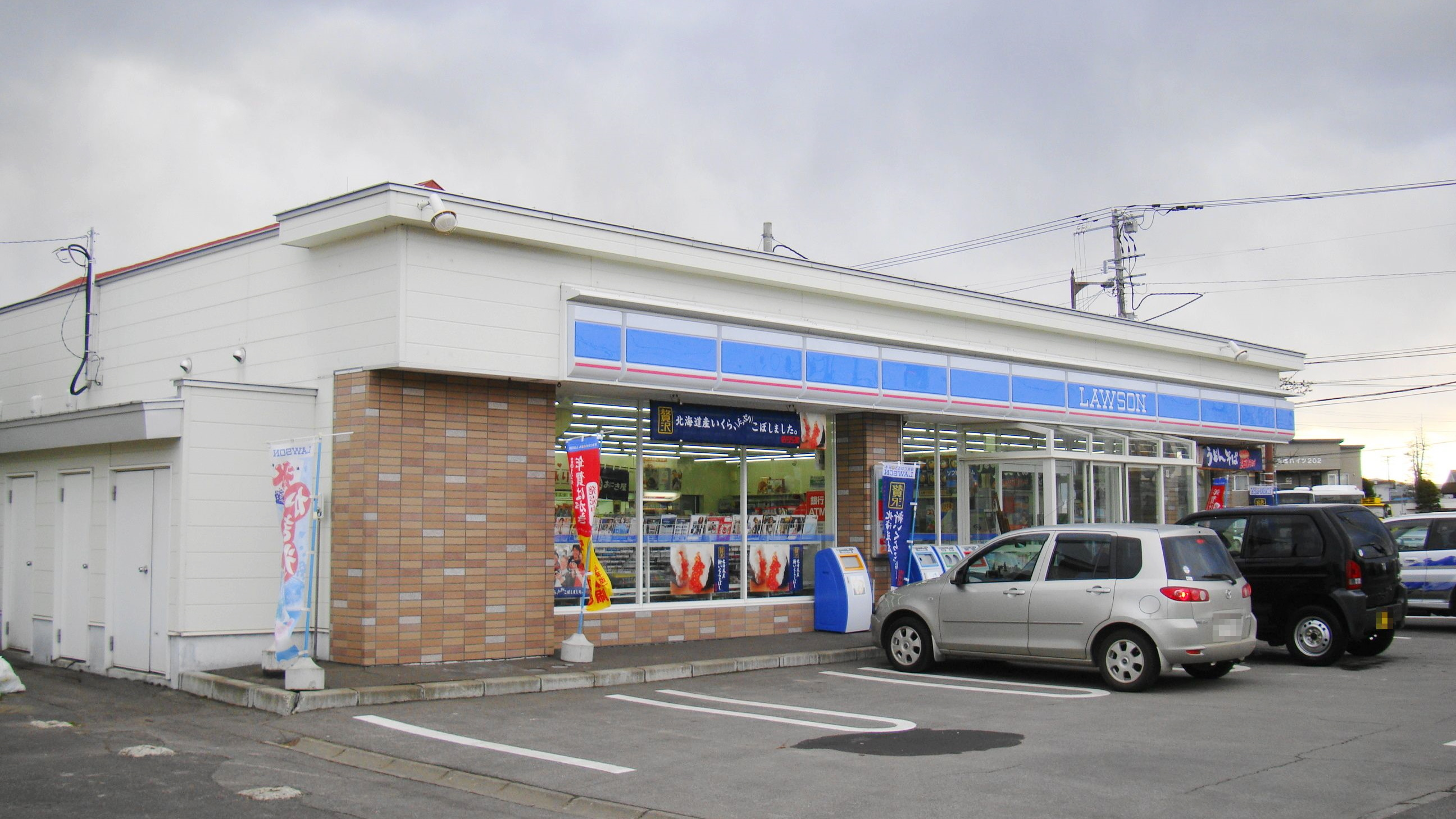
斜里朝日町店（斜里郡斜里町）。斜里バス整備工場敷地の一部に建てられたかつては日本最東端であった店舗。「できたて厨房」を併設。
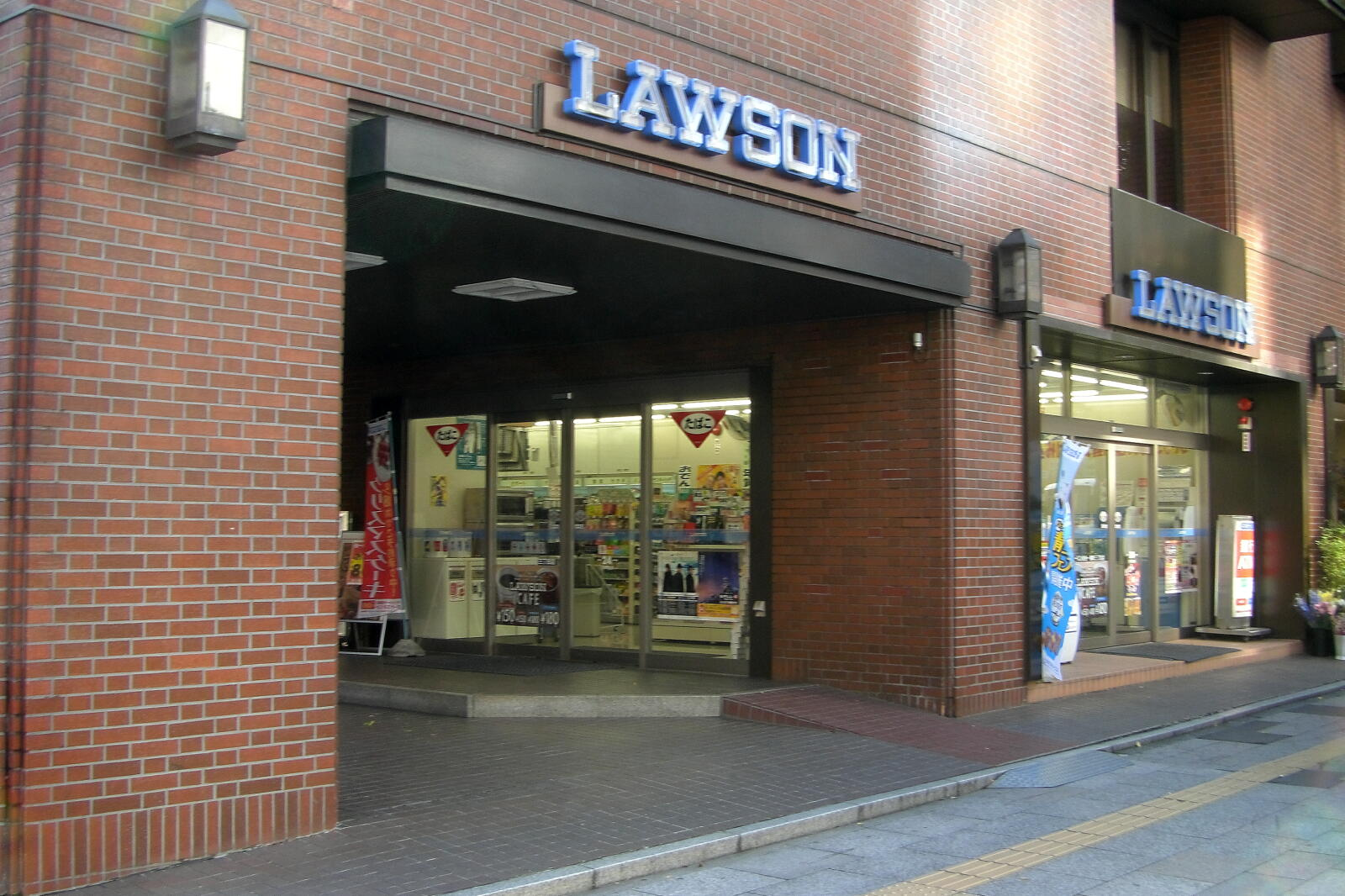
仙台一番町三丁目店（宮城県仙台市青葉区）。景観を損なわないように、ビルの一部を利用した看板を使用している。
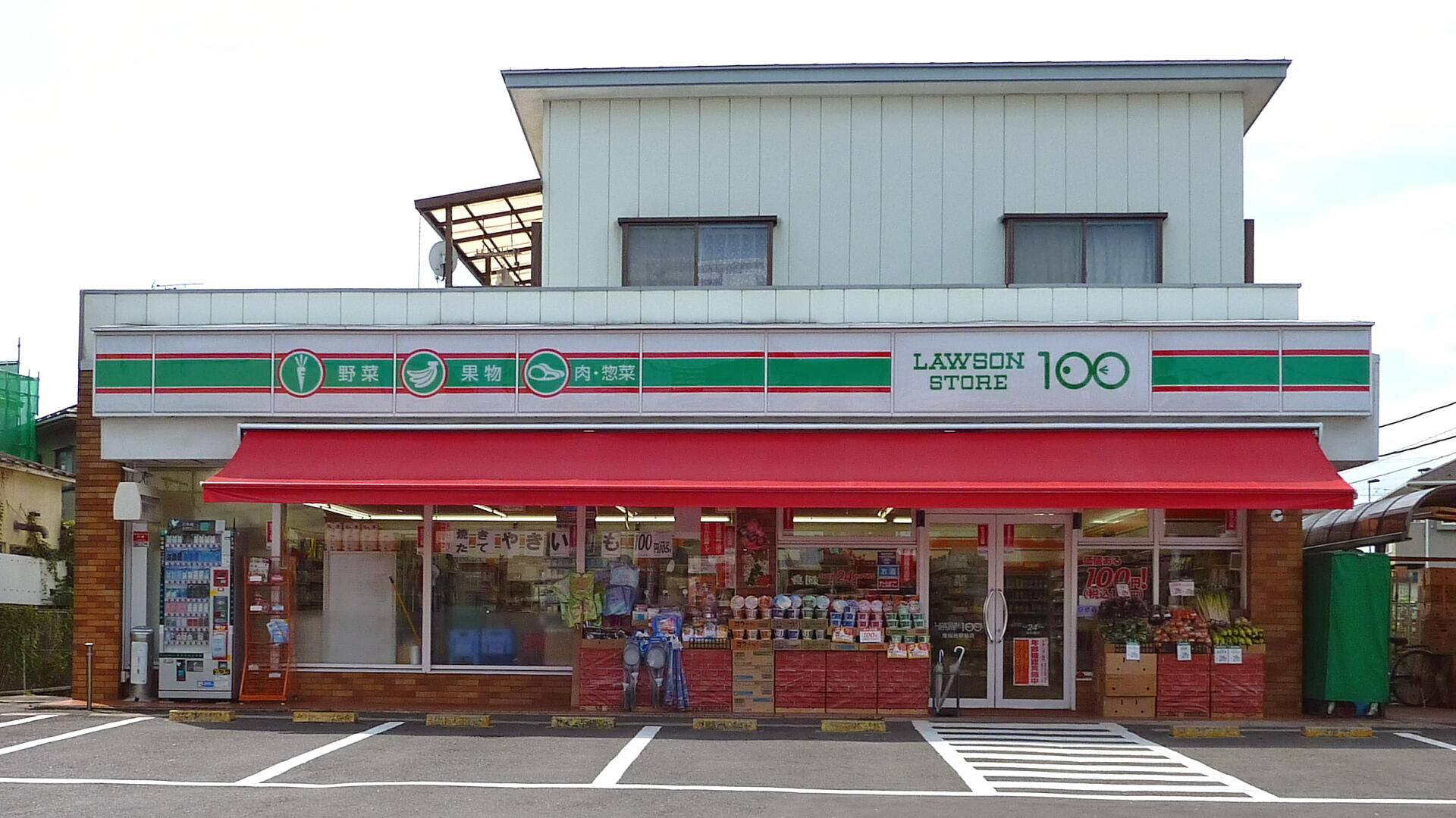
100南仙台駅前店（宮城県仙台市太白区）（閉店）
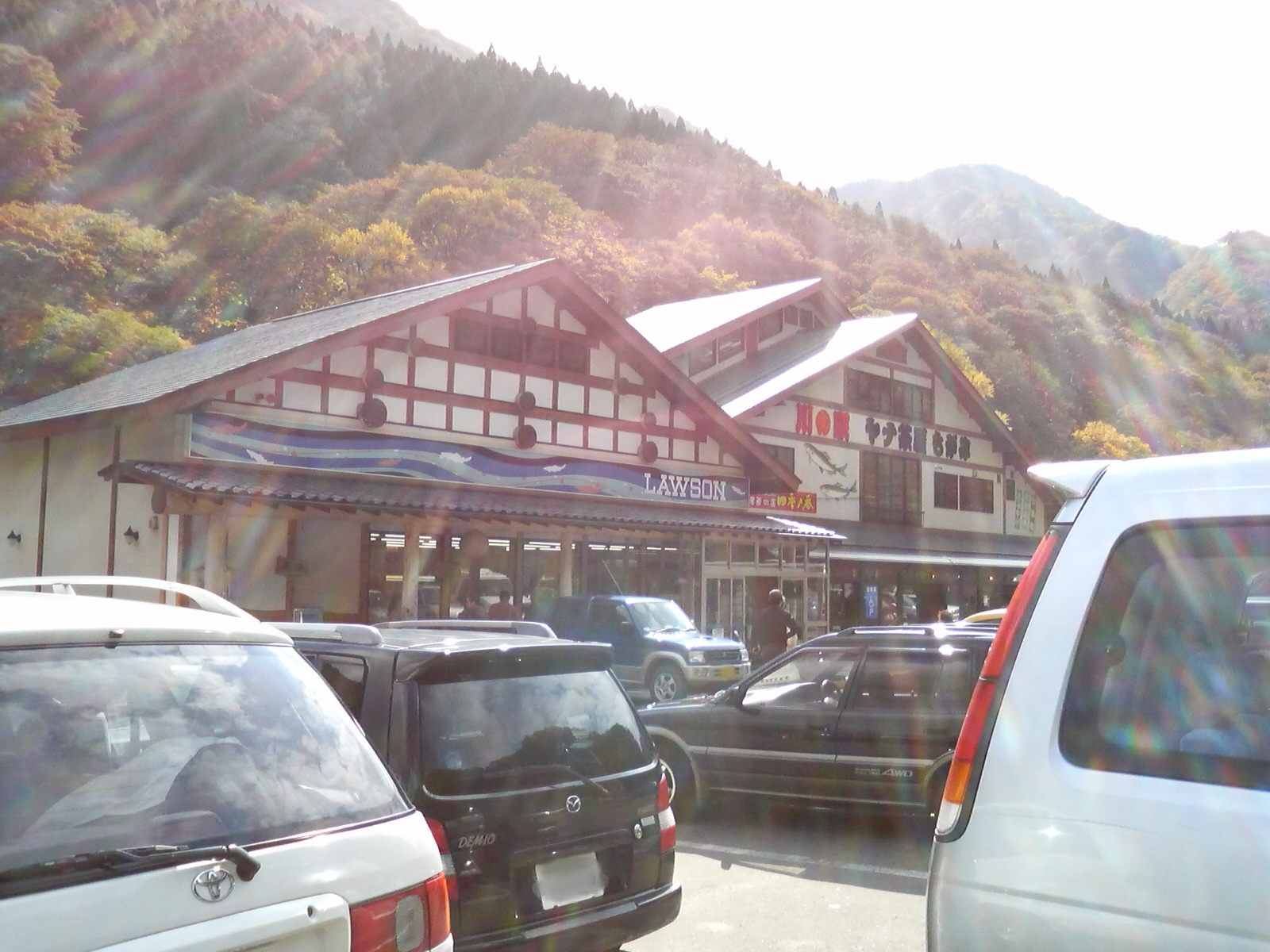
川の駅もがみ店（山形県最上郡最上町）。最上町の地場産「もがみ杉」を使用し「古来大和造り」工法で建てられた丸太仕様。

### 関東・東京

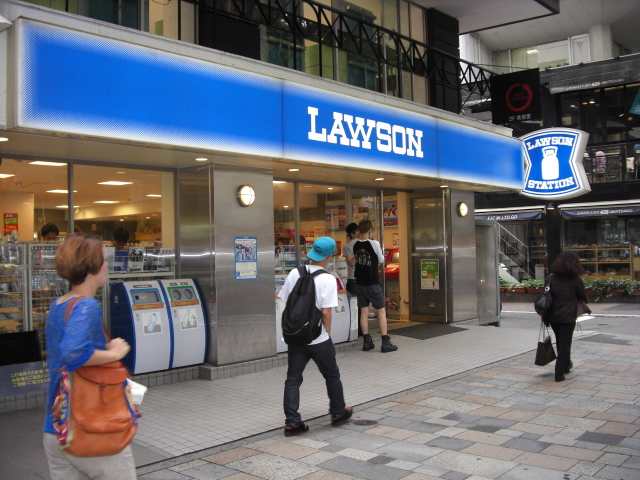
神宮前4丁目店（東京都渋谷区）。表参道の景観を損ねないよう、他の店舗とは異なった看板となっている。
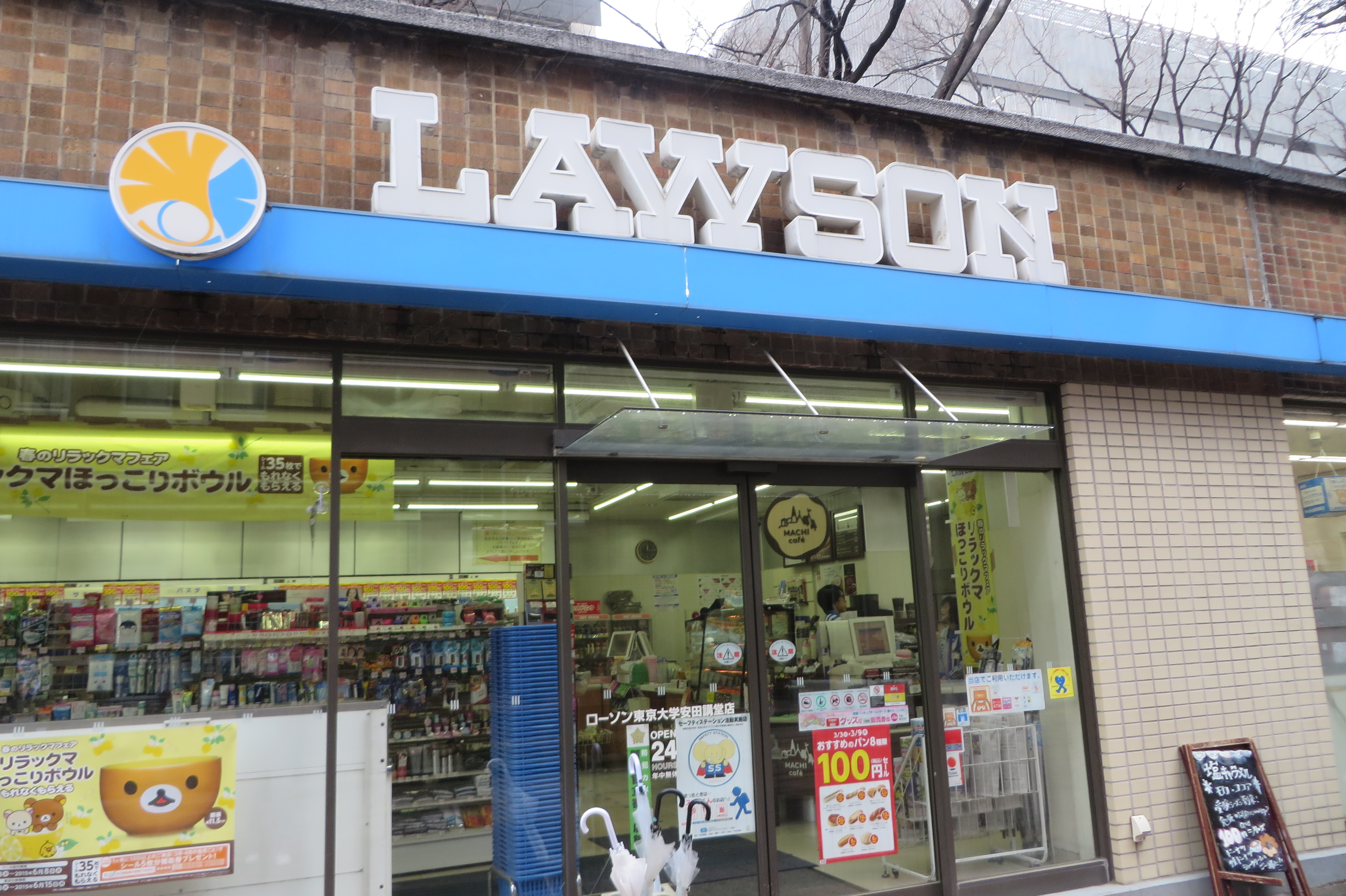
東京大学安田講堂店（東京都文京区）。東京大学の校章が看板に設置されている。
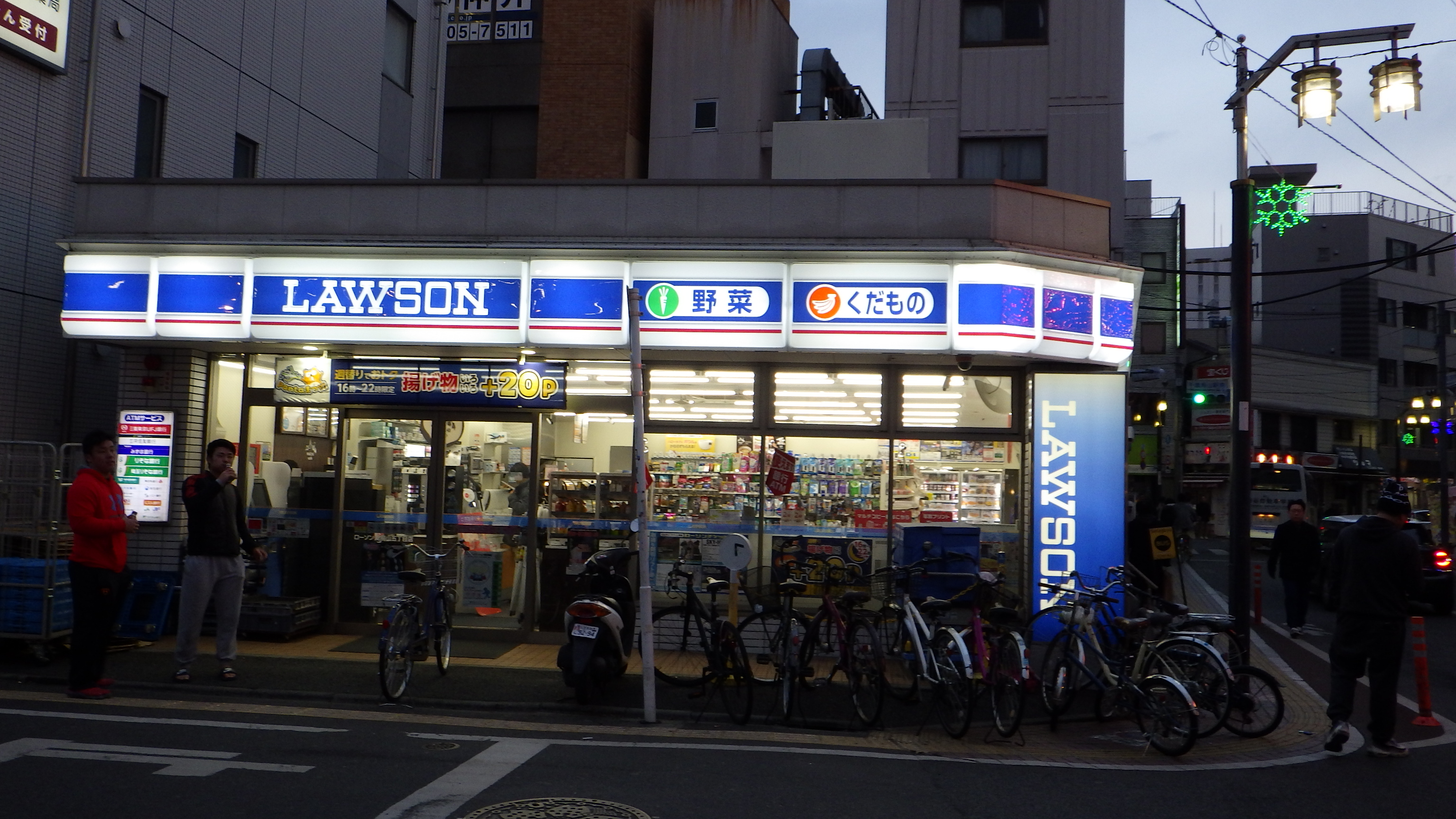
南烏山五丁目店（東京都世田谷区）駐車場がない、平屋のローソン。
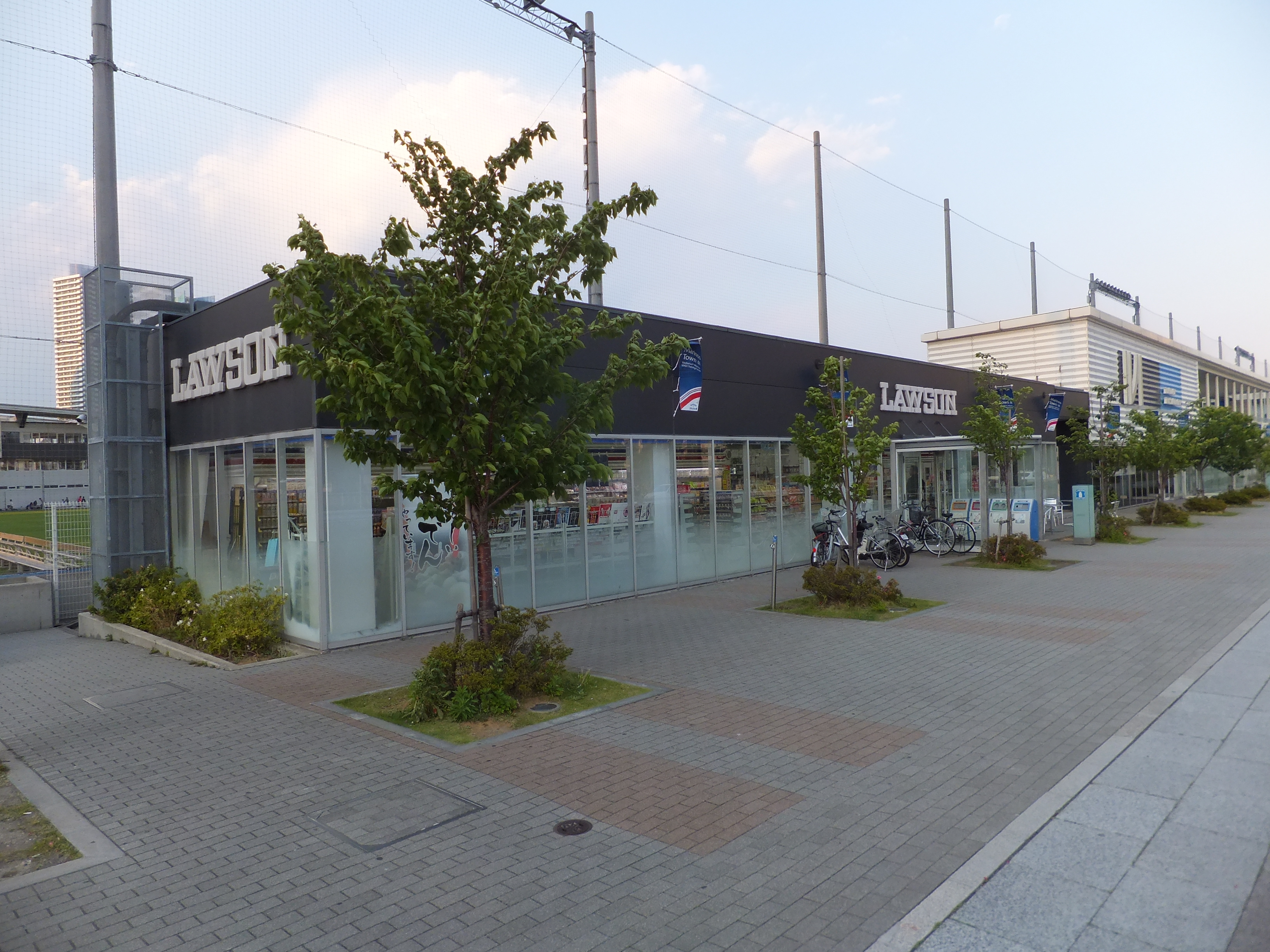
マリノスタウン店（神奈川県横浜市西区）。マリノスタウン内に設置された店舗。
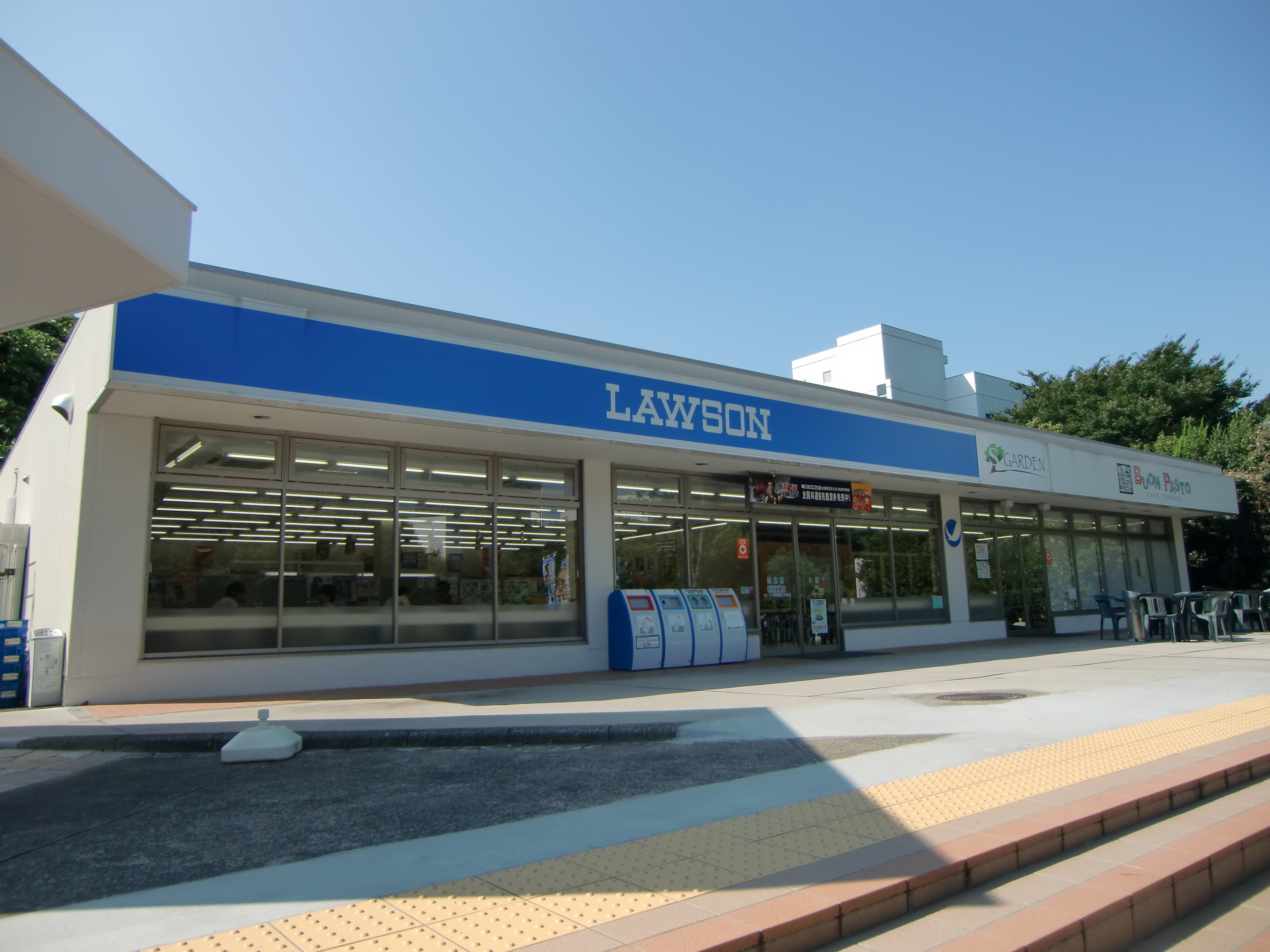
横浜国立大学店（神奈川県横浜市保土ケ谷区）。横浜国立大学内に設置された店舗。
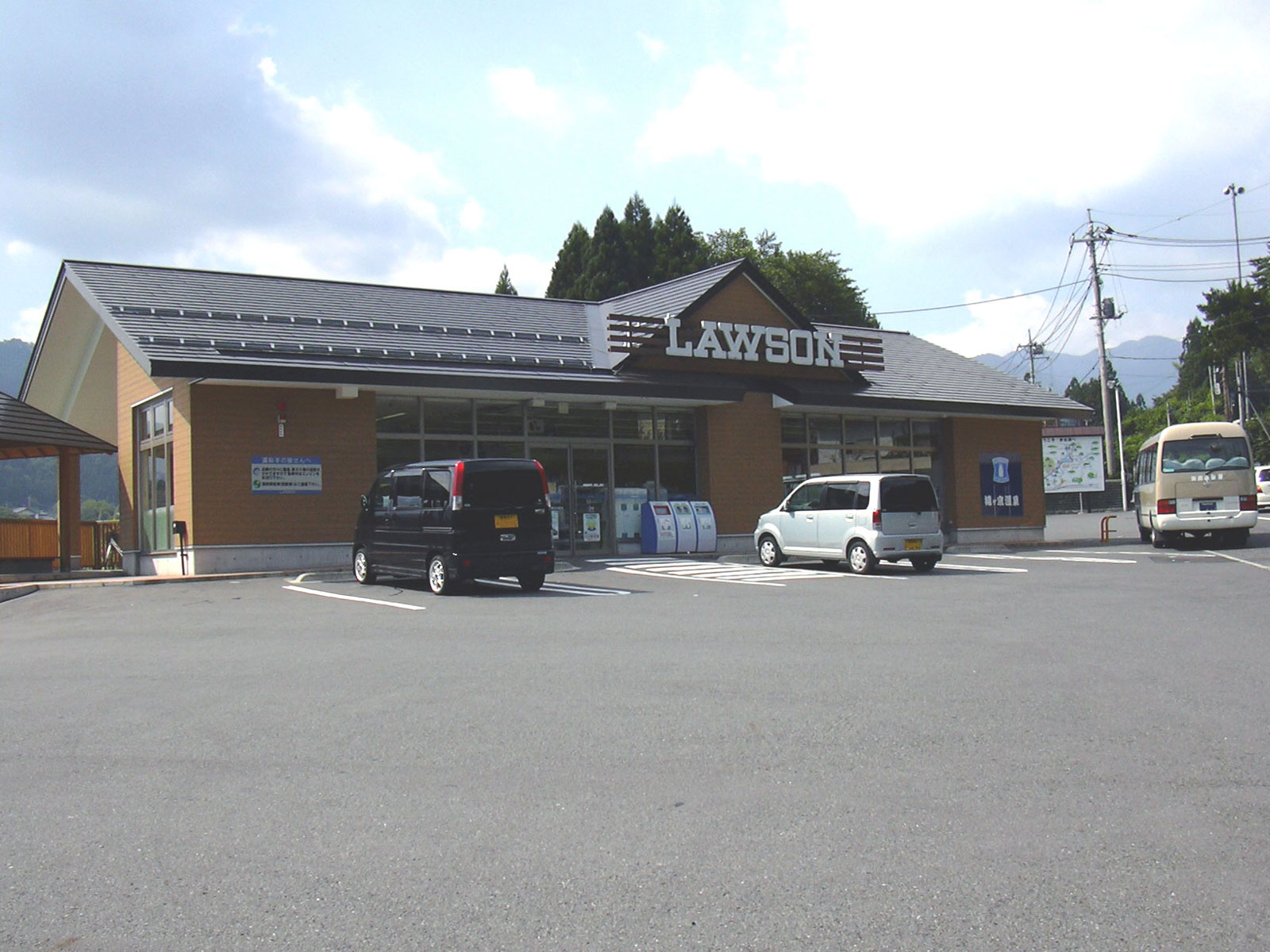
赤谷湖畔店（群馬県利根郡みなかみ町）。猿ヶ京温泉郷の入り口近くにある。

### 中部・近畿

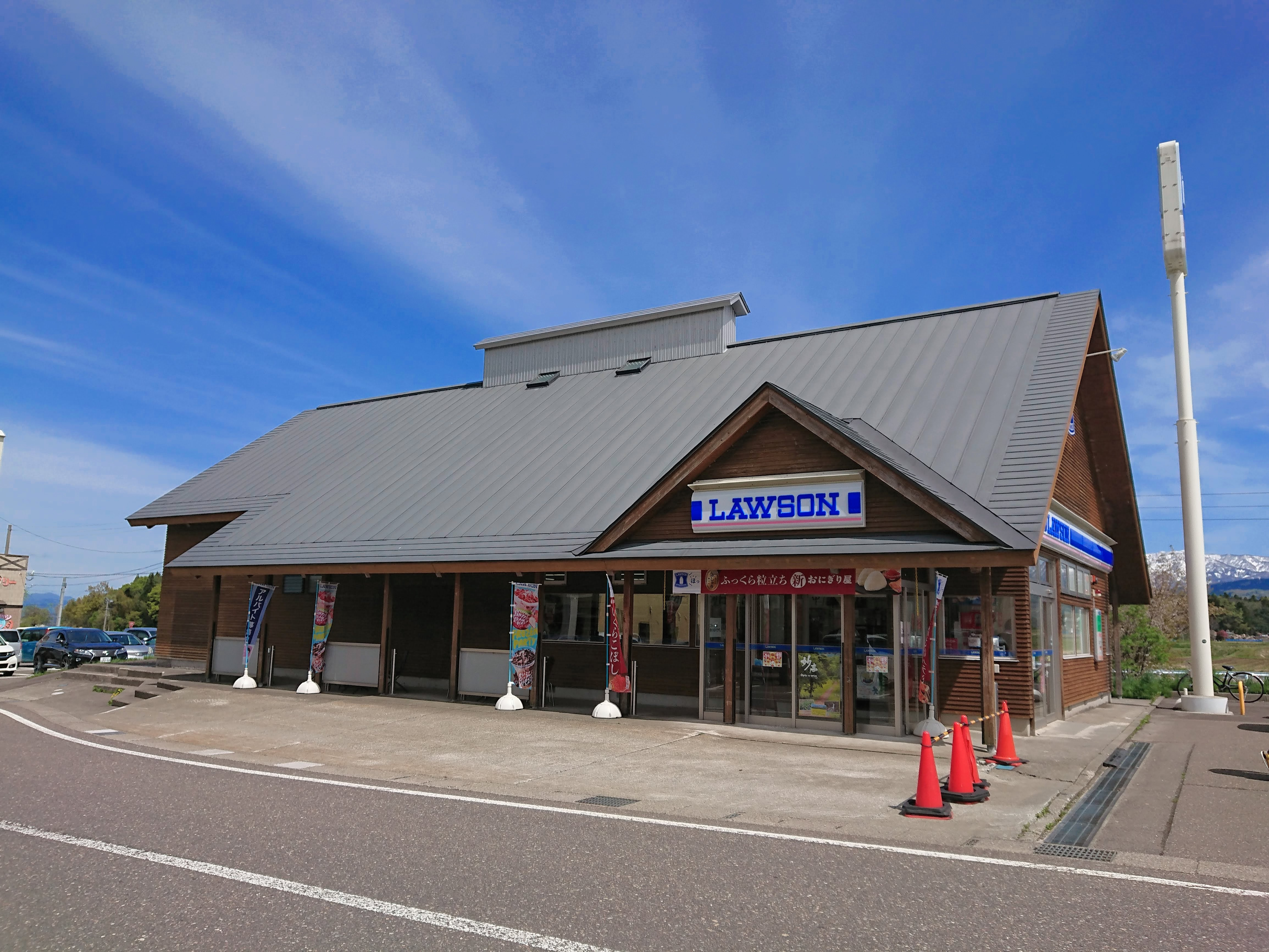
道の駅あらい店（新潟県妙高市）
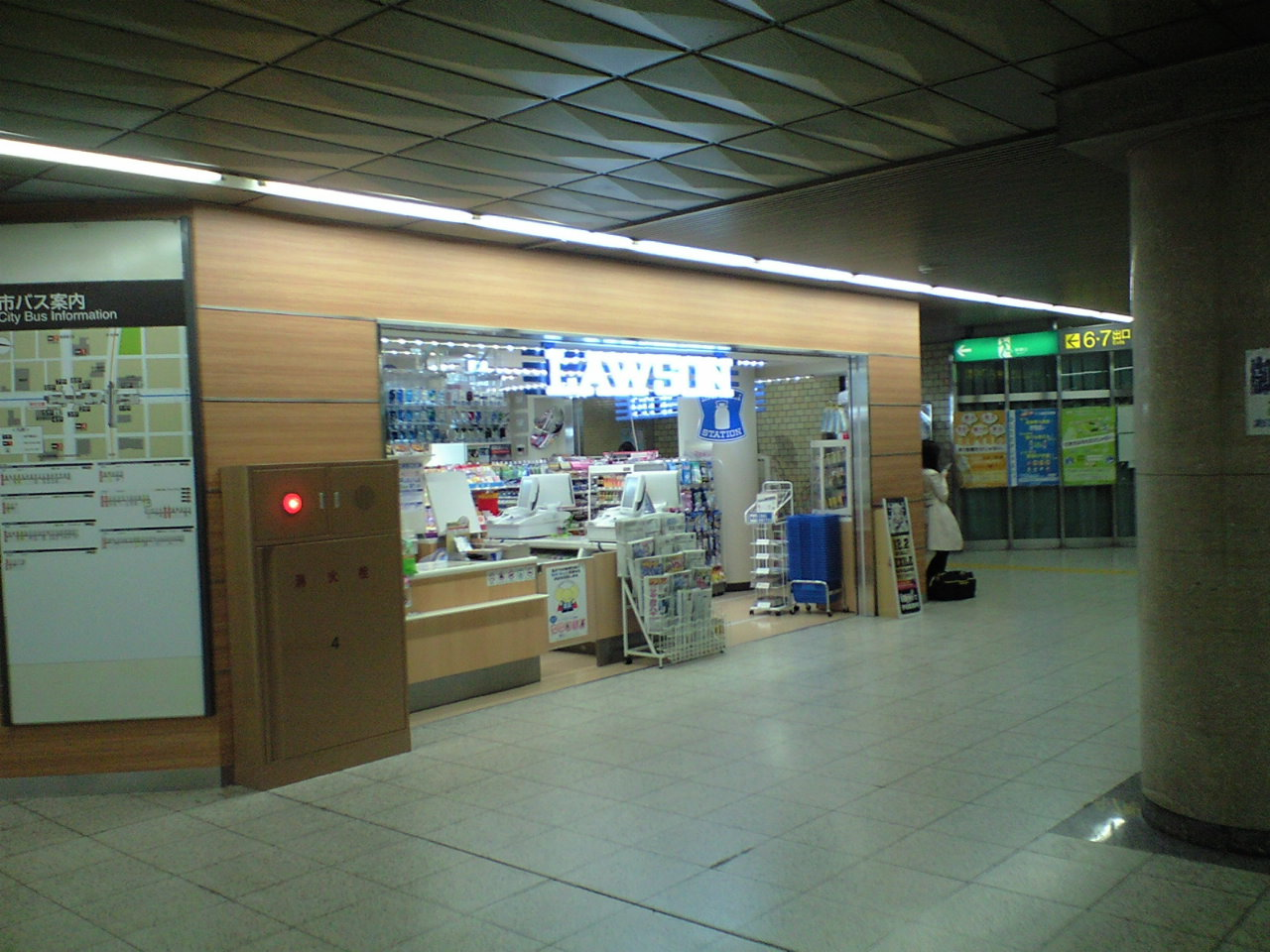
旧伏見駅南改札口店（愛知県名古屋市中区）。現在はファミリーマートになっている。
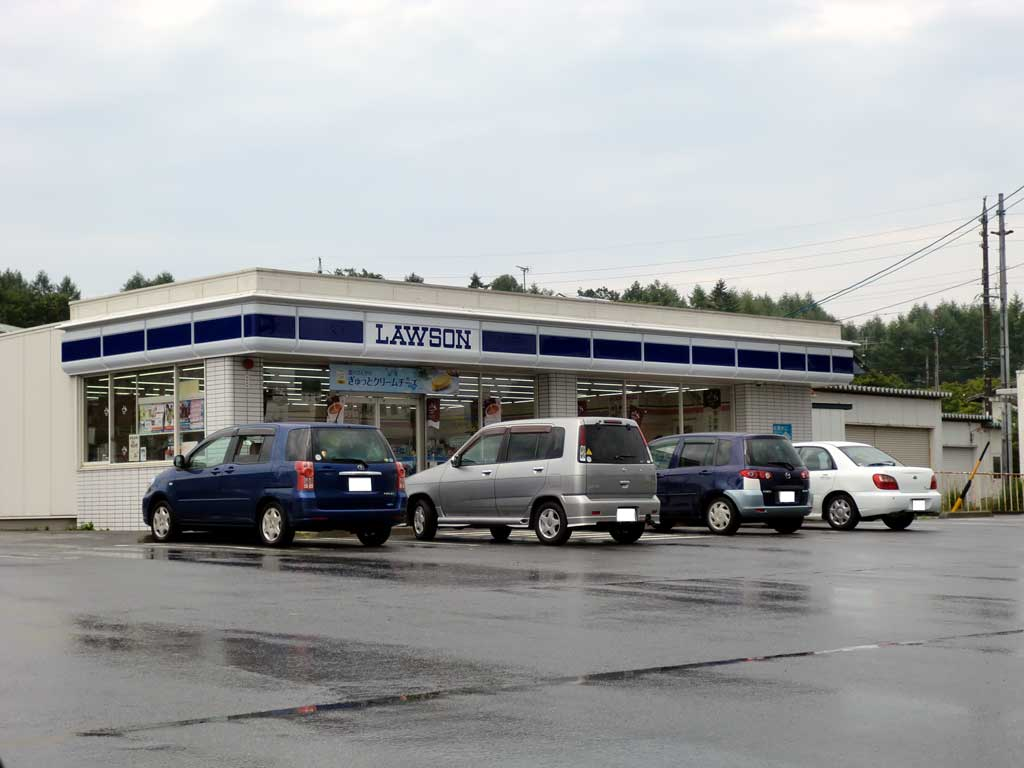
軽井沢借宿店（長野県北佐久郡軽井沢町）。軽井沢町の景観条例に準拠した店舗。
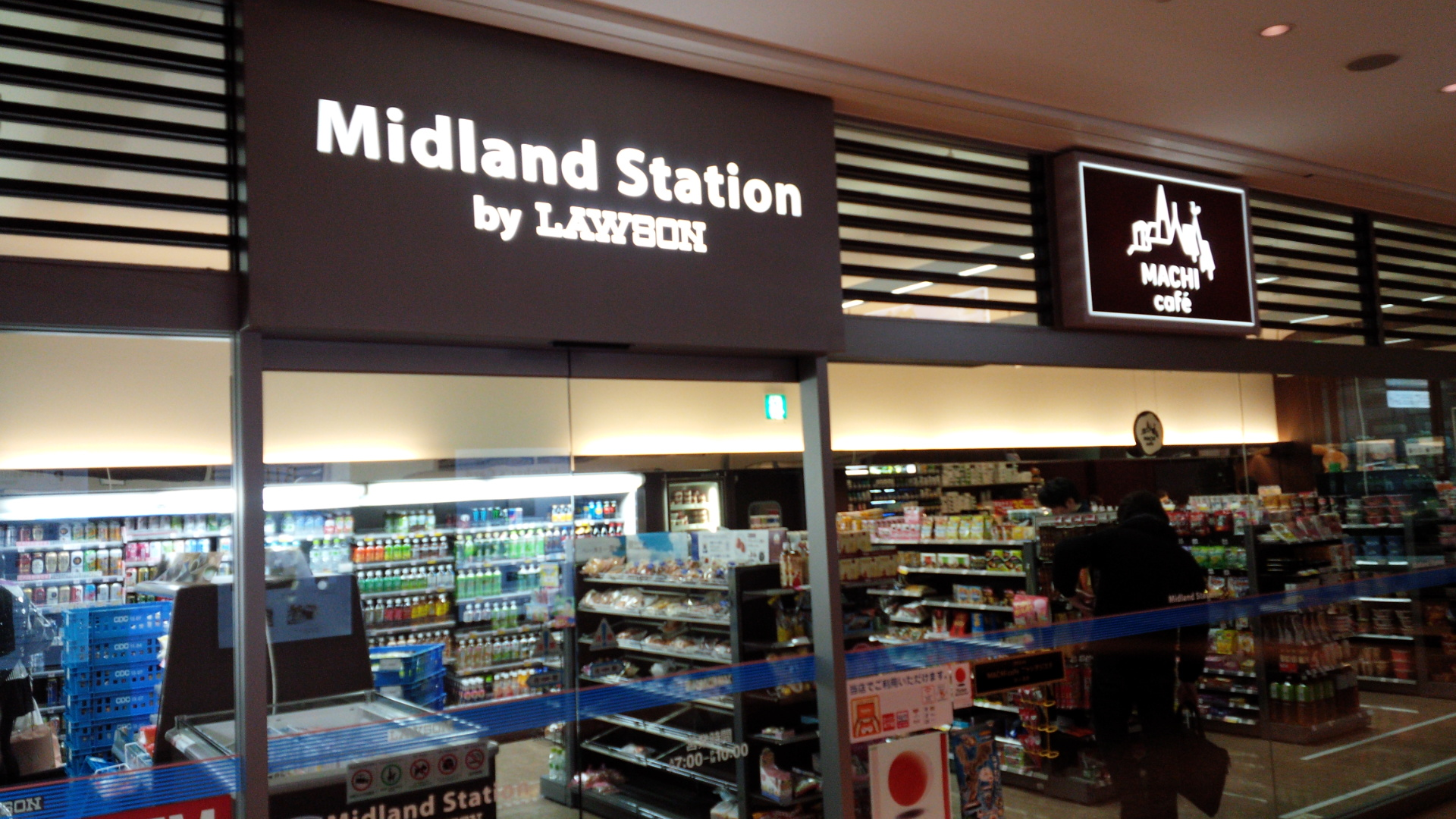
Midland Station by LAWSON（愛知県名古屋市中村区）。ミッドランドスクエア内にある店舗。
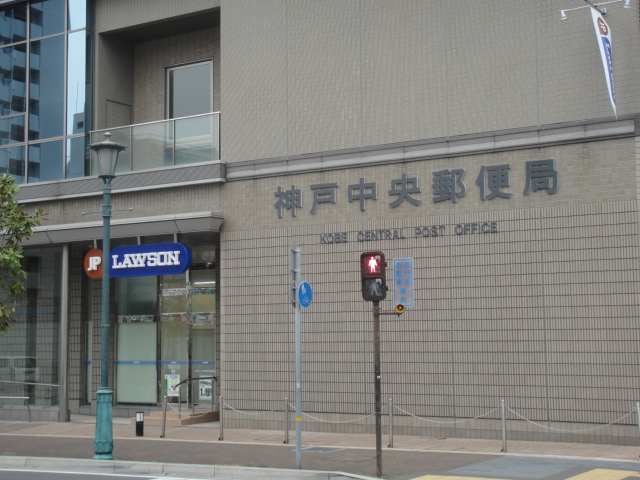
JPローソン・神戸中央郵便局店（兵庫県神戸市中央区）。
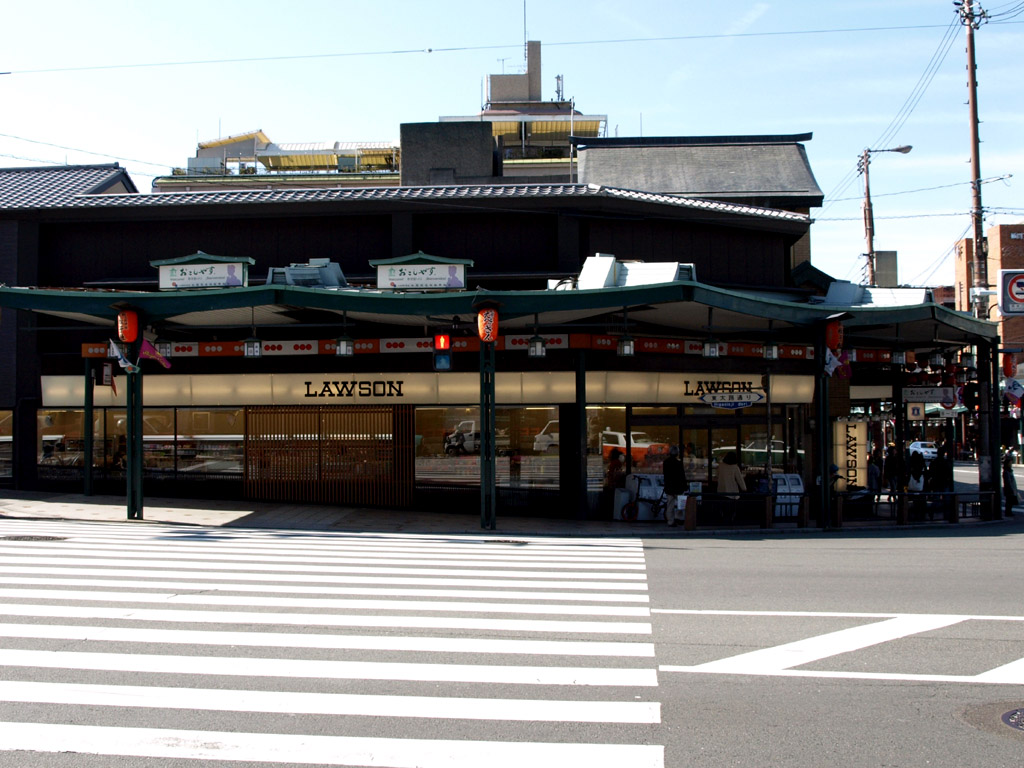
旧八坂神社前店（京都府京都市東山区）。向かいに八坂神社があり、歴史的景観を損わないようにするため、看板を白地に黒文字のデザインとしている。2018年閉店。
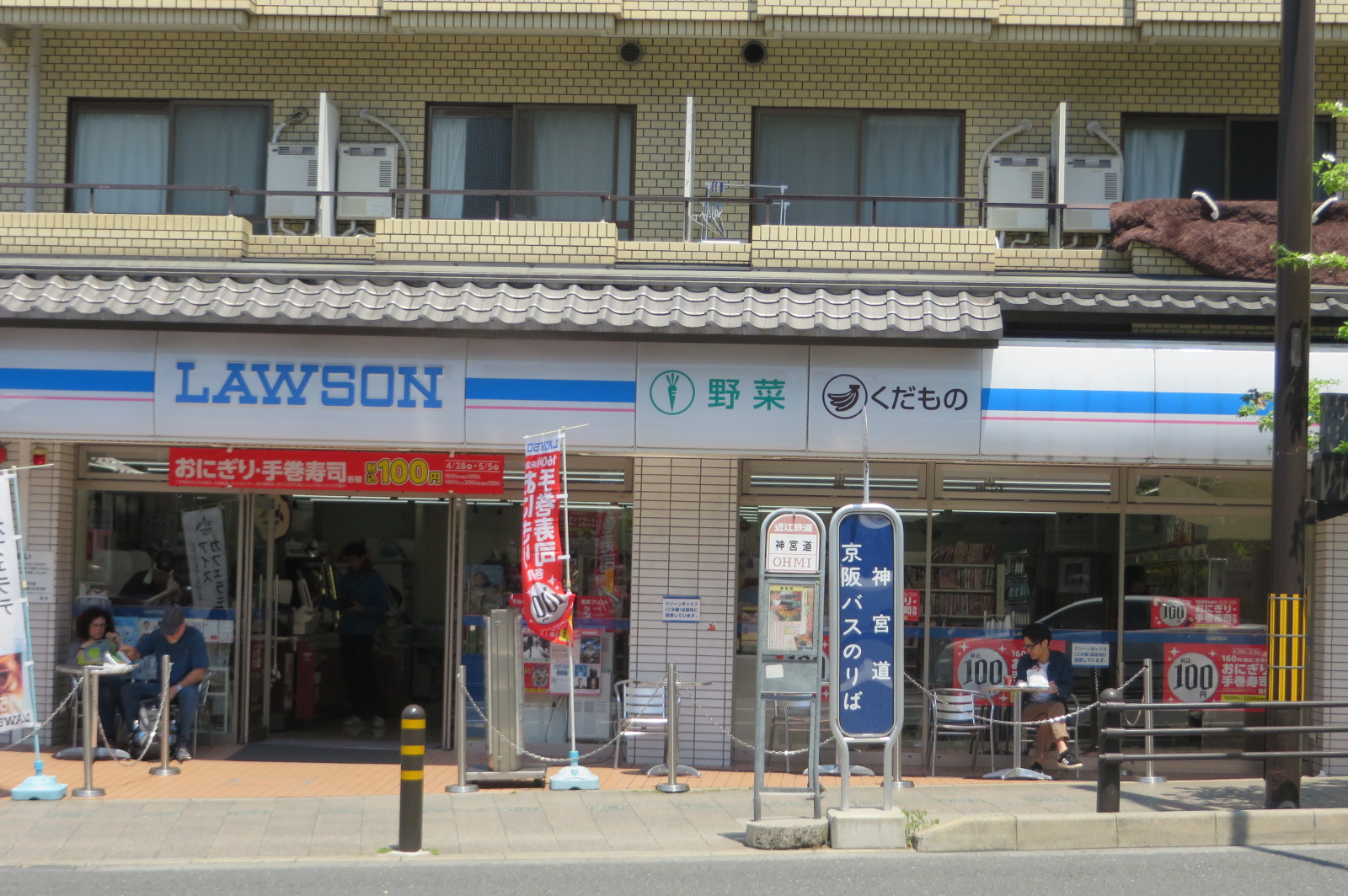
東山三条神宮道店（京都府京都市東山区）。このデザインの店舗は京都市内ではよく見かけることができるほか、全国各地にある一部のローソンプラス店舗でもみられる。
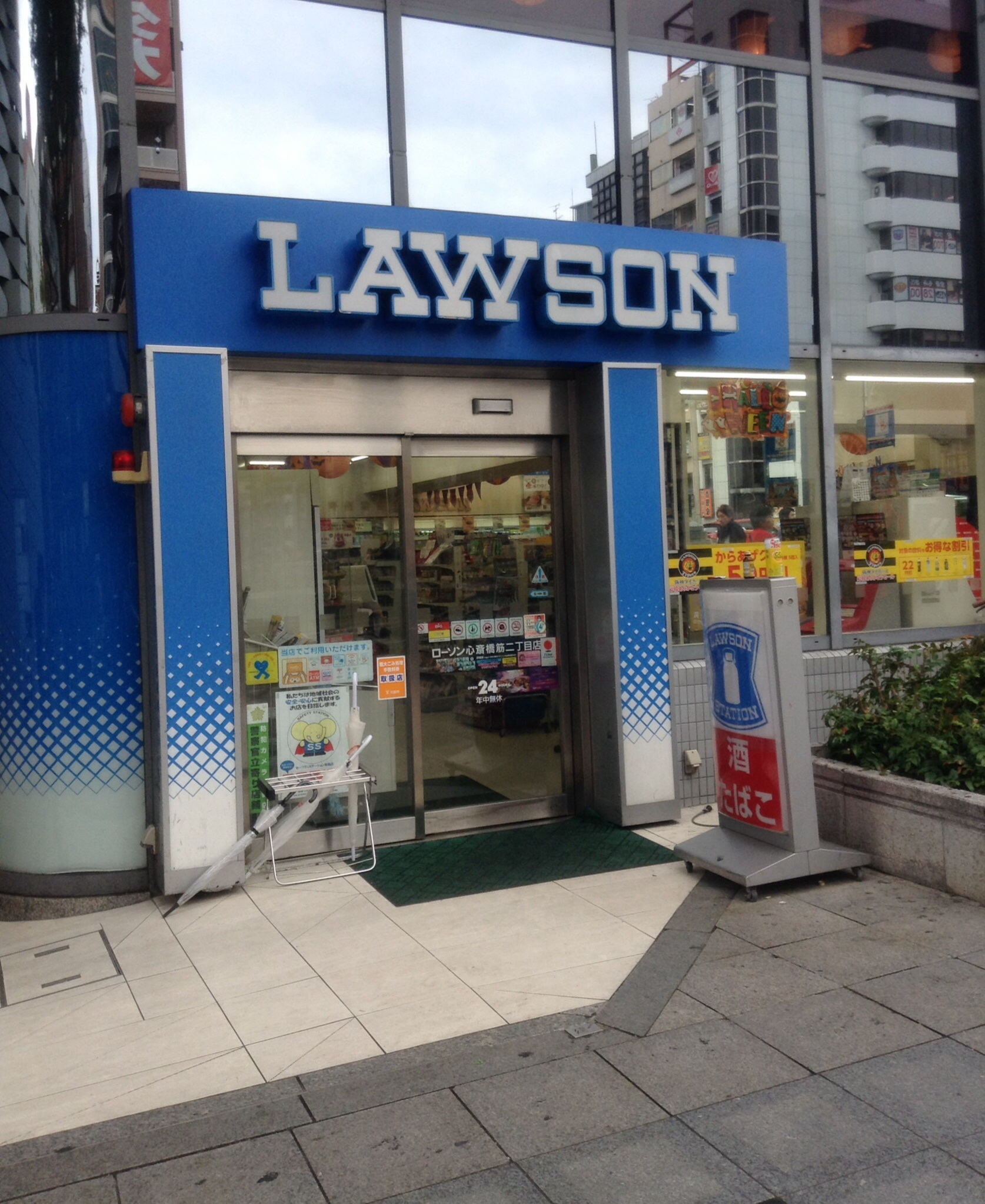
心斎橋筋二丁目店（大阪府大阪市中央区）。道頓堀の景観に合わせたデザイン。
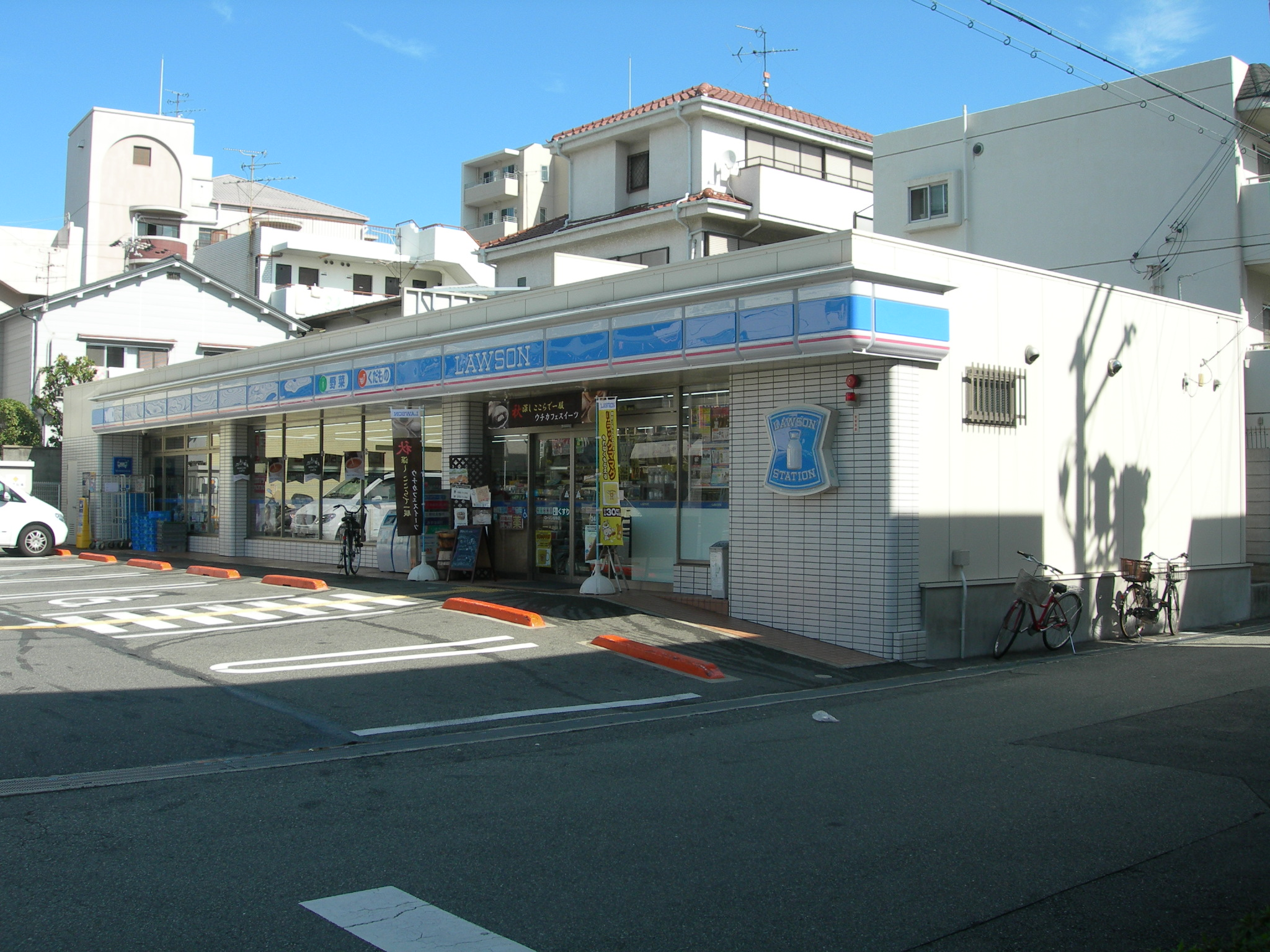
桜塚店（大阪府豊中市）。ローソン第1号店。
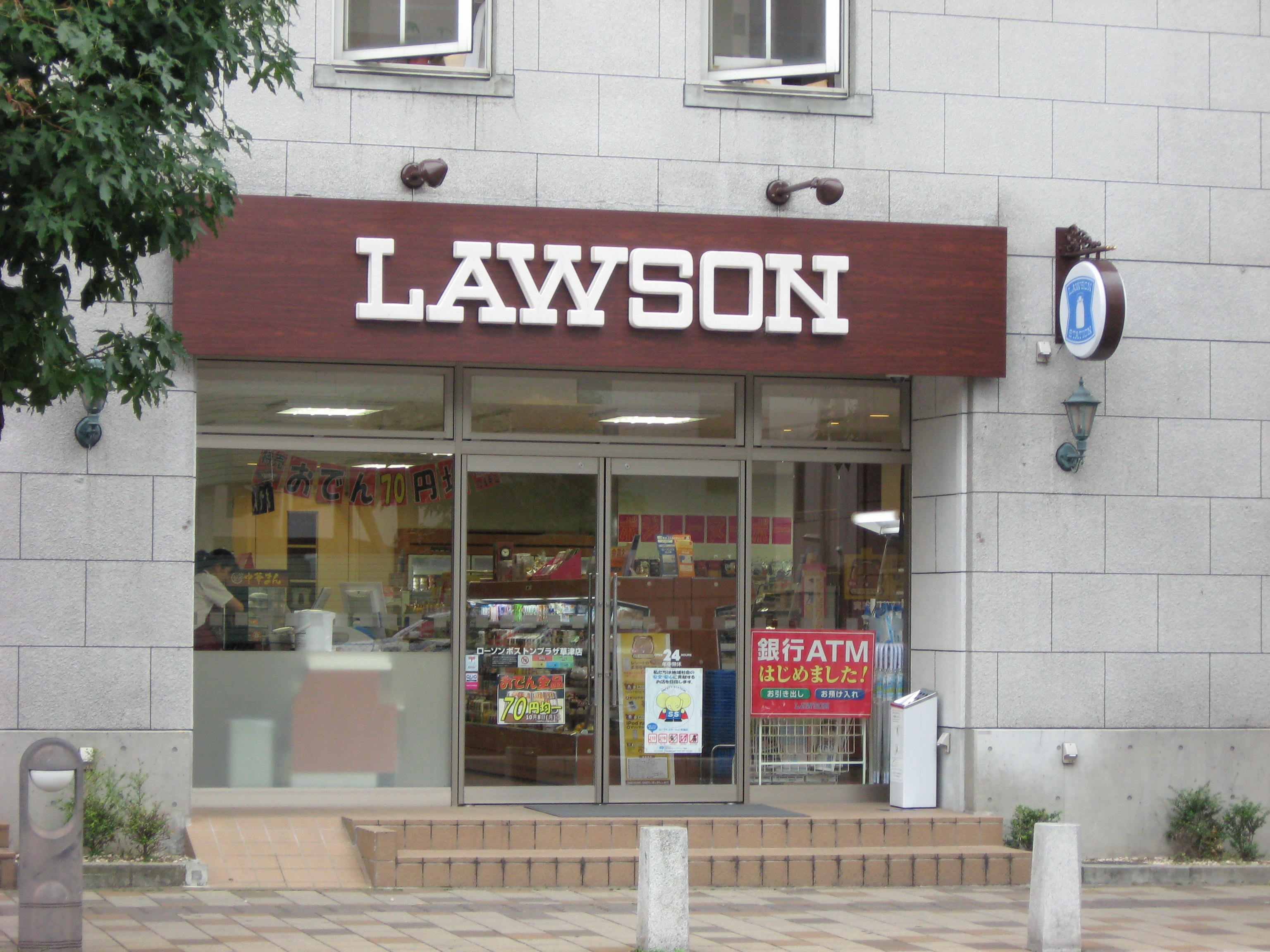
ボストンプラザ草津店（滋賀県草津市）。木目調の看板を使用している。
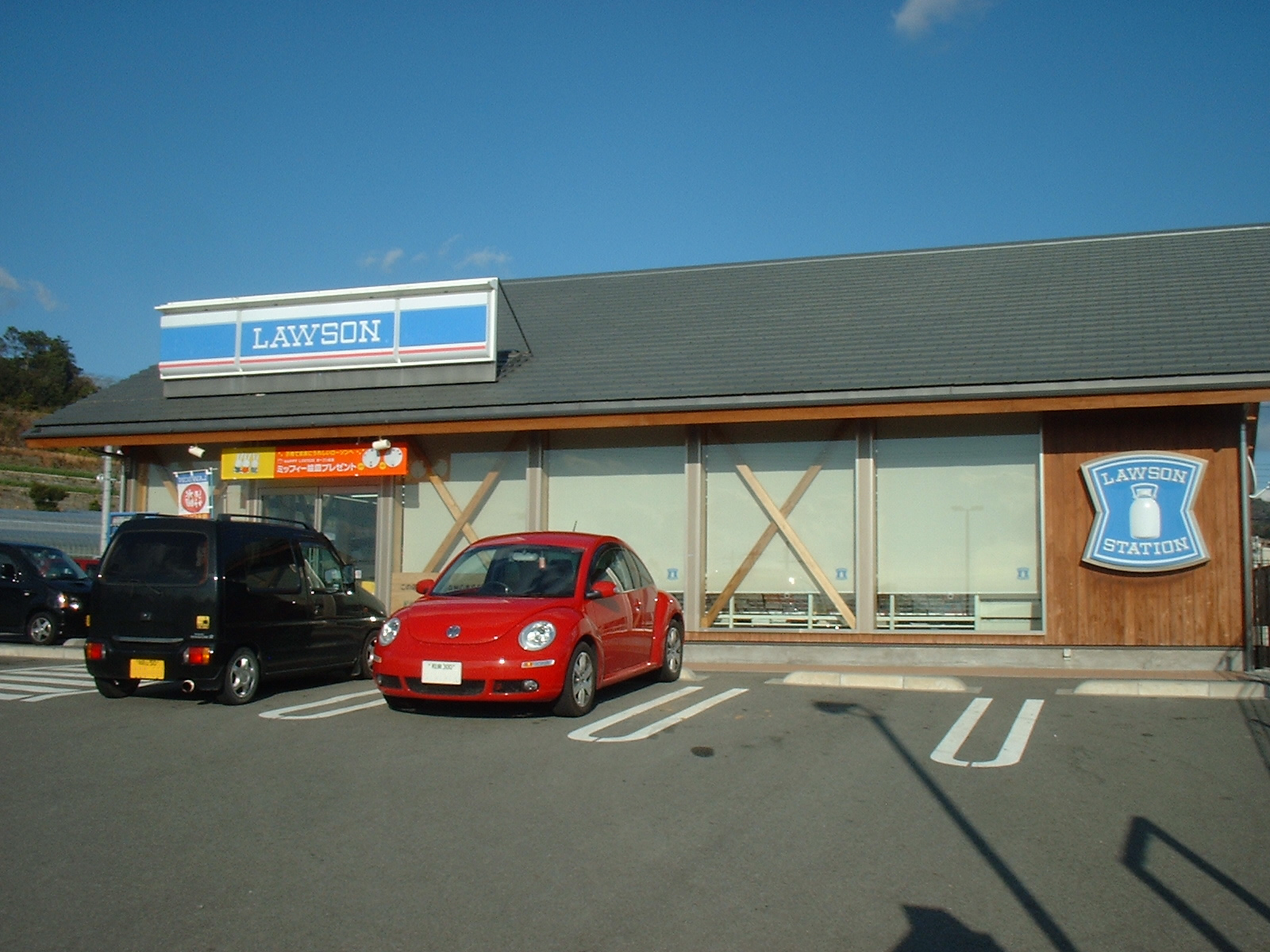
御坊名田町店（和歌山県御坊市）。紀州の木材を使用した木造建築。
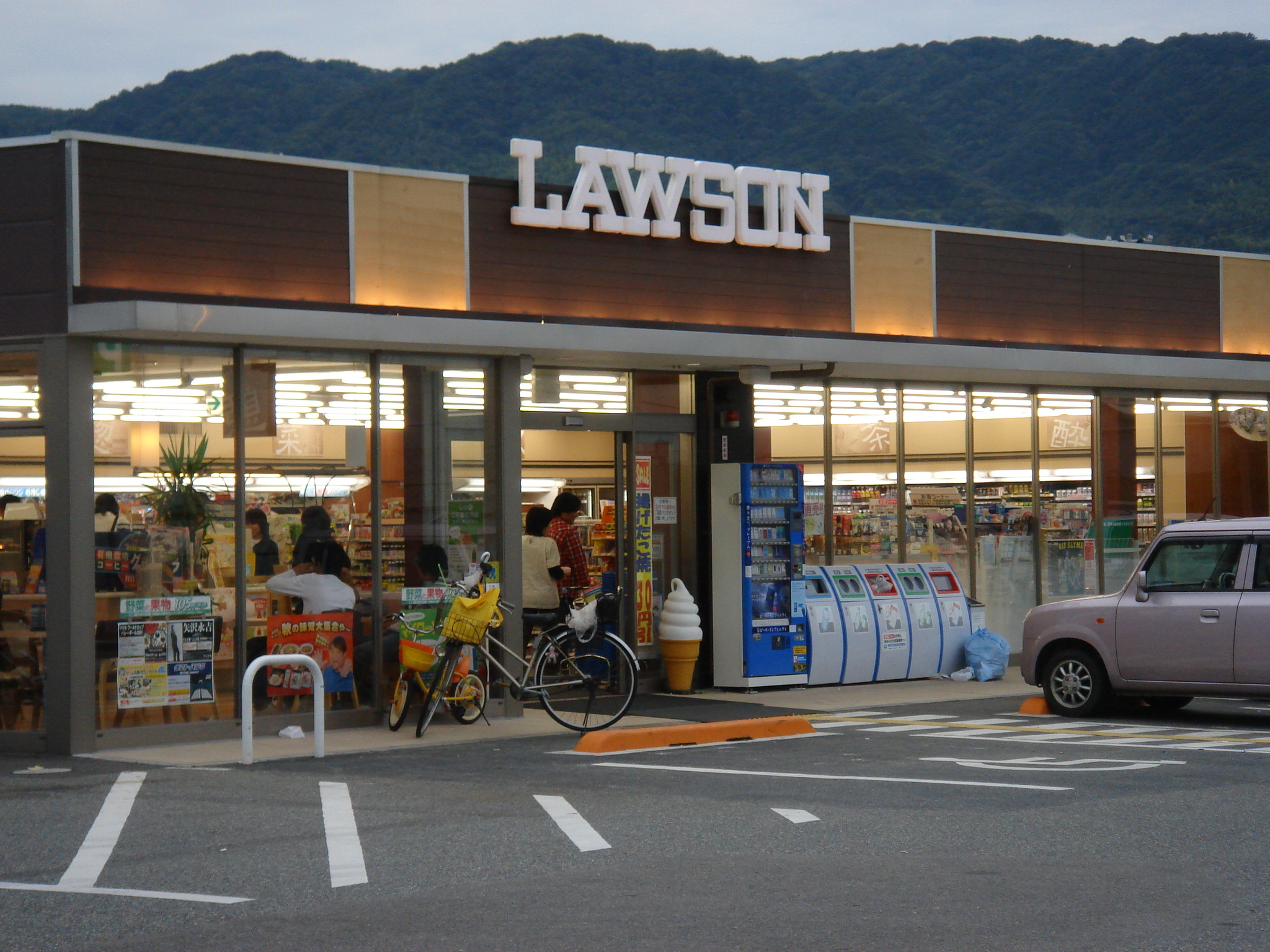
東浦町浦店（兵庫県淡路市）。バリアフリータイプローソン1号店となった。
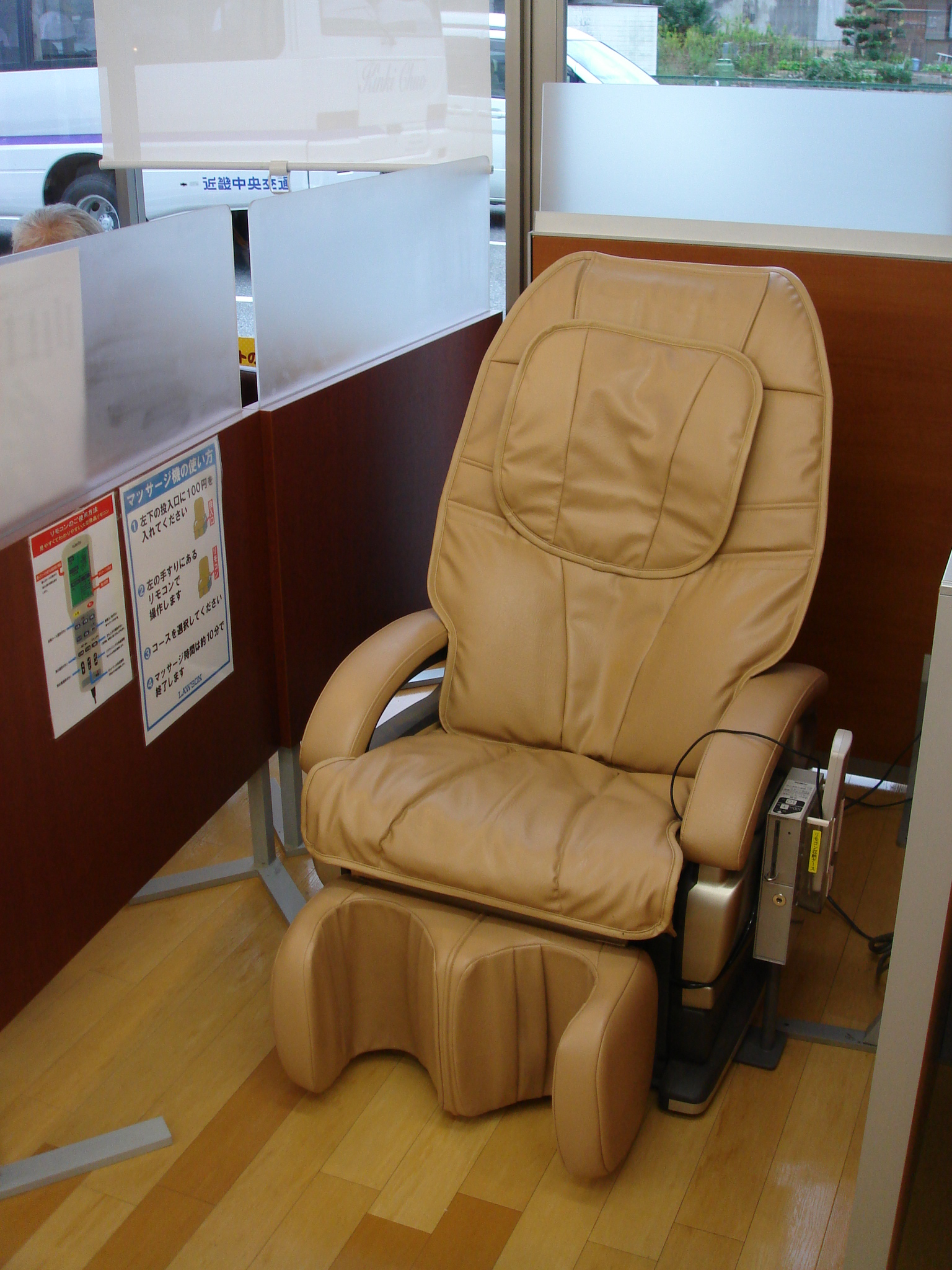
東浦町浦店に設置されていたマッサージチェア（現在は撤去）。
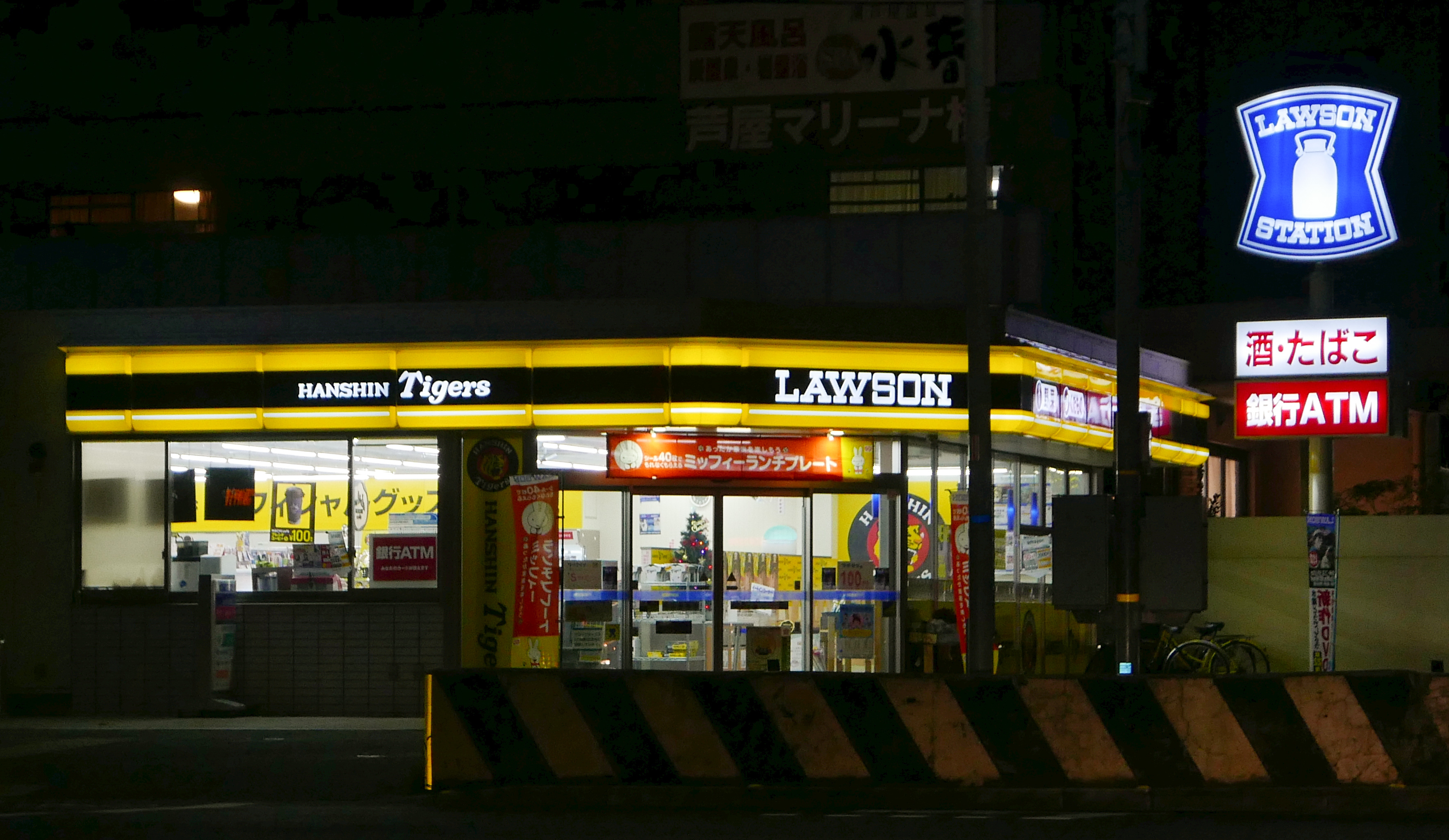
西宮甲子園九番町店（兵庫県西宮市）。阪神タイガースとのコラボ店。球団オフィシャルグッズも扱う。
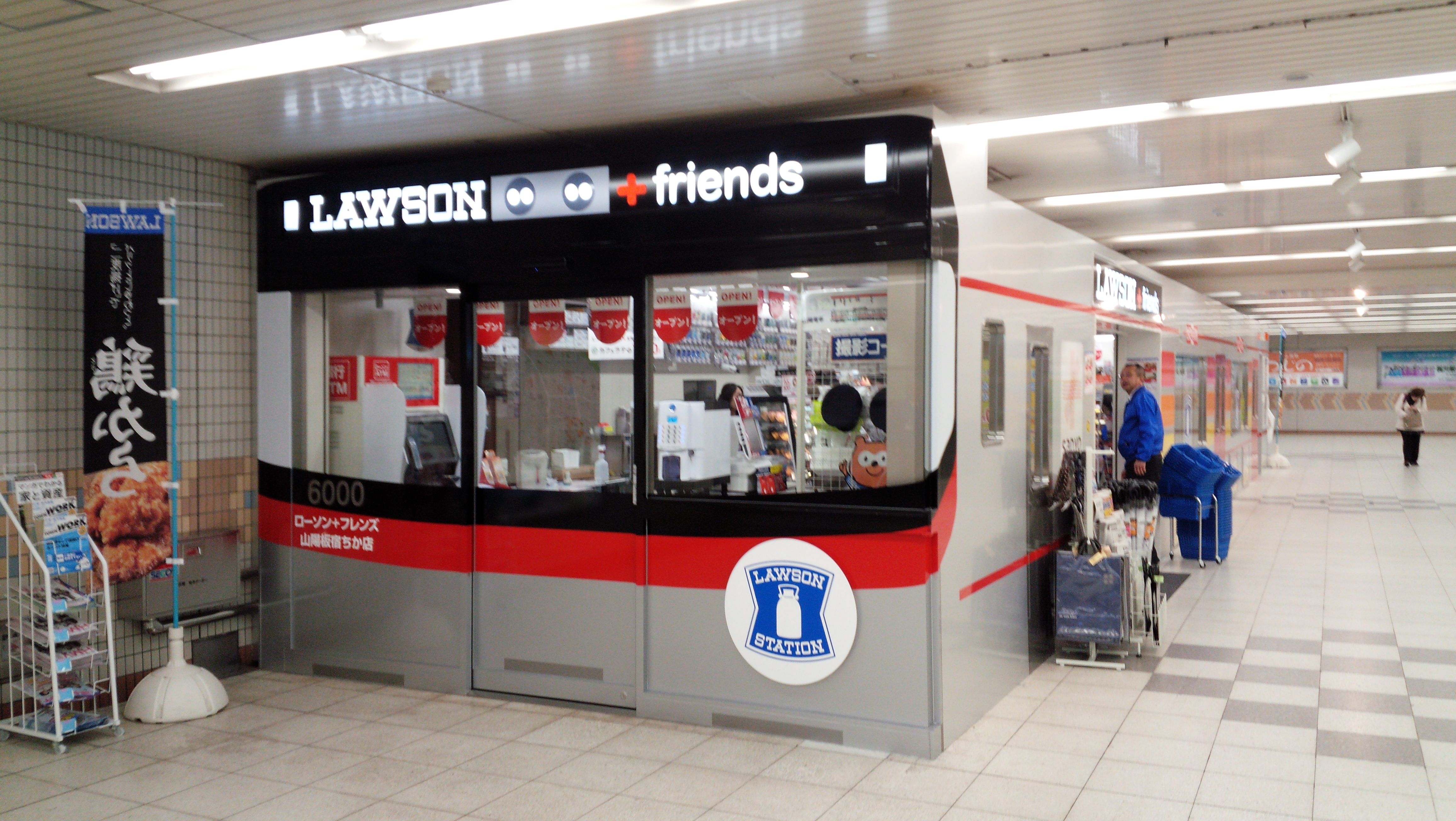
ローソン＋フレンズ 山陽板宿ちか店（兵庫県神戸市須磨区）。山陽電鉄の最新車両である6000系をモチーフにしたデザイン(開業時は営業運転前)、山陽電鉄オフィシャルグッズも扱う。
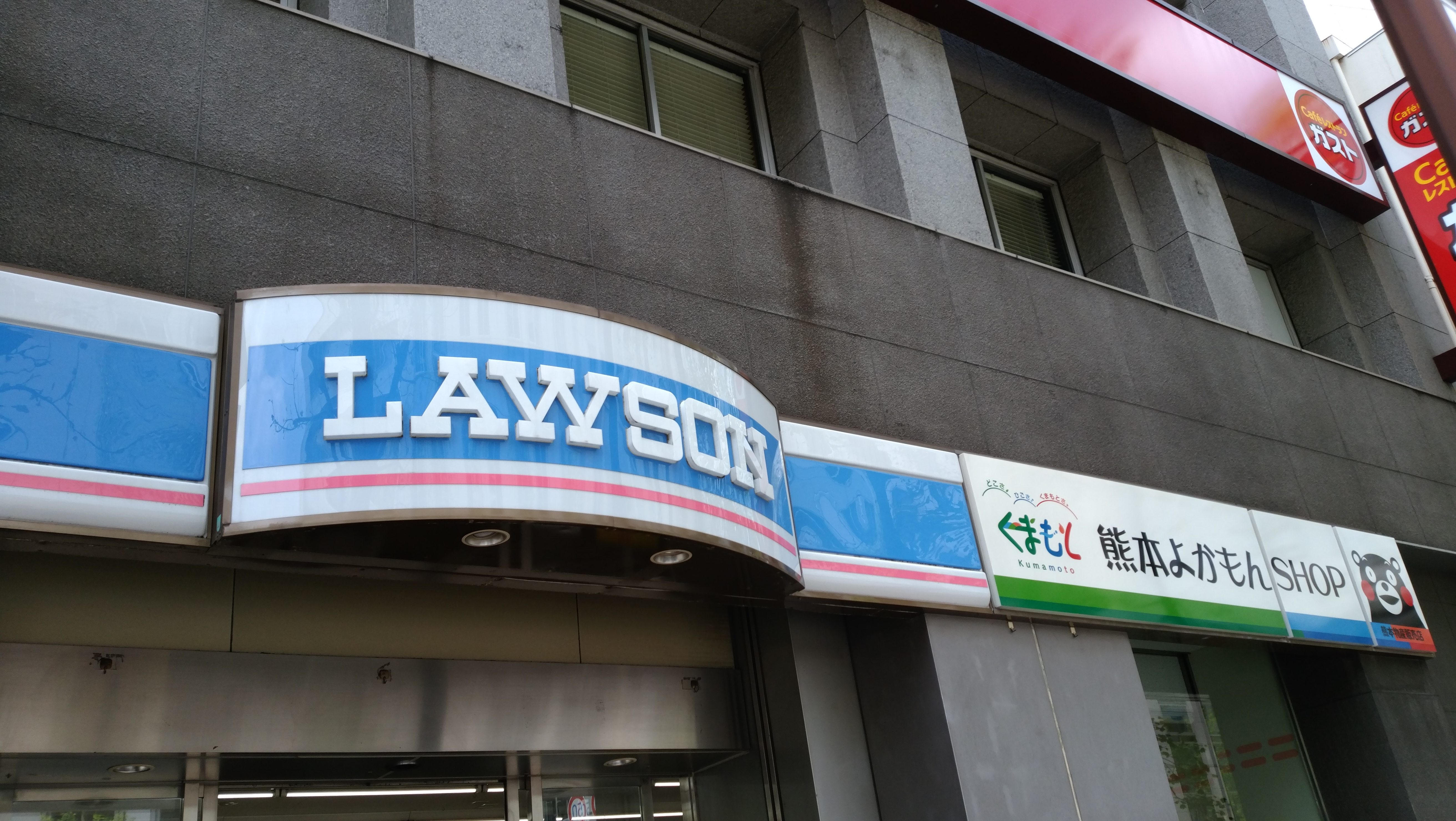
安土町2丁目店 (大阪府大阪市中央区) 。熊本県の物産品を取り扱う「熊本よかもんSHOP」を併設

### 中国・四国

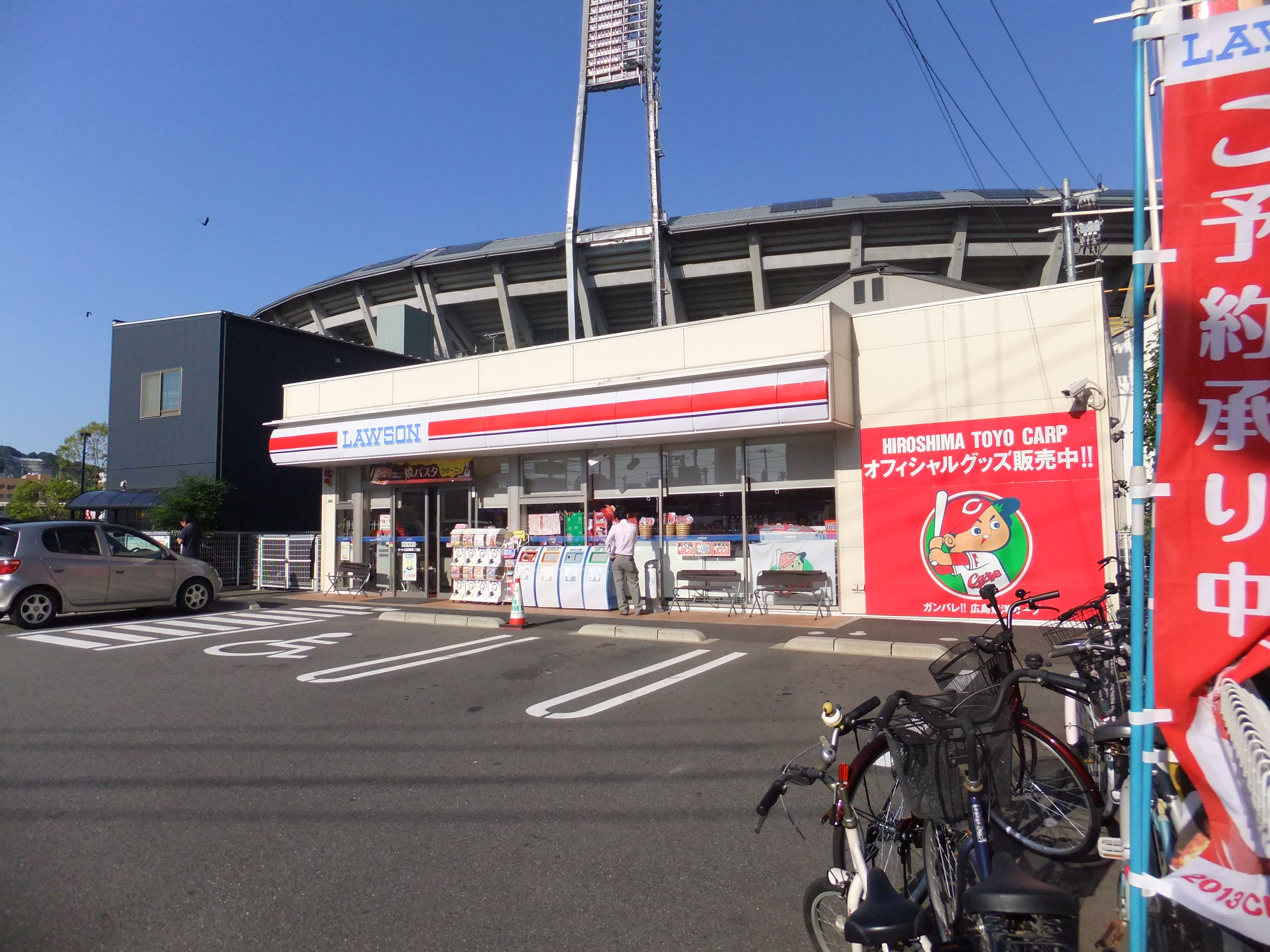
広島南蟹屋二丁目店。広島東洋カープとコラボレーションした店舗の一つ。
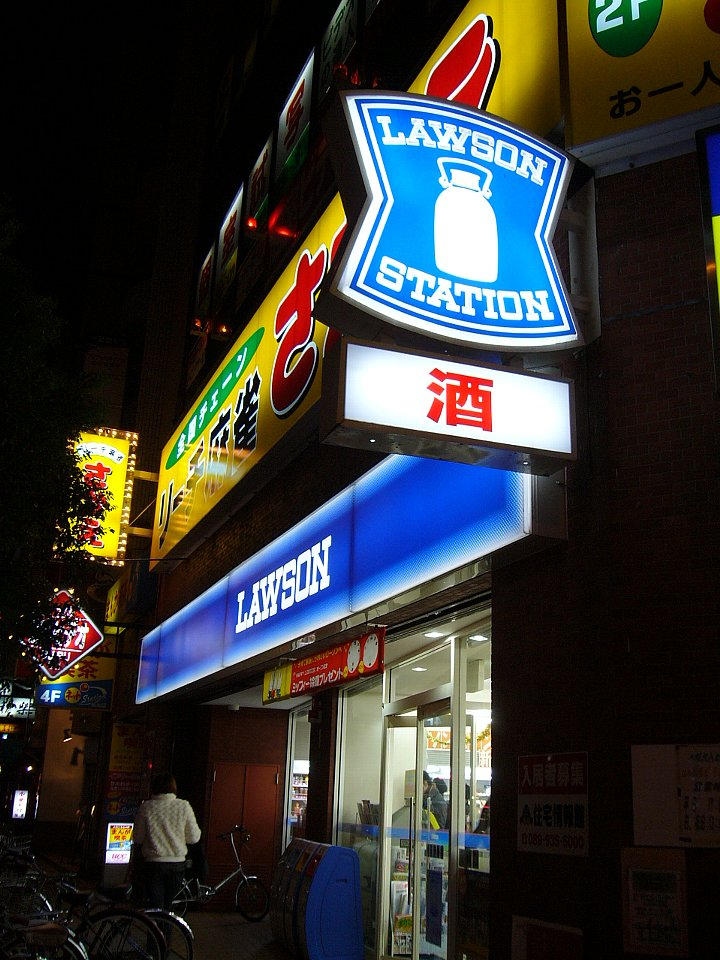
松山一番町店（愛媛県松山市）。大街道の景観に配慮し、ソフトな彩色の看板を掲出している。
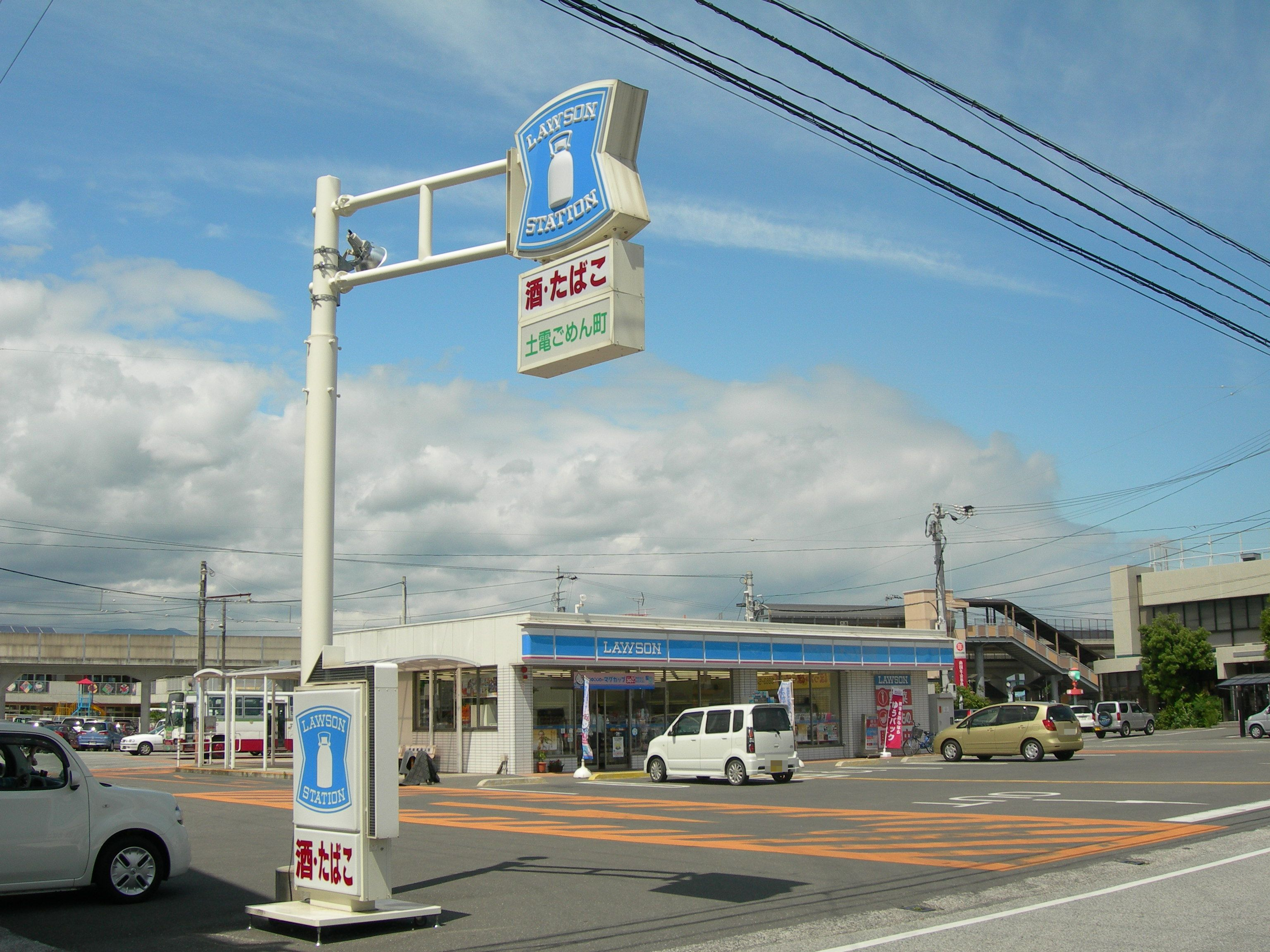
南国ごめん町駅店（高知県南国市）。ローソンの看板の下に緑色の字で土電ごめん町と書かれているのが電停と併設されていることを表している。
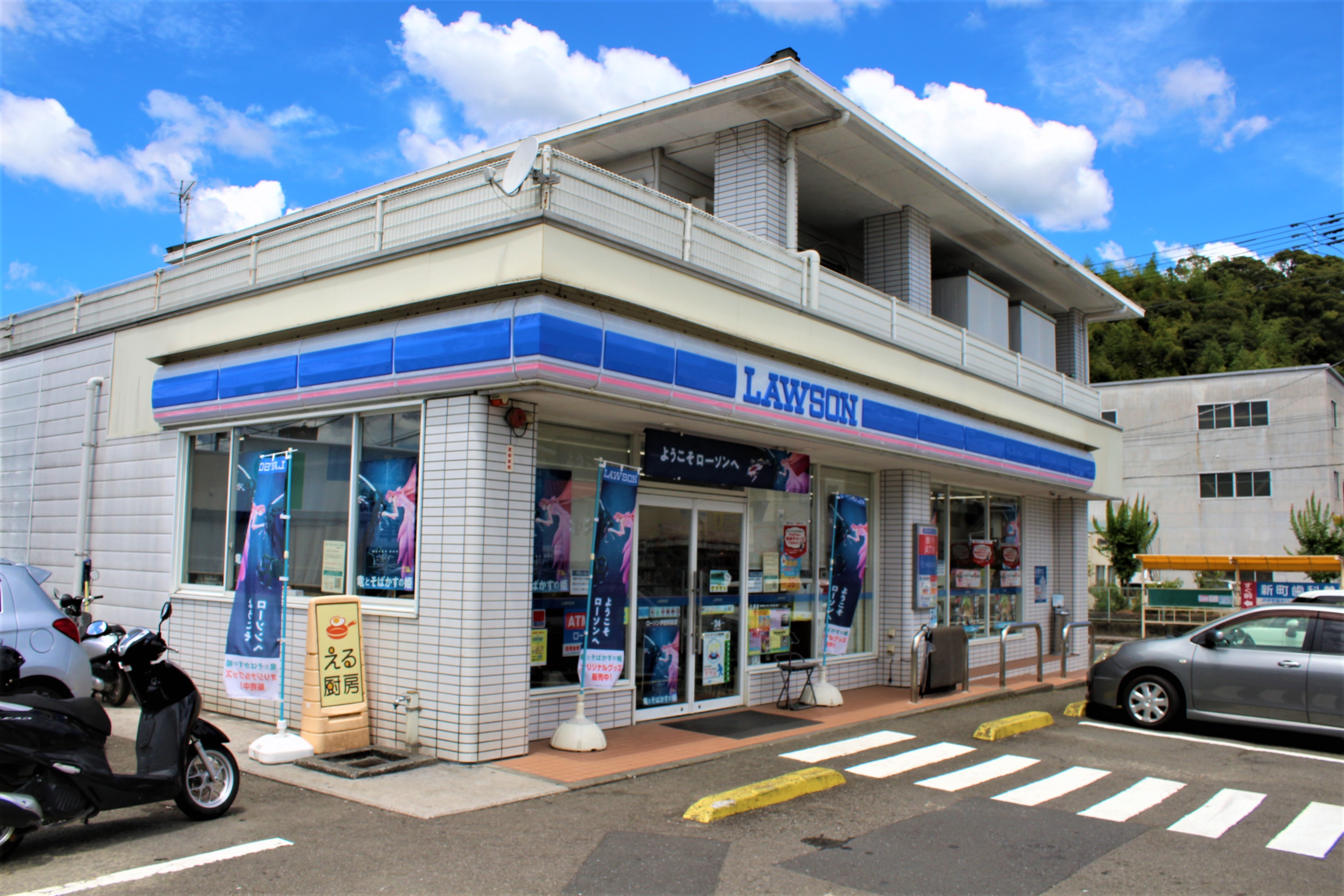
伊野駅前店（高知県いの町）。アニメ映画竜とそばかすの姫の劇中に登場し主人公が来店するオリジナルCMが制作された。

### 九州・沖縄

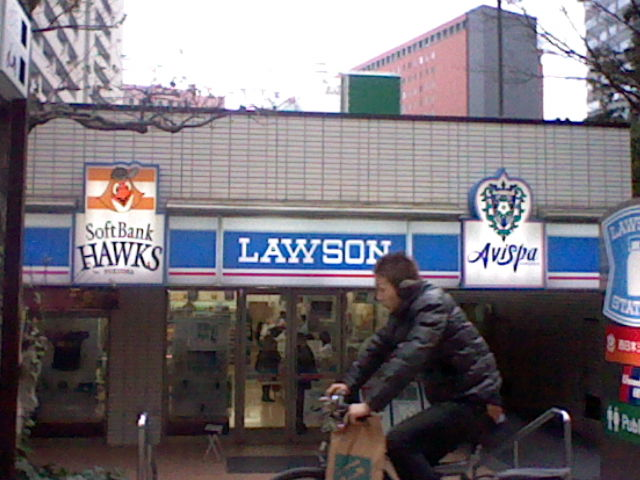
福岡市役所店（福岡県福岡市中央区）。福岡ソフトバンクホークスとアビスパ福岡のコラボレーション店舗。
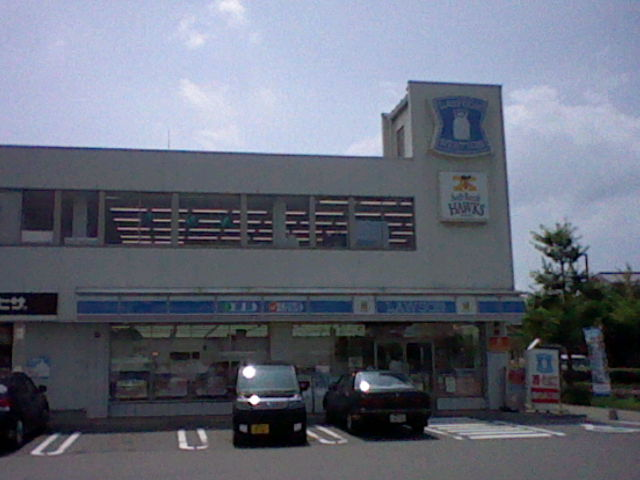
地行三丁目店（福岡県福岡市中央区）。福岡ソフトバンクホークスとのコラボレーション店舗。2階はかつてはローソンの福岡西支店があったが、現在は不動産会社が入居。
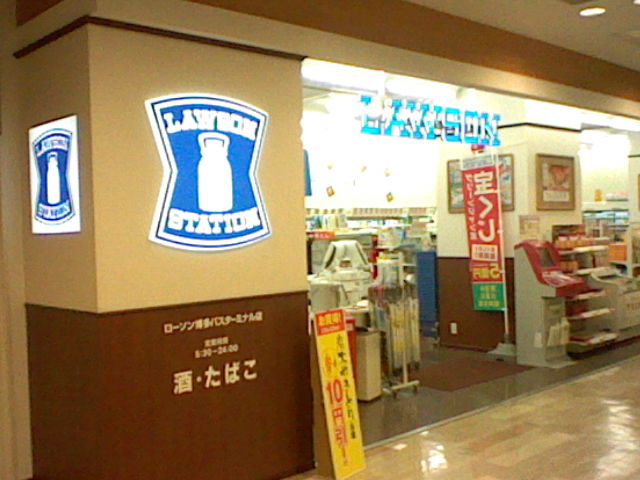
博多バスターミナル店（福岡県福岡市博多区）。博多バスターミナル内にある。店舗改装前。
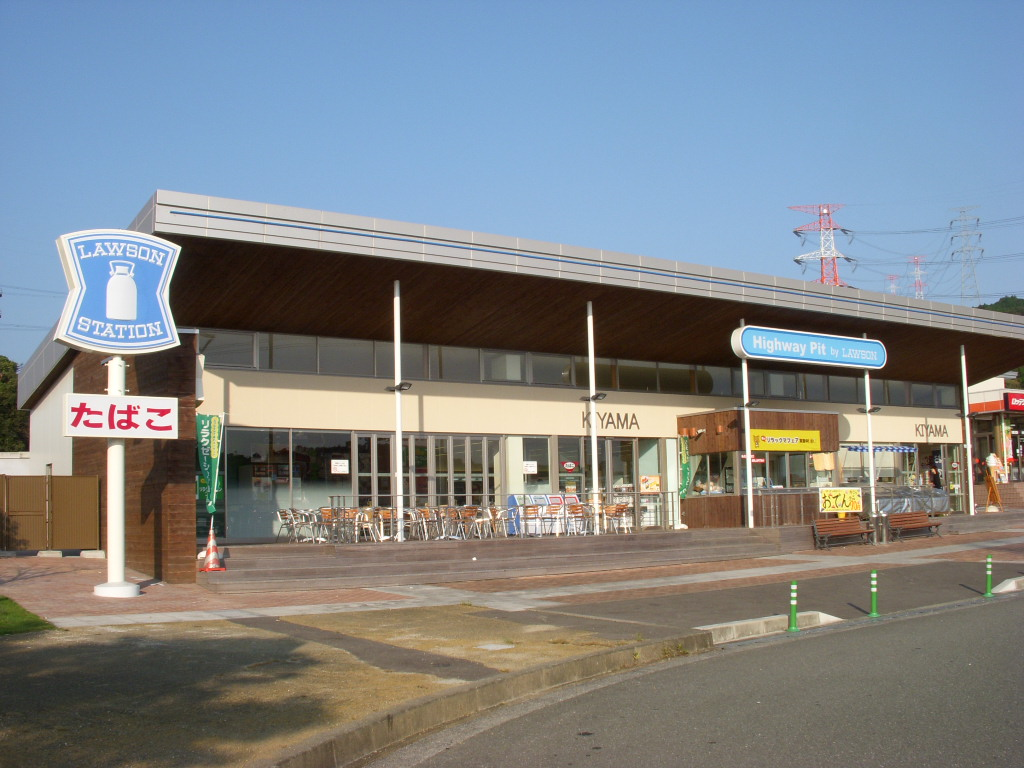
ハイウェイピット基山上り店（佐賀県三養基郡基山町）。基山パーキングエリア上り線側に設置されているHighway pit by LAWSON店舗。
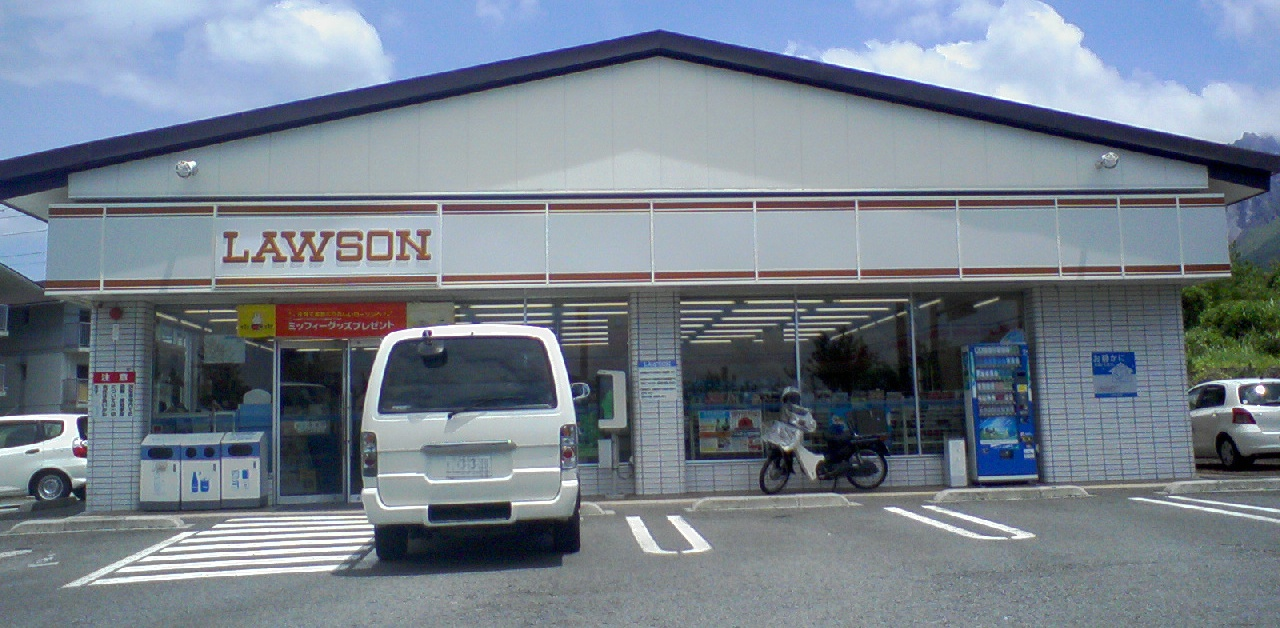
桜島店（鹿児島県鹿児島市）。桜島の景観を損なわないために、店舗の看板などに白色と茶色を使用している。降灰するため屋根に傾斜が付き、雨といが無い。なお、当店舗は閉店した。
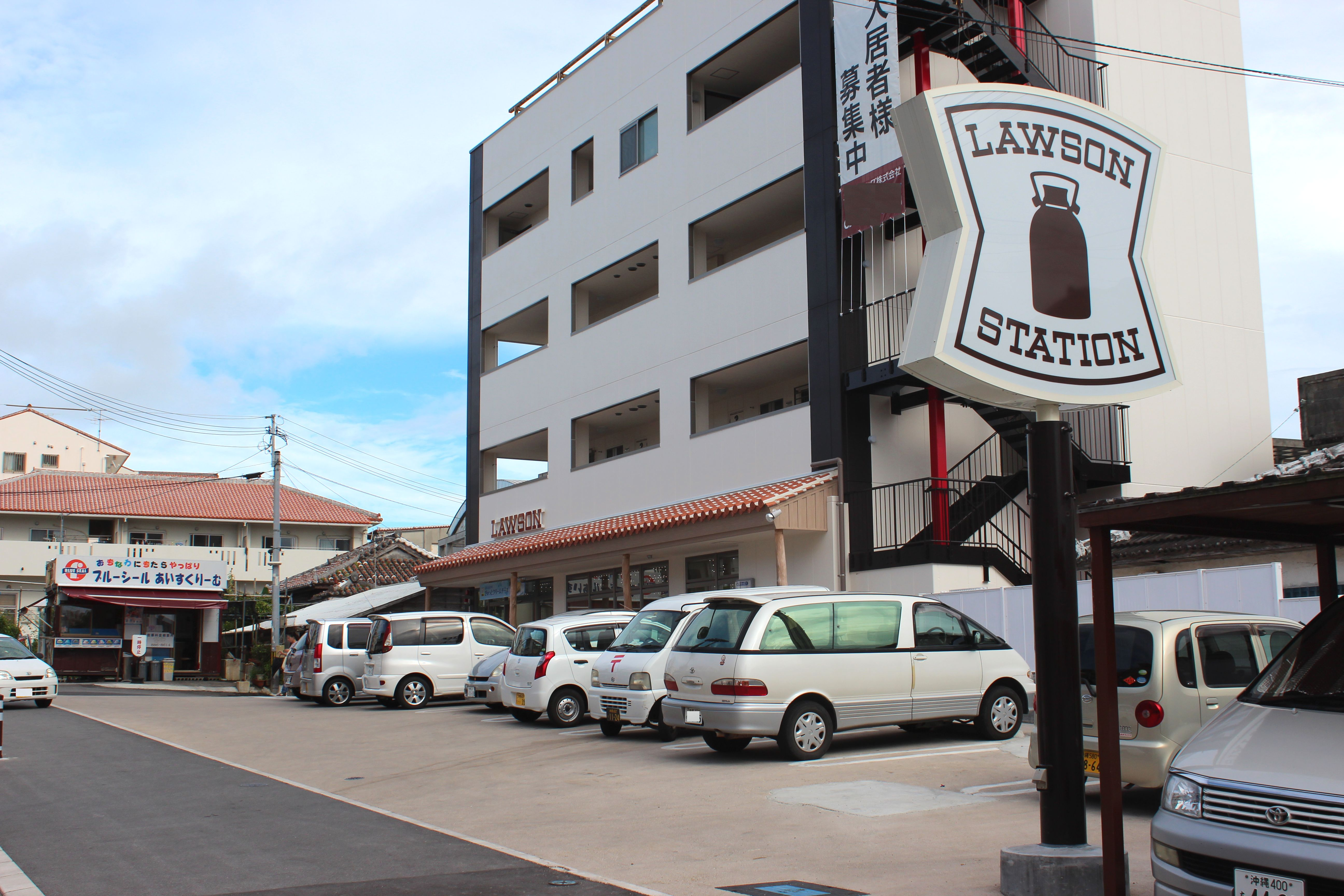
県立芸術大学前店（沖縄県那覇市）。景観に配慮し赤瓦を使用している。看板の色も違う。

### 日本国外

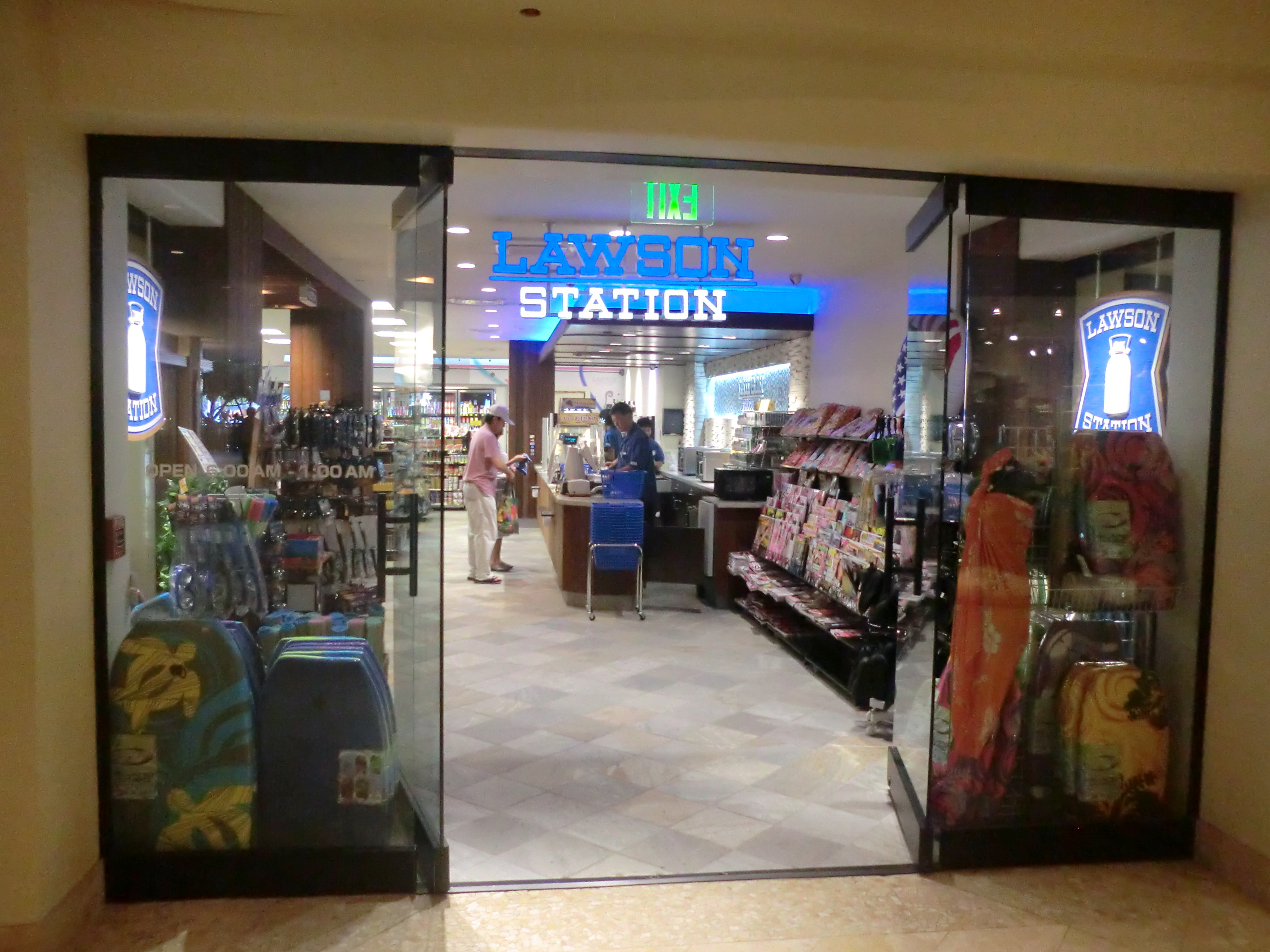
シェラトンワイキキ店（アメリカ合衆国・ハワイ州ホノルル市）。ホノルルのホテル「シェラトン・ワイキキ」1Fに設置されている店舗。

## 独自サービス

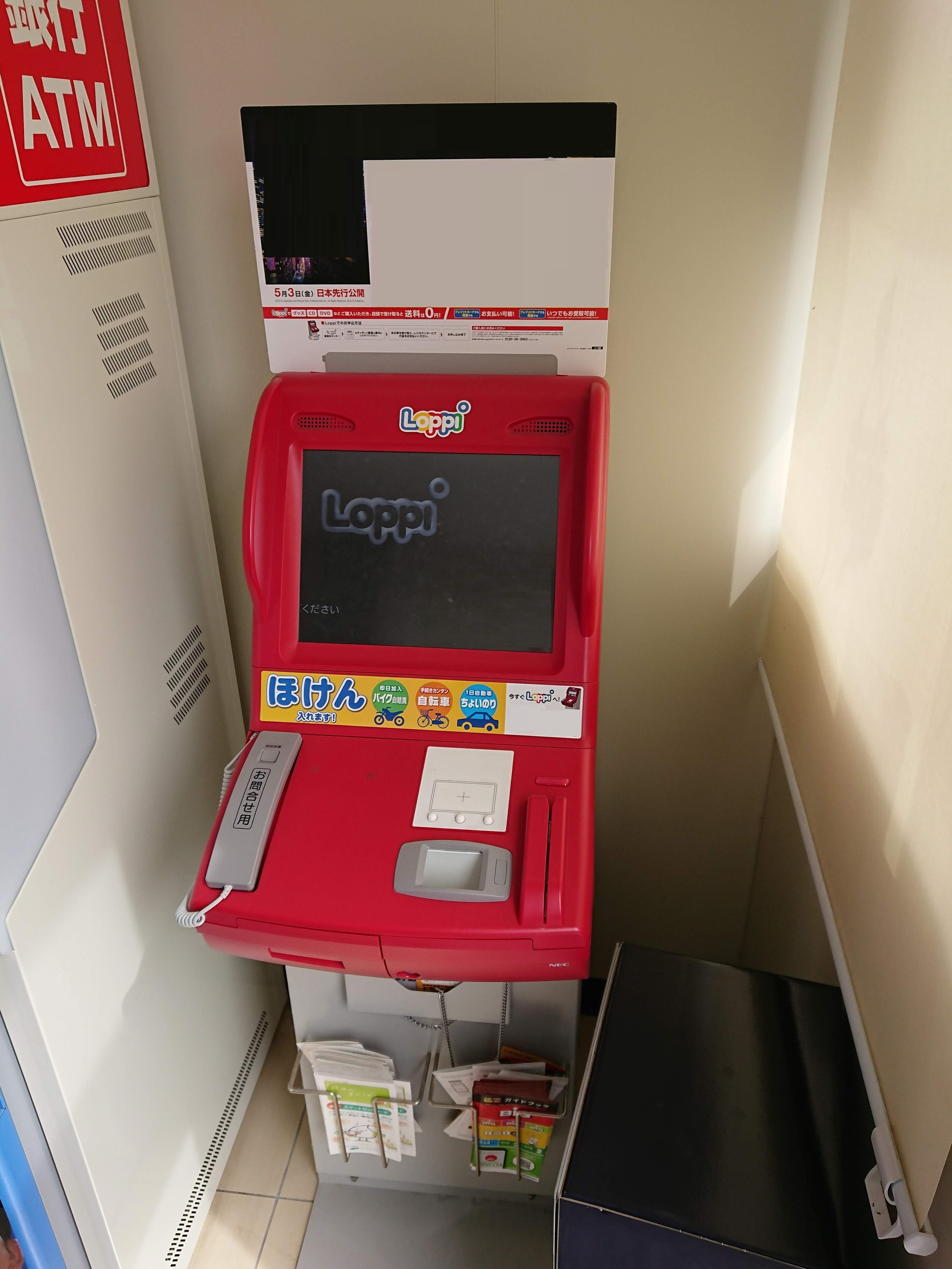
Loppiの端末

- Loppi（ロッピー）
公共料金支払い、消費者金融の返済の手続きやコンサート、イベント、航空チケットの発券手続きに使われる端末（マルチメディアステーション）。
- ローソンHMVエンタテイメント（旧：ローソンチケット→ローソンエンターメディア）
「いつでも、どこでも、どんな時間にでも」というコンビニの利点を生かしチケット販売分野で、チケットぴあに次ぐ地位を確立。上記のロッピーのシステムを利用。全都道府県にあることから公共性の高いチケットの販売などにも使われ始めている。
- 日興Loppiトレード（ピーカブー）
日興コーディアル証券（現：SMBC日興証券）がLoppiを通じて提供する株式（国内株式）、株式ミニ投資、個人向け国債の販売。総合証券会社のため売買手数料がいわゆるネット証券に比べてかなり割高となっている。2008年（平成20年）6月30日をもってサービス終了[167]。
- ローソンCSほっとステーション
ローソンの店内放送。音楽が中心だが、合間にニュースやスポーツ情報（主にプロ野球・サッカー関連）、天気予報なども放送している。また、朝に限り毎日新聞の提供で星座占いを流している。かつてはKiss-FM KOBEのローソン提供番組やTOKYO FMの「LAWSON カウントダウンジャパン」も店内で放送した事もある。また、毎正時には時報を流している。なお、11時と16時は時報の前に、「キユーピー3分クッキング」のテーマ曲おもちゃの兵隊の観兵式（おもちゃの兵隊のマーチ）が流れる。これは、店内で販売される揚げ物など、惣菜を調理する時間の合図であるため。
- 商品券での支払
かつてダイエーグループだった関係で、現在でもダイエーグループ商品券ならびにマルエツ商品券での支払が可能である（ダイエーのお買い物券は不可）。
  - 沖縄県の店舗では地元スーパーのサンエー商品券での支払が可能である。
- LAWSON Wi-Fi
ローソン店頭で提供する公衆無線LANサービス。
- 宅配便サービス
「宅急便」から「ゆうパック」への切替に際してはヤマト運輸が2004年（平成16年）9月28日に私的独占の禁止及び公正取引の確保に関する法律違反（不当廉売など）であるとして日本郵政公社（現：日本郵便株式会社）を提訴する事態となり、東京地裁は2006年（平成18年）1月19日にヤマト運輸の全面敗訴で棄却された[168]。ヤマトは控訴し、東京高裁は2007年（平成19年）11月28日に控訴を棄却され、ヤマトは上告し、最高裁は2009年（平成21年）2月17日に上告を棄却。ヤマト運輸の敗訴が確定した。一審の東京地裁、二審の東京高裁ともに「不公正な取引方法には当たらない」として、ヤマト側の訴えを退けていた。
2006年（平成18年）5月9日より、Loppi端末設置店でのYahoo!ゆうパックの取扱を開始した（それまではファミリーマートのみの扱い）が、Yahoo!ゆうパックサービスそのものの終了に伴い、ローソンにおける取扱も終了した。なお、通常のゆうパックは引き続き扱っており、さらに2011年11月16日からはオークションゆうパックの取扱を開始した[169]。
- コンビニRVパーク

（約1年間の実証実験）
2025年7月14日から千葉県内の「一宮東浪見店」「南房総岩井海岸店」など6店舗の駐車場の一角を、「日本RV協会」が認定する車中泊施設「RVパーク」として営業。料金は2500～3000円。

## 独自商品

### からあげクン

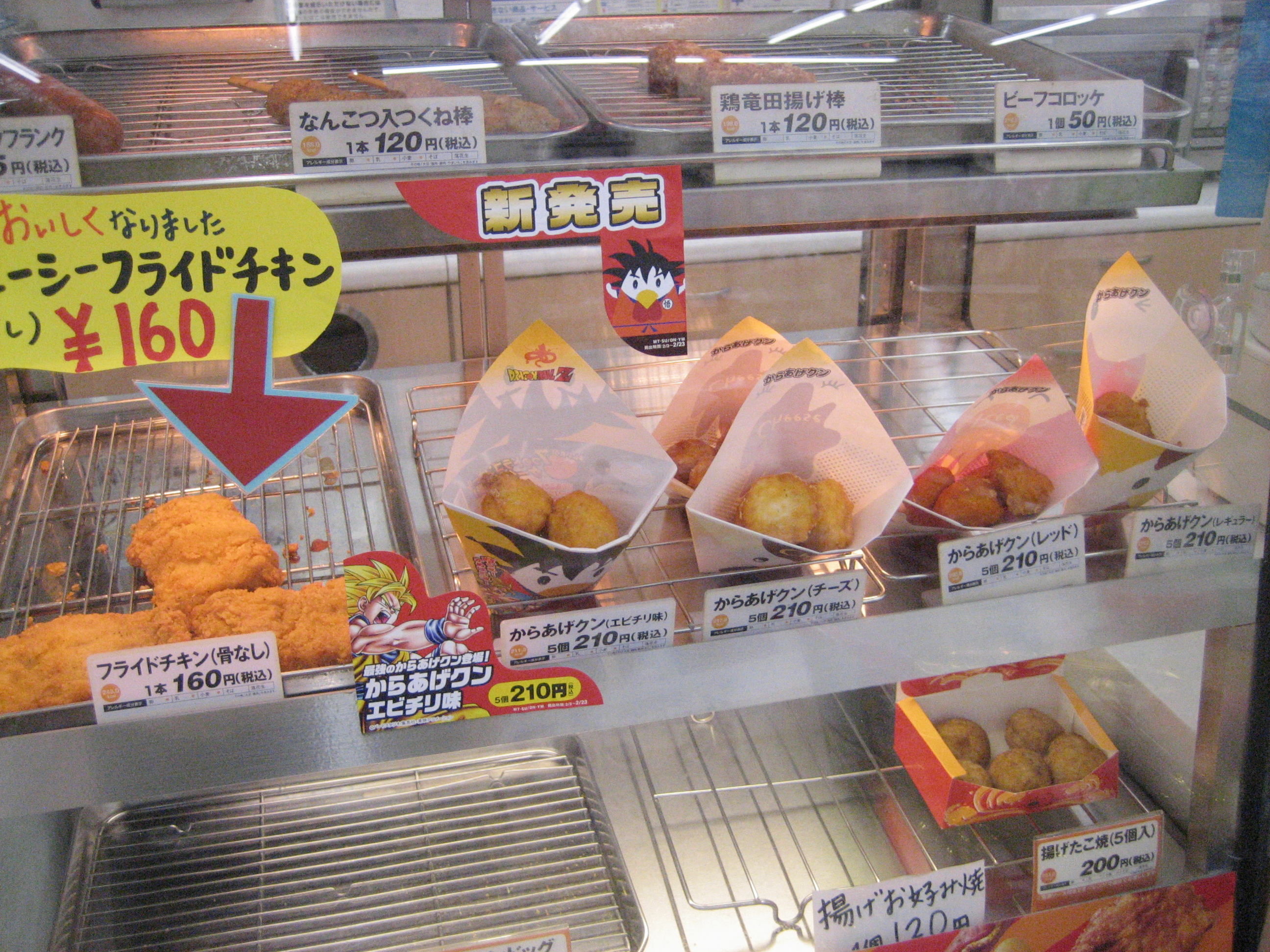
店頭に並ぶファストフード。中央の段に陳列されているのが「からあげクン」。

1986年（昭和61年）4月15日発売。鶏の胸肉（国産ないしはブラジル産）の唐揚げを紙箱に封入して販売するファストフード主力商品。もとは1983年にニチレイフーズが開発・製造する業務用冷凍食品の商品名であり、冷凍食品の状態で店舗に納品され、店内で揚げ物調理のうえファストフードとして販売している。ネーミングの由来は開発当時流行していた漫画「かりあげクン」 であり、同作中で主人公が「からあげクン」と呼ばれる事もある。
味は基本的にはレギュラー・レッド・チーズの3種類。現在は5個入りだが、時期により1個増量する場合がある。発売当時は9個入りの箱型もあった。なお、2013年（平成25年）10月からは焼き印入りのレア物が極稀に入っている。
現在のパッケージは3代目（2003年（平成15年）より使用）で、パッケージに描かれているキャラクターはニワトリではなく妖精である。身長は10cm（おにぎり3個分、うち身長の3分の1がトサカ）、体重は約10g、胴回り21cm、ライバルはLチキで、普通の人間には見えず、心の純粋な人のみ見えるという。
また、パッケージのキャラクターには、レギュラーは「レギュラーくん」、レッドは「レッドママ」、チーズは「チーズパパ」という名前が付けられている。家族構成は、先述のレッドママがレギュラーの母、チーズパパが同じく父とされている点に加え、レギュラーの兄がのりしお、同じく姉がピザ、同じく双子の弟にガーリックペッパー、育ての親にからあげおやじ（初代のパッケージに描かれたキャラクター）など、様々な関係も明らかになっている。
季節・地域限定で様々なフレーバーやパッケージを出している。2009年（平成21年）にはカルビーとのコラボレーションで「ピザポテト風味」が登場。期間限定で映画作品等とのコラボレーション（スパイダーマン3・ONE PIECE・ナルト等）、アイドルグループNEWSとのコラボレーションなどを行ったこともある。また、秋田県では過去に秋田放送「超神ネイガーVSホジナシ怪人」のコラボレーションCMを放送していた。
2011年（平成23年）には、発売25周年となることを記念した「からあげクン25周年記念キャンペーン」を実施。
- 第1弾として、同年1月18日から6月30日まで、ライブドアが提供する『ロケタッチ』を使用した「タッチで集める！ シール50枚の旅」を実施[177]。
- その後、「もう一度食べたい「からあげクン」」の投票を実施し、4月12日に ゆずポン酢味を発売した[リンク切れ]。
- また、第2弾は『けいおん!!』とのタイアップ企画として、同年2月8日から2月21日まで「からあげクン新フレーバー投票企画」を実施[178]。投票数が多かったカレー味を5月10日に発売する予定となっていたほか、同年2月22日から3月7日まで「ローソンスタッフが考案するからあげクン新フレーバー投票企画」を実施し、6月7日に発売する予定となっていたが、双方とも東日本大震災及び福島第一原発事故の影響で中止が決定。「けいおん!!タイアップ企画」は劇場版タイアップ企画に組み込まれる形で同年11月に実施されたほか、「ローソンスタッフ考案企画」として予定されていたうめ味（紀州南高梅味）の発売は同年9月6日に 実施された[リンク切れ]。

日本唐揚協会監修による“ご当地唐揚げ味”シリーズの第一弾として2011年（平成23年）6月7日より「からあげクン 宇佐しょうゆダレ味」を、第二弾として同年7月12日より「からあげクン 名古屋手羽先ダレ味」を、第三弾として同年8月16日より「からあげクン 中津しおダレ味」をそれぞれ発売。延期されていた前述の紀州南高梅味を挟んで、第四弾として同年9月21日より「からあげクン 仙台味噌味(せんだいみそあじ)」を発売。なお、仙台味噌味の販売価格210円のうち10円が「夢を応援基金」に寄付された。第五弾として同年10月18日より「からあげクン タルタルソース味」を、第六弾として同年12月13日より「からあげクン 徳島すだち味」をそれぞれ発売。
2012年5月からは“ご当地唐揚げ味”シリーズとは別にから揚げも単品販売されている。
タイ王国内の「ローソン108」では「くんからあげ」の名で売られているが、これはタイ語で「くん」=「あなた」を意味するため、「からあげクン」よりも馴染みやすいと判断されたためである。

### Lチキ

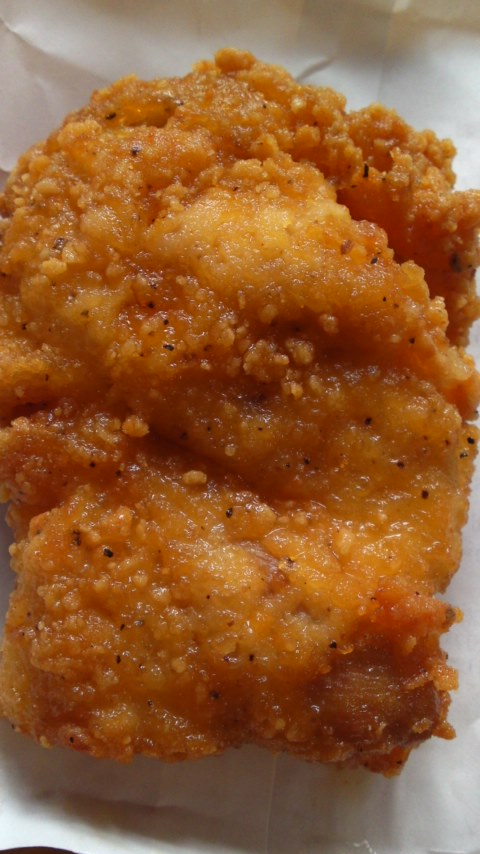
Lチキノーマル味

フライドチキン「Lチキ」は、2009年（平成21年）3月24日に発売された。名前の由来は「ローソンのチキン」から。味は基本的には、レギュラー、レッドの2種類で他にレモン味（2010年（平成22年））・ゆず風味（2011年（平成23年））もある。2009年（平成21年）にはカルビーとのコラボレーションでポテトチップス「Lチキ味」が発売されている。2009年8月18日には「Lチキバンズ」というLチキをはさんで食べるパンも発売されている。値段はLチキが税込148円、Lチキパンズが72円（発売当初は50円）となっていて、カロリーはレギュラーが288kcal、レッドが310kcalとなっている。
2010年（平成22年）3月16日にはLチキの発売一周年を記念して、全国のローソン店舗（ナチュラルローソン、ローソンストア100、SHOP99は除く）で2010年（平成22年）3月23日(火)から一週間限定でLチキを1個購入することができ、Lチキの無料引換券などがその場であたる「Lチキくじ」を展開していた。
また、2012年には通常の1.5倍の大きさであるキングサイズが期間限定商品として発売された。
2024年にタイのローソンの「LAWSON 108」の旗艦店として開かれた「LAWSON 108 Flagship Store」にて「Lチキ」が発売され、同製品が初めてタイで発売された例となった。同店舗での販売価格は56バーツ（オープン時のレートで約238円）と高価だが計画の7倍売れており、ローソン側は訪日時に「Lチキ」を食べた客も多く、日本と同じものを食べられる点が支持されたとみている。

### プライベートブランド
最も有名なものとしてはローソンの原点であるミルクにちなんで、ローソン牛乳（PB第1号）がある。その他にはシェービングや洗剤、入浴剤などがある。かつては缶の緑茶、烏龍茶、紅茶などや2Lの北アルプス天然水、烏龍茶があった。
2010年（平成22年）からは、惣菜・飲料・菓子・乾麺などの食料品からトイレットペーパー・洗剤など日用品を安価で扱う『ローソンセレクト』が展開されており、2011年（平成23年）10月からセブン-イレブンに対抗して拡充された。ローソンセレクトは提携しているポプラでも一部取り扱っている。韓国のハイト眞露を第3ビールのPBブランドの輸入先にするなど海外との提携も行っている。
2020年（令和2年）、約680品目に及ぶPB製品のパッケージをnendoが手掛けたシンプルなデザインに統一。1年以上かけて行われたデザイン変更だったが、早々に分かりにくいとの声があがり、納豆、マーガリンなどではパッケージの再変更が決定された。

### おやつごろ。
おやつごろ。（おやつごろ。）は、ローソンから発売しているプライベートブランドの菓子シリーズである。製造は複数の製菓会社が行っている。
チョコレート、せんべい、ポテトチップなどを全品108円（ただしビッグサイズはその限りではない）で販売している。パッケージに、水性インキを使っていることを示すロゴや、「味のポイント」が書かれている。
種類
- ポテトチップス（カルビー、ブルボン、深川油脂工業、ヤマザキビスケットほか）
- コーラマシュマロ（エイワ）
- つな揚げ（ぼんち）
- チョコレートコロン（海外メーカー（旺旺（ワンワン）社））
- ブロックチョコ（＝ピーナッツチョコレート）（正栄食品工業）
- トルティアチップス　チリタコス味（ジャパンフリトレー）
- しお揚げ（亀田製菓）
- えんどう豆スナック　うま塩こしょう味（東ハト）
- 満月ポン（松岡製菓）
- 深層水芋ケンピ（澁谷食品）
- チーズあられ
- 柿ピー（稲葉ピーナッツ）
- ミニケーキドーナッツ（東京カリント）
- バタースティック（宝製菓）
- チョコパイ（TOMORION）
- チョコ棒（リスカ）
- 揚げせんべい類（ぼんち、天乃屋（後述の“廉価版商品”に該当する「ひとくち歌舞伎揚」も製造）ほか）
- 廉価版商品
  - かっぱえびせん（カルビー）
  - キャラメルコーン（東ハト）- 「新ヱヴァ」三部作、「けいおん!」、「リラックマ」、「チェブラーシカ」などタイアップ多数
  - ミスターイトウ　チョコチップクッキー（イトウ製菓）- もとはこれのコンビニPB版（おやつごろ。チョコチップクッキー）として発売（OEM）。2009年秋以降に同商品に順次入替となった。
  - チョコフレーク（森永製菓）
  - サッポロポテト バーベキュー味（カルビー）
  - しみチョココーンシリーズ（ギンビス）
  - ばかうけ（栗山米菓）
  - なげわ（東ハト）
  - ビーノ（東ハト）
  - ベビースターラーメン（おやつカンパニー）
  - うまい輪（リスカ）
  - バターサブレ（イトウ製菓）
  - ドンタコス（湖池屋）
  - ポリンキー（湖池屋）

など

### パスタ屋
ファミリーマート「三ツ星パスタ」やサークルKサンクス「rubetta」に対抗し開発。2012年10月16日に発売した「焼パスタ ラザーニャ ボロネーゼ」が発売から19日で100万食を超えるヒットとなった。

### Uchi Cafe SWEETS
オリジナルのチルドデザートブランド。以前は「Casual Sweets」名義で展開されていたが、セブン-イレブン「7iro cafe」やファミリーマート「Sweets+」、サークルKサンクス「Cherie Dolce」に対抗するため2009年（平成21年）9月に立ち上げられた。
スプーンで食べるロールケーキやシュークリームなどのプレミアム品がラインナップされているのが特徴。中でもロールケーキは約半年間で販売個数1800万個を突破する大ヒット商品となり、コンビニのオリジナルチルドデザートとして初めてモンドセレクション（2010年（平成22年）度）製菓部門において金賞を受賞した。なお、ロールケーキの成形は全て手作りである。
2012年2月からは、和菓子の本格展開をスタートさせ、うち餡を使用したアイテムに「あんこや」のブランドを付けている。また2012年4月には従来のチルド飲料ブランド「L's Style」を統合し、チルド飲料のラインを追加した。

### その他独自商品
おにぎりブランド「おにぎり屋」・パンブランド「実りベーカリー」（2013年4月2日〜・旧：「とっておき宣言」）・一品弁当ブランド「浪そん亭」(2011年（平成23年）3月 - )・惣菜ブランド「マチのおかず屋さん」などがある。また一部店舗でFrancfranc製の雑貨を販売している。

### テレビ局・ラジオ局との番組企画商品
- 北海道テレビ（HTB、ANN系列）の番組『おにぎりあたためますか』は、「視聴者参加型コンビニバラエティー」としてローソンで販売する商品を開発することを企画の軸としていた（番組自体は現在も続いているが、内容は若干変わってきている）。一部商品は北海道内限定で発売された。
- 青森テレビ（ATV、JNN系列）の女子アナウンサーとのコラボレーション企画商品が発売された。なお、発売は青森県内の店舗で各2週間限定。
  - 2007年（平成19年） - 田中栄子・安藤あや菜・駒井亜由美の3アナウンサーとの企画商品は「やさしさに包まれたなら」（260円、3月23日から）・「あなた色に染まりたい」（230円、3月30日から）・「よくばってもいいかしら?」（295円、4月6日から）の3商品。
  - 2008年（平成20年） - 安藤あや菜・池田麻美・橋口侑佳の3アナウンサーとのコラボレーション企画「ハッピーフードプロジェクト」を展開した。「ANにんDOふ」（350円、3月21日から）・「唐芋苺餅」（260円、3月28日から）・「ぷっ…ふりん」（490円、4月4日から）の3商品。
  - 2009年（平成21年） - 安藤あや菜とのコラボレーション企画「北海DOしちゃお」を展開した。商品は「北のオムカレー」（530円、4月28日から）
- CBCラジオ（JRN系列）『つボイノリオの聞けば聞くほど』とのコラボレーション企画商品。名古屋名物を使用した弁当を販売。
- CBCテレビ（JNN系列）『ノブナガ』内「ごはんリレー」のゴール記念で制作された名古屋名物を入れた麺（きしめん）と弁当を販売。
- MBSラジオ（JRN・NRN系列）『こんちわコンちゃんお昼ですょ!』と、コラボレーション商品『コンちゃんまん豚』を関西限定で発売。
- エフエム山口（FMY、JFN系列）『ビリフラMAX ザ・お弁当バトル』とのコラボレーション企画商品「BB金光弁当」と「アッキー弁当」（いずれも580円、2007年4月27日 - 5月21日、山口県内のみ）。同番組のパーソナリティ・BB金光と鈴木晶久がプロデュース。
- エフエム宮崎（JOY FM） 『Radio Paradise 耳が恋した!』とのコラボレーション企画商品（すべて宮崎産の食材を使用）が発売。
- エフエム鹿児島（μ-FM） 『ミューズカフェ』の「本日のスィーツ」でパティスリー ヤナギムラ とのコラボ企画商品（製造はイケダパン ）を鹿児島県内限定で発売している。
- 日本テレビ（NTV） 『ズームイン!!SUPER』とのコラボレーション企画商品「汐留らーめん」（カップ麺）[189]、「ズーむすび」（130円、2009年3月3日から）。
- フジテレビ『めちゃ2イケてるッ!』内で2011年に制作された番組特製のカレーパン（お台場合衆国における「お台場学級国めちゃリゾートハワイアンズ」でも取り扱われていたもの）を発売[190]。

### スポーツチームとの企画商品
- 2006年（平成18年）7月、当時の亀田興毅・大毅兄弟が所属していた協栄ボクシングジムとのコラボレーションにより同年8月に興毅が世界タイトル戦を行うにあたり「亀田の夏祭り」と称して以下のタイアップ6商品を売り出した。
  - 「チャンピオン『獲っタルぞ!弁当』」（555円）
  - 「『吠えるシャー!コラ!』（シャコ入）海鮮丸太巻」（802円）
  - 「亀田の『夏闘（ナットウ）拳』そば」（395円）
  - 「メンチ切って勝つ!サンド」（340円）
  - 「浪速乃闘拳サラダ」（340円）
  - 「10品目の納豆サラダ」（395円）
- 2008年（平成20年）、福岡ソフトバンクホークス×ローソン初の企画商品（※ロッピー受注販売）「GO!GO!HAWKS!2008 HAPPYBAG」を5250円で発売。2008年2月24日までの受注。
- 北海道限定で北海道日本ハムファイターズの選手とコラボレーション企画商品が期間限定で発売されている。
  - 2008年 - 稲田直人（現富邦ガーディアンズ内野守備走塁コーチ）・田中賢介（現スペシャルアドバイザー）両選手が考案した弁当・麺類・菓子パン等が限定発売。
  - 2017年（平成29年） - 7月にブランドン・レアード選手（現ムンバイ・コブラス）が監修したダブルバーガーシリーズやスイーツが限定発売。さらに8月には有原航平（現ソフトバンク）、岡大海（現ロッテ）、鍵谷陽平の3選手が監修したお好み焼きやスイーツが限定発売。
  - 2018年（平成30年） - 4月に中島卓也選手が監修したお好み焼きとスイーツの計3種類を限定発売。さらに6月にはレアード選手と大田泰示選手（現横浜DeNAベイスターズ）が監修した焼肉丼やスパカツ等4種類が限定発売。10月にも有原、鍵谷両選手が監修した焼きそばや大きなおにぎり、ロールケーキの3種類を限定発売した。
  - 2019年（平成31年 / 令和元年） - 4月に中島選手が監修した地元・福岡のお好み焼きやスイーツ等4種類を限定発売。6月には大田選手が監修したカレーパンやお好み焼き等4種類が限定発売され、この4種類を含むレシート1枚を1口として応募すると大田選手のサイン入りレプリカユニフォームや9月27日の同社スポンサードゲームの一部参加権等が抽選で当たるキャンペーンも実施された。8月は西川遥輝選手（現東京ヤクルトスワローズ）が監修した地元・和歌山の南高梅と桃のピューレを使った大きなおにぎりとスイーツ2種類が限定発売された。
  - 2020年（令和2年） - 「アツく!おいしく!盛り上がローソン!」というキャンペーンとして5月に第1弾で西川選手が監修したご飯とスイーツの計4種類が、6月は第2弾で中田翔選手（現中日ドラゴンズ）が監修したうどんやおにぎり等計7種類がそれぞれ限定発売。8月には第3弾で近藤健介（現ソフトバンク）と上沢直之（現ボストン・レッドソックス傘下）両選手が監修した焼きそばやスイーツ等の計4種類と2人で監修したザンギバーガーが限定発売され、この5種類を含む税込700円以上のレシート1枚を1口として応募すると近藤選手と上沢選手のサイン入りレプリカユニフォームや同ボール等が抽選で当たるキャンペーンも実施された。11月には西川・中田・中島・大田・上沢・近藤の6選手がプロデュースした焼き鳥弁当や各選手がプロデュースした計6種類の商品が限定発売された。
  - 2021年（令和3年） - 「元気いっぱい!がんばローソン」キャンペーンとして4月に第1弾で近藤選手と中島選手が監修したジンギスカン焼きそばや包み焼等の計6種類が、8月には第2弾として大田選手と西川選手が監修したスパカツやおにぎり、シュークリームの3種類がそれぞれ限定発売された。
- 2018年7月、新潟県限定でアルビレックス新潟応援商品として以下の5品を期間限定で発売。
  - 「半熟とろ～り玉子のタレかつ丼」（598円）甲信越エリアでも発売
  - 「トリプルカツサンド」（330円）関東・甲信越エリアでも発売
  - 「からあげクン レギュラー（限定パッケージ）」（216円）
  - 「メンチカツバーガー」（120円）
  - 「グラタンコロッケバーガー」（120円）
- 2019年8月、阪神タイガースとのコラボ商品3種類が発売され、この3種類とおにぎり各種を含めたレシート1枚を1口として応募するとホテル宿泊券やサイン入りレプリカユニフォーム等が抽選で当たるキャンペーンも実施された。

### 店舗との企画商品
- 2010年（平成22年）8月17日 - 30日の期間限定で、炭火焼肉たむらと共同開発した7商品が売り出された。販売されるのは、近畿2府4県と三重県の一部地区。
  - 鉄板焼たむら監修　牛カルビめっちゃ〜うま! ちゃ〜飯（450円）
  - 炭火焼肉たむら監修 焼肉ちゃ〜ラダ巻（298円）
  - 炭火焼肉たむら監修 韓国海苔めっちゃ〜うま! 牛肉マヨ（135円）
  - 鉄板焼たむら監修 刻み生姜入り めっちゃ〜うま! オムそば（498円）
  - 炭火焼肉たむら監修 牛カルビ焼肉ちゃ〜ラダ（398円）
  - 炭火焼肉たむら監修 めっちゃ〜うま! 牛カルビパン黒 （130円）
  - 炭火焼肉たむら監修 めっちゃ〜うま! ちゃ〜シューマヨロール（158円）
- アウトドアスパイス ほりにしとコラボ
  - 2022年8月2日、「からあげクンほりにし」が全国発売。あわせて「ほりにし」を使用した炒飯タイプのおにぎり「ほりにしおにぎり」も発売された[191]。また「アウトドアスパイス ほりにし」「アウトドアスパイス ほりにし 辛口」も店頭で販売し、近畿エリア限定で「からあげクンほりにし 辛口」と「ほりにし」を使用したガーリックライスの上に、さらにほりにし味のチキンステーキとバターをトッピングした「ほりにし監修 ザ・キャンプめし」も発売[191]。
  - 2022年12月20日、近畿エリア限定で「ほりにし」の小袋がセットになったフライドチキン弁当が発売[192]。
  - 2023年3月7日、コラボ第3弾として「からあげクン 燻製ほりにしブラック味」が近畿エリア限定販売[193]。「からあげクン ほりにし味（ノーマル味）」も再販。
  - 2024年4月30日、「ほりにし ぽてとチーズバーガー」、「アウトドアスパイスほりにしおにぎり」、「ほりにし ミックスグリル弁当」、「ほりにし グリルチキンサンド」が近畿エリアで販売[194]。

### 3社共同企画飲料水
2006年（平成18年）8月1日、ローソン・サークルKサンクス・ファミリーマートの3社は共同企画商品の清涼飲料水を発売。発売されたのは、日本コカコーラ社「カナダドライパイナップルフィズ」・サントリーフーズ「デカビタCデカボンベ」・伊藤園「本味」（緑茶）の3商品。いずれも税込147円。

### かつて販売していた独自商品
- ソーダファウンテン

専用カップにコーラ、サイダーを入れて店頭で販売。1980年代後半頃まで見られた。カップには期間限定品として「タッチ」や「ハイスクール!奇面組」のイラストが描かれたものなどがあった。
- Hot'n HOT

電子レンジで温めて食べる食品、「ブリトー」や「ホットサンド」などの商品群があった。

## ポイントサービス
ローソンでは懸賞への応募・お試し引換券などに交換できるポイントサービスを実施している。
レジでカードを提示すると、税抜200円で0:00〜15:59は1ポイント、16:00〜23:59は2ポイントが加算される。
ただしタバコ・公共料金・ロッピー関連のほとんどの支払い・プリペイド式電子マネーのチャージ等は買上ポイントの対象とならない商品もある。
2008年（平成20年）4月1日より北海道地区限定で、レジ袋を辞退したポイントカード会員に「レジ袋削減ポイント」として1ポイント付与を開始した。この他、カードの提示により特定商品の割引やボーナスポイントが付与される場合もある。
付与されるポイントは支払方法（現金・クレジットカード・商品券など）によらず一律である。
2008年（平成20年）12月からはレジで直接1ポイント（1円相当）単位でポイントを利用する事ができるようになった。
従来のローソンでのみ展開されていたポイントは2010年（平成22年）3月1日から親会社である三菱商事が中心になって立ち上げた共通ポイントサービス「Ponta」に移行。
既存のローソンパス・マイローソンポイントはそのままPontaカードとして利用可能。
LAWSON PASS（ローソンパス）
2002年（平成14年）6月導入。
クレジット機能があるポイントカード（17歳以下を対象としたローソンパスジュニアを除く・通常のローソンパスでもクレジットカード機能のないものもある）。
クレジットカードはローソンのみで利用可能な独自のもの（ローソンパスハウス）と、VISA機能が付帯されている提携カード（ローソンパスVISA・JMBローソンパスVISA）がある。ローソンパスジュニアとローソンパスハウスは2007年2月28日をもって新規会員募集を終了しており、現在は発行されていない。
JMB機能付のカードはJALマイレージバンクとの相互交換も可能である。
当初はクレディセゾンとローソン・三菱商事の合弁会社ローソンCSカードによる運営で、クレディセゾンがカードに関わる全ての業務をアウトソーシングする形であった。しかし2008年4月にローソン持株分をクレディセゾンが全て取得、同年9月1日付けで簡易吸収合併された。
MY LAWSON POINT（マイローソンポイント）
2007年（平成19年）1月23日に全国展開開始。
前述のローソンパス機能のうち、ポイントの積み立て及びポイントの利用による各機能のみに削ぎ落とした現金ポイント専用カードでローソンパス会員価格商品・ボーナスポイント対象商品・ローソンエンターメディアの先行販売については本サービスの対象外であった。
カードのデザインは「ポインター」という犬をモチーフにしたものであり、ナチュラルローソンの店舗で配布されている申込書にて申し込んだ場合は、ナチュラルローソンのオリジナル図柄のカードが発行されたが、通常柄のマイローソンポイントとナチュラルローソン柄のマイローソンポイントの2枚を持つことができず、また双方同時に申し込んだ場合についてはいずれか一方のカードが発行される。誰でも申し込む事ができるが、16歳未満の場合は親権者の署名が必要である。
現在のところは、他のポイントとのポイント交換は不可。

### 過去に利用できたカード
Tポイント
ローソンパス/マイローソンポイントと重複するため、2007年（平成19年）3月31日をもって提携を終了。Tポイントはファミリーマートとの提携に移行した。
提携中はローソンでTSUTAYAの会員証やカメラのキタムラのTポイントカードを提示すると、「Tポイント」をレジでの会計毎に「1ポイント（来店ポイント）+税抜き100円につき1ポイント（買上ポイント）」が付与された（会計ポイントの対象とならない商品はローソンパスと同様）。ポイントはTSUTAYA等で使用できるほかに、ローソンで買物券を発行する事により利用する事ができた。クレジットカード一体型のTポイントカードの場合、支払にはそのクレジットカードを用いなくてもポイントが付与された。
ローソンステーションメンバーズカード
かつて、ローソンがダイエーファイナンス（のちのオーエムシーカード、現：セディナ）と提携して1990年代に発行を開始していたクレジット機能付会員カード。事実上、ローソンパスの先代の会員カードである。筆頭株主が三菱商事に移ってから、間もなく募集が停止された。
会員特典は、規定日にクレジットポイント5倍の実施およびローソンエンターメディアでの待遇があった。ローソンでの会員特典こそ廃止されたものの、クレジットカードとしては現在も有効期限までは使用できる。なお利用者は募集停止の際にローソンパスカードへ申し込むか、OMCの一般カードに切り替えるかの選択ができた。

## 決済
現金以外の支払（電子決済）手段が同業他社に比べて充実しており、クレジットカード・デビットカード・クオカード・電子マネー・バーコード決済に対応している。
バーコード決済はAlipay、LINE Pay、楽天ペイ、d払い、PayPay、QUOカードPay、WeChat Pay、メルペイ、au PAY、NAVER Pay、Smart Code、AEON Pay、J-Coin Pay、Coin+加盟の全てのバーコード決済、に対応している。このうちAlipay・LINE Payがコンビニストアの全店規模で導入されるのは日本初。Origami PayはOrigami Payサービスの終了に伴い、コード決済機能は2020年4月28日22時に終了した。LINE Payもサービス終了に伴い、コード決済機能は2025年4月30日までに終了した。
デビットカードについてはJ-Debitと異なる独自の規格で導入されており、ゆうちょ銀行・東和銀行・島根銀行・西京銀行および全国の信用金庫のキャッシュカードのみの対応する。
長らくNEC製の決済端末を用いていたが、2017年に深刻化する人手不足への対応や複雑化する店舗業務の効率化を目指すことを目的にPOSシステムの全面刷新を実施。多言語化対応・オールタッチパネル式の自動釣銭機機能付きPOSレジを導入し、決済端末はパナソニック製のJT-R600CRに順次変更された。
クレジットカードのVISA・mastercard・JCB・AMERICANEXPRESSではコンタクトレス決済も可能。

### クレジットカード
1990年（平成2年）7月に業界で初めて、ダイエーグループのカード会社であるダイエーファイナンス（現：三井住友カード）と提携し「ローソン ステーション メンバーズカード」を発行。同時に東京都、大阪府・兵庫県の店舗から現金自動支払機の設置を開始し、現在ではOMC及び五大国際ブランド、中国銀聯など多くのブランドが利用できる。クレジットカードでの切手・葉書・有価証券の購入はできない。また、Loppiサービスについては、決済手段に一部制限がある。

### 電子マネー
使用可能な電子マネーは、プリペイドタイプの楽天EdyとWAON、ポストペイタイプのiDとQUICPay、交通系電子マネーが使用可能である。2014年末までローソンストア100及びローソンマートでは利用できなかったが、2015年1月から上記のWAON以外の各電子マネーでも決済に対応可能となった。
決済方法は、当初は画面上より使用する電子マネーを自ら選択して決済する方法であったが、POSシステム更新後は決済に使用する電子マネーをあらかじめ申告し、店員により操作する方法に変更されている。電子マネーもクレジットカード同様、切手・葉書・有価証券の購入はできず、Loppiサービスについては、決済手段に一部制限がある。
楽天Edyが全店で利用できるコンビニはam/pm（現在はファミリーマートへ統合・移管）、サークルKサンクス、ポプラグループ、ファミリーマートに次ぐ5社目である。
交通系電子マネーについては2009年（平成21年）4月8日にSuicaショッピングサービスがJR東日本エリア内の全店舗に導入されたのを皮切りに、各地で導入が相次いだ。同年8月24日からは、JR西日本エリア内の全店舗（約2,700店）に、ICOCA電子マネーが順次導入された。同年10月下旬からは、福岡県内の全店舗に西鉄のnimocaが導入された。（これ以前から福岡市内50店舗でnimocaは利用可能であったが、暫定的導入であったため他の電子マネーの決済端末とは別にnimoca専用のJREM製複数マネー対応端末が設置されていた。当時は利用者がタッチパネルで選択する方式であったが、nimocaでの決済時には口頭で伝えなければならないなど、レジとは連動していなかった）
近畿2府4県および三重県・愛知県内の店舗では、関西の私鉄などで利用できる、ポストペイ（後払い）方式のPiTaPaも取り扱いが可能である。また、札幌市営地下鉄4駅構内の店舗及び札幌オーロラタウン店・ポールタウン店では、札幌市交通局などで利用できるSAPICAも取り扱い可能である（チャージ不可）。さらに、愛媛県松山市内の10店舗では、伊予鉄道等で利用できるICい〜カードの決済・チャージが2007年（平成19年）3月 - 2008年（平成20年）2月の1年間試験導入された。これも専用端末による対応である。

### セルフレジ

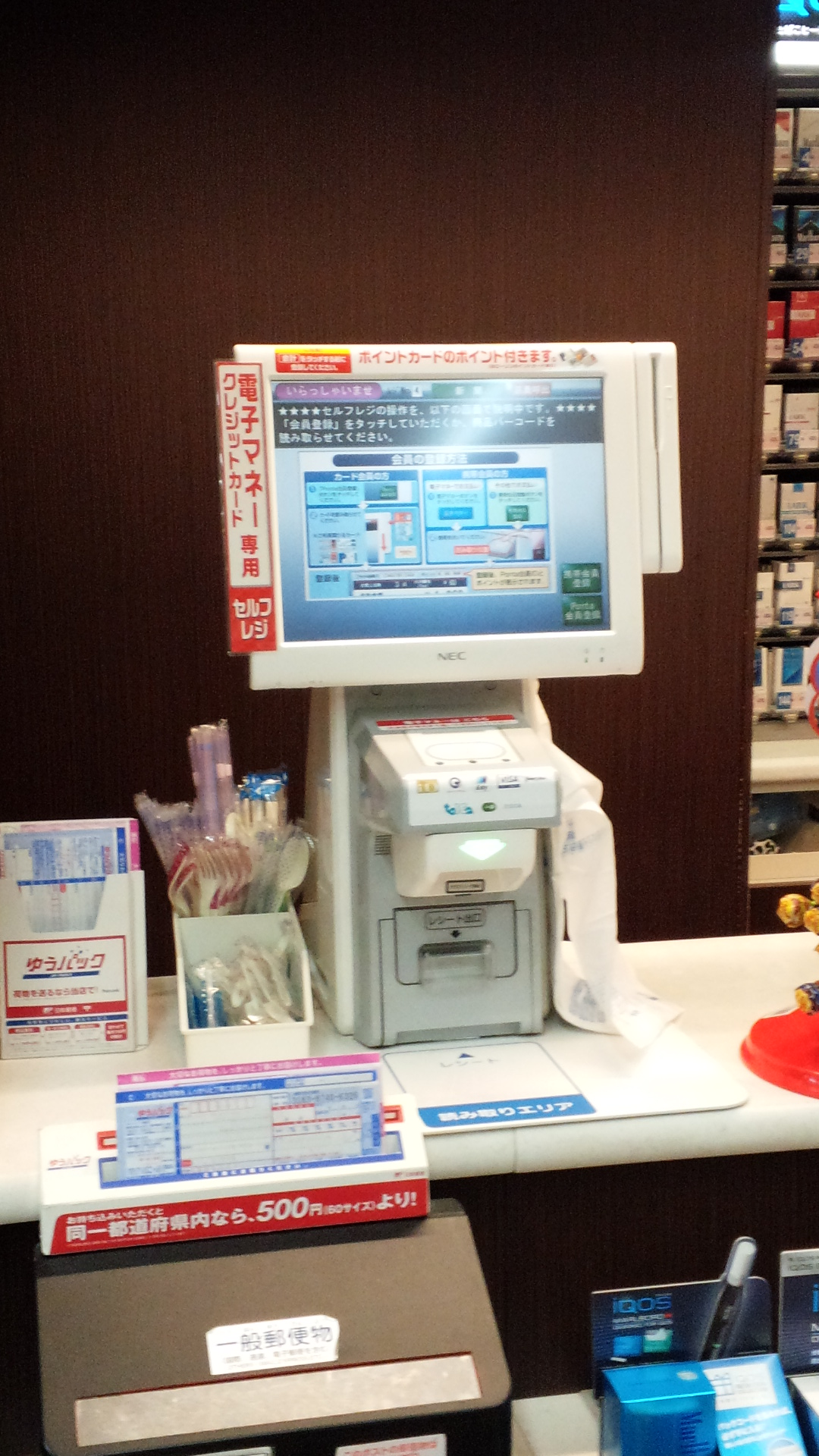
一部のローソン店舗に設置されているセルフレジ

2010年から、一部の店舗でセルフレジを導入している。現金を取り扱わない決済（電子マネー・クレジットカード及びポイント決済）限定である。
2016年からは東京都内の設置型オフィス内コンビニ「プチローソン」に交通系電子マネー専用のセルフレジを導入している。
2019年からはすべての通常POSレジをセルフモードに切り替えることができるようになっており、2020年7月よりCOVID-19感染拡大防止の観点からも、セルフモードの活用を進めることを発表している。

## ATM

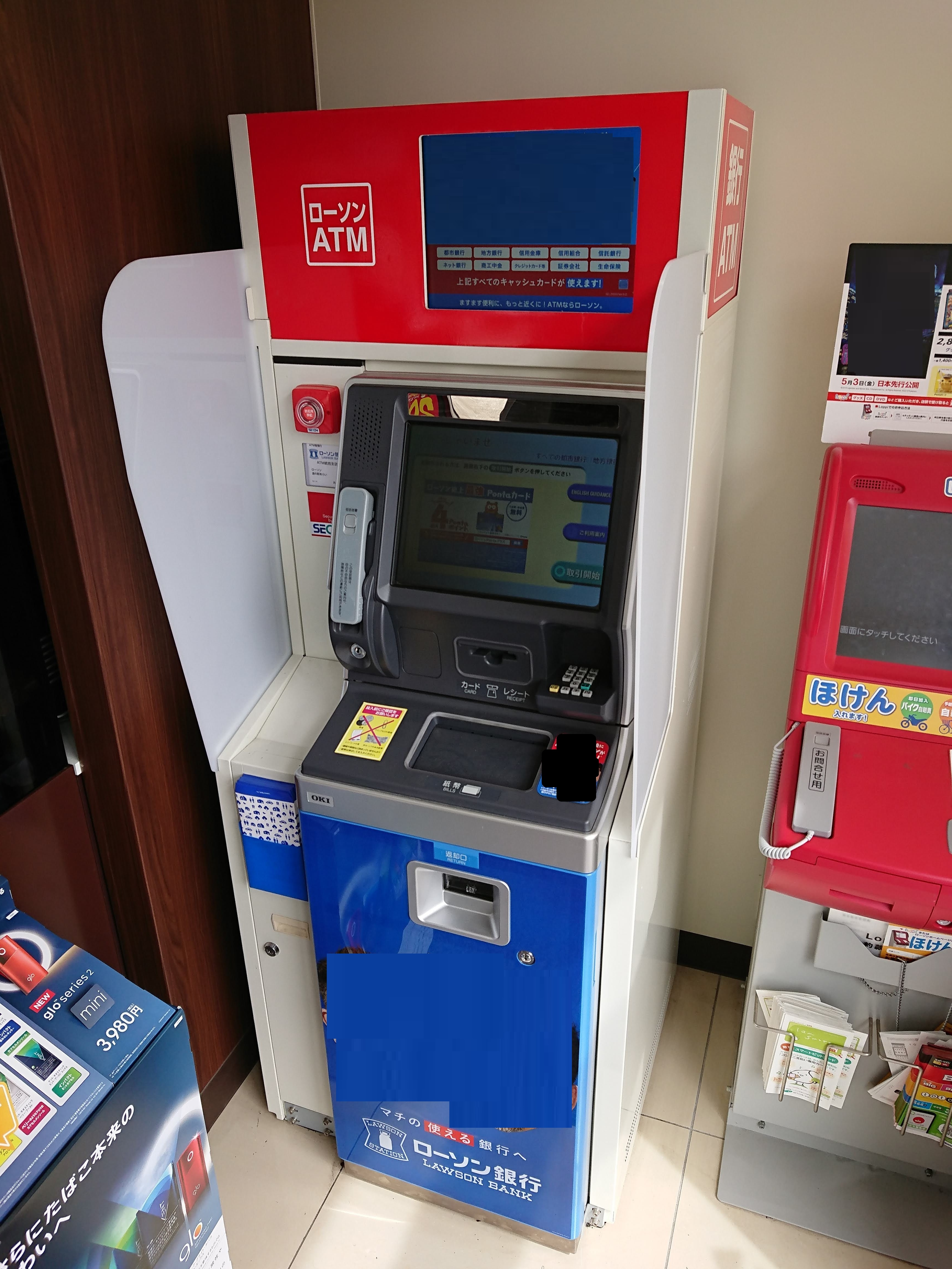
ローソン銀行ATM

コンビニATMは、原則として子会社のローソン銀行 が運営する「ローソン銀行ATM」が大半の店舗に設置されている。しかし、一部地域ではローソン銀行ATMでなく、地元金融機関やゆうちょ銀行のATMを設置している店舗もある。また、かつて新鮮組本部運営の一部店舗にはローソン切り替え前からのイーネットATMが継続して設置されていたが、現在はすべてローソン銀行ATMに転換されている。
ローソン店内にローソン銀行ATM以外のATMを置く金融機関
- 北海道
  - ゆうちょ銀行 - JPローソン赤れんがテラス店（札幌市中央区）のみ。
- 神奈川県
  - ゆうちょ銀行 - JPローソン青葉郵便局（横浜市）のみ。
- 兵庫県
  - 中兵庫信用金庫 - 丹波篠山市・丹波市内の4店舗。
  - ゆうちょ銀行 - JPローソン神戸中央郵便局店（神戸市中央区）のみ。
- 佐賀県
  - ゆうちょ銀行 - ローソンハイウェイピット基山上り店（三養基郡基山町）のみ。
- 鹿児島県
  - 南日本銀行 - 鹿児島市・日置市内の20店舗（うち14店舗はサンクスからの転換店舗）。
  - 鹿児島銀行 - 鹿児島市内の2店舗（いずれもサンクスからの転換店舗）。

この他にも、ローソン店舗敷地内の駐車場に店舗外ATMが設置されている事例もある。

## 制服
柄は以前から変わらない、青と白のストライプ（縦縞模様）である。2000年代にはマイナーチェンジされた。デザインは有名な化粧会社作製で、ブランドはかつて同じくダイエー系列だった百貨店のプランタン銀座である。半袖及び長袖がある。配色は青、白、桃色。ペットボトルによる再生糸を採用しており、比率は50%以上。エコマークが左袖に付いている。また、制服にはICチップが縫いつけられており、制服のリース等の管理に活用されている。なお一部の直営店では青いシャツに黒いエプロンを採用している。2009年（平成21年）10月からは再びマイナーチェンジされ、歴代に続き青いストライプのデザインが残されている。2011年（平成23年）6月25日からは、東日本大震災の影響などにより、青色のエプロンに「がんばろう日本!」のロゴが入った制服を東北・関東エリアで採用していたが、衣替えと同時にストライプの制服に変更された。
なお、MACHI Cafe取扱店では、制服は着用せず、専用のシャツの上にMACHI Cafeのエプロンを着用するという形式になっている。

## テレビCM

### 現在
2024年（令和6年）12月8日 -
- 松山ケンイチ - 店長 役
- 角田夏実
- 早田ひな

2024（令和6年）4月21日 -
- 松山ケンイチ - 店長 役
- 吉田沙保里
- 王林

2022年（令和4年）6月14日 - 
- 松山ケンイチ - 新店長 役
- 川栄李奈 - 近所に暮らすお客様 役
  - 「ハピろー！」プロジェクト
- 梅沢富美男 - 川栄の父親という設定。

2018年（平成30年）春 - 
- サンドウィッチマン
  - ローソン銀行

2016年（平成28年）1月 - 
- 岡本玲
  - ミッフィーソング
  - 春のリラックマフェア
  - ウチカフェフラッペ

2015年（平成27年）6月 - 2016年（平成28年）1月
- 柳葉敏郎、桜庭ななみ、ベッキー
  - ローソン40周年、ローソンセレクト。

2013年（平成25年） -
- 西島秀俊、竹内結子、オダギリジョー、中村蒼
  - パスタ屋、黄金チキン、ゲンコツコロッケ、ウチカフェフラッペ、MACHI café。

2011年（平成23年） - 
- 石田ひかり[注釈 7]、高畑淳子、玉塚元一（同社副社長）（日用品）
  - ローソンセレクト
- 大森南朋、西島秀俊、市川実日子、長塚京三、岡田将生
  - プレミアムロールケーキ、ろーそん亭、おにぎり屋。
- メロディー・チューバック（ATMならローソン!）
- 一青窈 - 震災復興・30周年記念チャリティー企画『ローソン 夢を応援基金』に2代目CFソング担当ミュージシャンとして抜擢され、現在までのCM分のテーマ曲を担当。

### 過去
2015年（平成27年）3月 - 5月
- 大野智 過去にセブンイレブンのCMに出演。、櫻井翔
  - 黄金チキン、100円ベーカリー、お弁当。

2011年（平成23年）から2012年（平成24年）春
- チャン・グンソク（粗挽きハンバーグ）

2010年（平成22年）から2011年（平成23年）夏
- 大橋のぞみ[注釈 9]（ローソンATM）

2008年（平成20年）「元気になろーソン」がキャッチコピー。無人島に漂着したNEWSのメンバー達がサバイバル生活に悪戦苦闘するが、ローソンによって救われる。
- NEWS 過去にセブンイレブンのCMに出演。

2007年（平成19年）3月より「元気荘物語」と題されたショートドラマ仕立てのCMが放送された。出演者は以下のとおり。
- 石田ゆり子
- 天野ひろゆき（キャイ〜ン） - ※夫婦役。
- 中尾ミエ
- 山本梓
- 猫ひろし
- バナナマン
- 次長課長 - 「元気荘物語」と設定などの関連性がない「おかいどくん」シリーズ。限定商品や値下げキャンペーン時に放映される。
- 尾野真千子

2006年（平成18年）3月より「とっておき宣言」をキャッチコピーとしたストーリー仕立てのCMが放送された。次年度は篠原涼子サイドがイメージ転換を図りたいとの理由で契約更新をせずに終了。出演者は以下のとおり。
- 篠原涼子 - 過去にファミリーマートのCMに出演。
- 塚本高史
- 麻丘めぐみ
- 豊島由佳梨

2002年（平成14年）1月より同年末までは「週刊ローソン」をキャッチコピーとしたストーリー仕立てのCMが放送された。出演者は以下のとおり。
- 本上まなみ
- 加藤晴彦
- 市田ひろみ

2001年（平成13年）1月 - 12月。キャッチコピーは「新型ローソン」。
- 新庄剛志
- 華原朋美
- 桂三枝（現：桂文枝）
- 仲間由紀恵
- 吉村作治

以下、それより以前のシリーズのタレントを列記。
- デーモン閣下
- 中山美穂
- 松本明子
- 大塚寧々 - 実年齢は中山より年上だが、中山の妹という設定で出演。
- ともさかりえ
- 矢田亜希子
- 由紀さおり
- 長塚京三
- 高嶋政伸 - 1991年（平成3年）から長年店長役を務めていた。一時期父の高島忠夫と共演している。
- 吹越満 - 政伸の下で働く店員役。
- 鈴木蘭々 - 同上。政伸、吹越とトリオで出演。
- 中山エミリ
- 野村宏伸（1997年頃、篠原と競演）
- 篠原ともえ（1997年 - 1998年） - 後にサークルKのCMに出演。
- つぶやきシロー
- 森高千里 - CMソングを担当していた事もある。
- 細野晴臣
- 前川清 - 篠原の父親役。
- 斉藤由貴 - 政伸のマドンナ役的な存在として出演。
- 三橋達也
- 高島忠夫
- 星由里子
- 塩沢とき
- 今村恵子
- アニメ版「聖闘士星矢」各キャラクター
- 浅倉亜季
- 小錦
- 筒井道隆
- 野宮真貴（ピチカート・ファイヴ）

### ローソンオリジナルビデオのCM
- SMAP
- KinKi Kids
- ジャニーズJr.
- 安室奈美恵

### 福岡ダイエーホークス関係（ダイエーグループ時代）
- 小久保裕紀（後のサムライJAPAN監督）
- 村松有人
- 城島健司

## メディア広告
- 2010年（平成22年）4月よりTwitterによる広告をはじめる。キャラクターであるローソンクルーあきこ[209] のつぶやきという形を取っている。
- 2010年（平成22年）10月より東京都内の約300店舗に株式会社クロスオーシャンメディア[210] による46インチの大型デジタルサイネージを導入し、コンテンツ（東京media）を配信。これに先立ちイメージガールの公開オーディションが行われた。
- 2012年（平成24年）4月よりTOKYO FMをはじめとするJFN38局で『Lawson select Sweet Kitchen』が放送を開始した。パーソナリティはCMでも起用されている石田ひかり。
- ローソンチャンネル（ニコニコ動画） - 配信開始・2011年8月4日

VOCALOID™3 あきこロイドちゃん（非売品）を使用したローソンの最新キャンペーン情報を配信している動画。
- 青森放送ラジオ『土曜ワラッター』の21時台『ワラッター9』のコーナー一社提供。CMのキャッチコピーに「がんばろう東北」が織り込まれている。

## スポーツへの協賛
- オフィシャルスポンサー
  - 日本野球機構（2012年5月より　正式には「NPBパートナースポンサー」）
  - 福岡ソフトバンクホークス
    - コラボレーション店舗「地行三丁目店」がある。

  - 阪神タイガース（2014年より球団オフィシャルスポンサー。主に近畿地方の店舗でタイガース関連キャンペーンを実施。また2014年のセントラル・リーグクライマックスシリーズ1stステージでタイガースが主管試合開催を決めたため、ステージ限定で特別協賛<「2014 LAWSONクライマックスシリーズ・セ 1stステージ」として>）
  - 2014年のパシフィック・リーグクライマックスシリーズ（特別協賛。「2014 LAWSONクライマックスシリーズ・パ」として）
  - Jリーグ（1993年（平成5年） - 2004年（平成16年））
  - ヴィッセル神戸
  - アビスパ福岡
- アドボードスポンサー
  - FC東京
  - 大分トリニータ
  - 北海道コンサドーレ札幌
  - 徳島ヴォルティス
  - 北海道日本ハムファイターズ
- アルビレックス新潟 - オフィシャルクラブスポンサー
- 川崎フロンターレ - アップシャツスポンサー
  - 上記のコラボレーション店舗「高津駅前店」を展開し、練習着のシャツへの「LAWSON」社名ロゴ提示、J1リーグ公式戦でのスポンサーマッチ開催[211] などを行っていたが、「フロンターレローソン」は閉店し、本社も2015年はスポンサー契約を行わず[注釈 10]、地元の1店舗（中原上小田中一丁目店）のみが「サポートカンパニー」として残っている。
- 東北楽天ゴールデンイーグルス - プラチナスポンサー
- 四国アイランドリーグ - サポートカンパニー（2005年）
- レラカムイ北海道 - スポンサー
- 釜石シーウェイブス - ジャージスポンサー
- 協栄ボクシングジム - オフィシャルスポンサー（2005年12月 - 2006年12月）
- LAWSON TEAM IMPUL（フォーミュラ・ニッポン、2008年 - ） - 2009年までメインスポンサー、2010年よりサブスポンサー
- ダイヤモンドカップゴルフ - 三菱商事グループに支配株主が異動したことにより各社扱いで中継番組への提供開始。
- 大阪国際女子マラソン - 2002年（平成14年）の冠スポンサー
- プロ野球オールスタースポーツフェスティバル - 前身のプロ野球12球団インドア競技大会時代の冠スポンサー。
- 新日本プロレス -2017年からスポンサー

## 企業スポーツ
- ローソン硬式野球部（社会人野球） - 1995年から2002年にかけて活動。

## コラボレーション・タイアップ企画
1980年代以降、現在もアニメやゲームなどとのタイアップ企画を積極的に行っている。
- ジョジョの奇妙な冒険・第4部 - 2012年に開催された作者の原画展に合わせ、仙台柳町通店の看板を原作の作中に当店舗のパロディとして登場した「OWSON」へと改装し、「オーソンS市杜王町店」として期間限定で営業[213]。2016年の第4部アニメ版コラボと仙台七夕まつりに合わせ再度改装、劇中で流れるラジオ番組の再現などが行われた。
- 東京タワー 〜オカンとボクと、時々、オトン〜 - 作中に出てくるおにぎりを再現して限定販売された。
- ヱヴァンゲリヲン新劇場版 - タイアップ（2013年まで、2014年以降はセブン-イレブンが担当）
- THE IDOLM@STER - ゲーム内のキャラクター、秋月律子が名誉店長になっている。2011年にはタイアップキャンペーンが行われた。
- どこでもいっしょ - オフィシャルグッズショップ「トロのおみせローソン支店」を展開。
- スカッとゴルフ パンヤ - 三ツ矢サイダーとのコラボキャンペーンを展開し、ローソンからは「からあげクン」と、「ローソンユニフォーム」が登場する[214]。
- おしゃべりハウス（青森テレビ） - 2011年9月までコンビニ売れ筋ランキングに協力していた他、お得な情報などを伝える「ローソンの達人」を放送していた。また、2007年から2009年には企画で誕生した商品を販売している（詳細は上述）。
- タッチ - タイアップ。ソーダファウンテンのイラストに採用。
- ハイスクール!奇面組 - タイアップ。同上。
- 聖闘士星矢 - タイアップ。時期は不明だが年始に「ハッピーバッグ」というグッズの詰め合わせを販売。
- けいおん! - タイアップ。2010年のフェア期間中にタイアップ商品2個購入でクリアファイルが、第2弾として2011年のフェア期間中に同じくタイアップ商品2個購入でうちわがもらえた。いずれのフェアもそのうち1枚にキャラクターが放課後に行ったという設定で、架空の店舗「ローソン桜が丘店」が描かれている。また2011年の冬キャンペーンにおいて映画の前売券をLoppiなどで販売。
- 魔法少女まどか☆マギカ - タイアップ。レシートIDキャンペーンを2011年内に春夏2回開催（春・伊藤園、夏・アサヒ飲料）。
- ミッフィー - タイアップ
- チェブラーシカ - タイアップ
- 夏色キセキ - エンドロールに協力（取材協力等含む）にクレジット表示（本編にもローソン店舗がほぼ毎回の如く登場している）。テレビシリーズ本編の映像メディア化開始を受けタイアップ企画（クリアファイルキャンペーン・アサヒ飲料レシートIDキャンペーン）も実施。
- ラブライブ! - イメージガール決定戦の結果、園田海未がイメージガールになっている。レシートIDキャンペーンを2014年内に春冬2回開催（春・キリンビバレッジ、冬・アサヒ飲料）。
- 藤子・F・不二雄キャラクターズ - タイアップ、コラボレーション店舗を展開、藤子・F・不二雄ミュージアムのチケット販売。
- スーパー戦隊シリーズ（特命戦隊ゴーバスターズ以降） - スタンプラリーを実施。
- プリキュアシリーズ - ローソン限定グッズ付き映画前売り券の発売、『スマイルプリキュア!』以降は上記スーパー戦隊シリーズと同様にスタンプラリーを実施するほか、BANDAI SPIRITS（旧・バンプレスト）の一番くじの取り扱い、レシートIDキャンペーンによるタイアップ企画などを展開している。また2015年の創業40周年記念企画では、当時放送の『Go!プリンセスプリキュア』とコラボレーションした描き下ろしイラストによるオリジナルグッズも販売、以降の作品でも継承されている。
- 松本ひでお 情報発見 ココだけ - 「（ローソン）日本全国つけ麺プロジェクト」としてタイアップ企画、ラジオCMも独自扱いで制作。
- とある魔術の禁書目録・とある科学の超電磁砲・劇場版 とある魔術の禁書目録 -エンデュミオンの奇蹟- -タイアップキャンペーンとして「とある飲料の販促活動 (キャンペーン)」を実施しており、2011年5月[215]・10月[216]サントリーフーズ、2013年2月[217]キリンビバレッジとの共同キャンペーンが行われたのと他に、ポテトスナック菓子のプリングルズとのタイアップキャンペーンを実施した。
- ザ・コンビニ3〜あの町を独占せよ〜（PS2） - 発売日・2003年4月24日
- ザ・コンビニ4〜あの町を独占せよ〜（PS2） - 発売日・2006年4月27日
- ザ・コンビニネットバトル（PC)  - サービス開始日・2004年2月4日（サービス終了）
- ザ・コンビニDS 大人の経営力トレーニング（DS） - 発売日・2008年11月27日
- ザ・コンビニ ポータブル（PSP） - 発売日・2010年7月8日
- 街ingメーカー（PS2） - 発売日・2001年9月27日
  - SIMPLE2000シリーズ Vol.39THE ぼくの街づくり 〜街ingメーカー++〜（PS2） - 発売日・2003年11月6日（上記の廉価版）
- 街ingメーカー2 - 続・ぼくの街づくり -（PS2） - 発売日・2006年7月13日
- ラグナロクオンライン - ガンホー・オンライン・エンターテイメントと日本コカ・コーラとの3社タイアップにより、同ゲームの中心都市に「ローソンプロンテラ店」が設置されたことがある。現在まで2008年8月12日から9月30日と年3月10日から4月30日の2度実施された。
- Ingress - Googleが提供する位置情報ゲーム（拡張現実を利用した陣取りゲーム）。日本中のローソン店舗がゲーム内のポータルとして登録された[218]。
- トミーテック - Nゲージ鉄道模型用に、一般的な郊外店舗をモデルにした建物模型が発売されている[219]。
  - 品番<4063> コンビニエンスストア（ローソン）2
  - 品番<4037> コンビニエンスストア（ローソン）

過去にはトミカのトミカタウンにローソンがあった、また特注トミカとして一時期限定でローソントラックと営業車があった。
- チバテレビ - ローソンと共同開発した「チバ弁」を販売（千葉県のみ）。
- ミュージックレイン（ソニーミュージック系のレコードレーベル兼芸能事務所） - 所属声優7人全員の個人・ユニット（スフィア・TrySail）のライブ・イベントチケットの先行販売をローソンチケットで担当している。先述の『夏色キセキ』（スフィア4人主演）での協賛を契機に連携が始まり、2014年頃より個人・ユニット問わず、各種ライブ・イベント自体に協賛してライブタイトルに『LAWSON presents』を冠するようになったり、オリジナルグッズをローソンHMVで独占販売するなど繋がりが強くなっている。

## テレビ番組
- 日経スペシャル ガイアの夜明け（テレビ東京） 
  - 改革せよ!コンビニ新時代　〜ローソン若社長の挑戦〜（2003年6月24日）[220]。
  - “便利”を深めろ！～コンビニ飽和時代の新戦略～（2010年4月13日）[221]。- ローソンの地域戦略を取材。
- 日経スペシャル カンブリア宮殿（テレビ東京） 
  - 「コンビニ業界2位からの反撃～地方フランチャイズを再生させろ！～」（2007年9月17日）- 出演：社長兼CEO 新浪剛史[222]。
  - ニッポン企業・大改革シリーズ 第1弾 知られざるローソン コンビニ未来宣言（2020年3月26日）- 出演：社長 竹増貞信[223]。
- ドラマ「3つの街の物語」（TBS系列）- ローソンを舞台にしたオムニバスドラマ。2015年（平成27年）6月7日にTBSで、同6月24日にBS-TBSで放送された[224]。

## 事件・トラブル
- 2007年（平成19年）からローソンの大阪府内の加盟店で勤務していた男性が、陳列のミスや遅刻をしたことを切っ掛けに、店主から日常的に叱責されたり、殴る蹴るの暴行を受けたりするなどパワーハラスメントを受けるようになり、また、店の釣り銭の残高が合わないなどとして350万円の賠償を求められ、退職する2014年（平成26年）6月までの約2年間は無給で働かされたほか、377日連続で無休で働かされたりもした。男性は2015年（平成27年）9月に店主とローソン本部を相手取って大阪地方裁判所に提訴。ローソンの本部は「店主に労務管理を指導する義務はない」などと反論していたが、2021年（令和3年）6月10日に、本部側が男性に解決金を支払うことで同地裁で和解が成立した[225]。
- 2009年（平成21年）6月以降、鶏の唐揚げ製品・『からあげクン』に、鳥の羽根が混入しているケースが相次いでいることが判明した。これを受けてローソンは2010年（平成22年）7月3日に謝罪を発表した。羽根を食べたことによる健康への影響はないという[226][227]。
- 2010年（平成22年）に入り、取り扱う商品に異物を混入するとの内容の脅迫状が相次いだため、店内巡回の強化などの対策を行っている[228]。
- 2010年（平成22年）11月3日午前3時ごろ、加賀桑原町店（石川県加賀市）に男が強盗に入り、男性店長（68歳）を刺殺し、車で逃走。石川県警は男を指名手配している[229][230]。
- 2013年（平成25年）に高知鴨部店（高知県高知市）で21歳の男性従業員が商品を入れたままのアイスクリーム冷凍ケースの中に入り、ケース内の商品の上で寝ている写真がfacebookに掲載された。これを受けてローソンでは同年7月15日に謝罪し、この従業員を解雇させたこと、同店とのフランチャイズ契約を解約したことなどを発表した[231][232][233]。
- 2019年（平成31年）2月6日、埼玉県三郷市の同じフランチャイズオーナーが経営する「ローソン三郷天神一丁目店」と「ローソン三郷彦糸店」の2店舗で、店内調理の一部商品の消費期限の改ざんが判明し、両店を閉店したと発表した。健康被害の報告はないという。三郷天神一丁目店で消費期限を改ざんして販売された商品は、最大で約1万3700個に上る可能性があり、三郷彦糸店の販売数は不明としている[234][235]。
- 2020年（令和2年）8月26日、千葉千城台北店（千葉県千葉市）で釣銭の渡し方を注意した男性客（70歳）を、注意された男性アルバイト店員（32歳）が、レジカウンターから出て頭を床に打ち付けたり、店外に引きずり出し、顔を拳で殴った。千葉東警察署は男性アルバイト店員を傷害容疑で逮捕。男性客は意識不明の重体[236][237]。
- 2022年（令和4年）頃から山梨県富士河口湖町にある2店舗（河口湖駅前店・富士河口湖町役場前店）において、ローソン越しに富士山が見え、富士山がコンビニの屋根のように見えることから、SNS上では「富士山ローソン」とも呼ばれており、訪日外国人による人気撮影スポットとなっていた。しかし、勝手に私有地へ侵入したり、近隣の医療施設駐車場への無断駐車などの迷惑行為が相次いでいることから、富士河口湖町は迷惑行為防止対策として、2024年（令和6年）5月に目隠し幕などを設置することを決定[238][239]。同月21日までに設置が完了した[240][241]。ローソンも同年5月5日に声明を発表し、多言語表記による道路の横断禁止や公衆マナーの遵守を呼び掛ける看板設置などを行うことを明らかにした[242][243]。設置された目隠し幕は農業用の遮光幕を使用したが、指などで簡単に穴が開く素材であり、警備員のいない時間帯に狙って撮影などのために穴を開けられているようであり、同月28日時点では河口湖駅前店前設置の幕に10か所前後の穴が確認されている[244]。また、ローソンは一部の旅行会社が該当店舗での撮影を目的にしたバスツアーが複数確認されたとして、同月21日にこれらの旅行会社に対して、目的地からの取り下げを要請したことを同年6月20日に明らかにした[245][246]。同年8月15日に台風接近に伴う安全面から幕を撤去[247]。その後は再設置しない状態が続いていたが、危険な道路横断を防ぐ目的で2025年（令和7年）8月に再度幕を設置した[248][249]。